# Adolf Hitler
Adolf Hitler (20 tháng 4 năm 1889 – 30 tháng 4 năm 1945) là một chính khách người Đức, nhà độc tài của nước Đức từ năm 1933 cho đến khi tự sát vào năm 1945. Tiến tới quyền lực với tư cách là chủ tịch Đảng Quốc Xã (NSDAP), Hitler trở thành Thủ tướng Đức vào năm 1933 và sau đó là Führer und Reichskanzler vào năm 1934. Dưới chế độ độc tài của mình, ông phát động Chiến tranh thế giới thứ hai ở châu Âu bằng cuộc xâm lược Ba Lan vào ngày 1 tháng 9 năm 1939. Xuyên suốt cuộc chiến, ông trực tiếp tham gia chỉ đạo các hoạt động quân sự của Wehrmacht, đồng thời còn là nhân vật đóng vai trò trung tâm trong cuộc diệt chủng Holocaust dẫn đến cái chết của khoảng sáu triệu người Do Thái và hàng triệu nạn nhân khác.
Hitler sinh ra ở Áo-Hung, lớn lên gần Linz rồi sống ở Viên vào thập kỷ đầu tiên của những năm 1900 trước khi chuyển tới Đức vào năm 1913. Ông từng được tặng thưởng vì phục vụ trong Lục quân Đức thời Chiến tranh thế giới thứ nhất. Năm 1919, ông gia nhập Đảng Công nhân Đức, tiền thân của Đảng Quốc Xã rồi trở thành lãnh đạo đảng này vào hai năm sau. Năm 1923, Hitler tiến hành đảo chính ở München nhằm cướp chính quyền, song cuộc đảo chính thất bại còn bản thân Hitler bị kết án 5 năm tù giam. Trong thời gian đó, ông sáng tác tập đầu cuốn tự truyện kiêm tuyên ngôn chính trị Mein Kampf ("Cuộc đấu tranh của tôi"). Sau khi được tại ngoại sớm vào năm 1924, Hitler thu hút sự ủng hộ của quần chúng thông qua việc công kích hòa ước Versailles, cổ xúy chủ nghĩa Liên Đức, chủ nghĩa bài Do Thái, chủ nghĩa chống cộng bằng các biện pháp tuyên truyền cùng tài hùng biện lôi cuốn của mình. Ông thường lên án chỉ trích chủ nghĩa tư bản quốc tế và chủ nghĩa cộng sản, cho rằng chúng là một phần của cái gọi là Âm mưu Do Thái.
Tháng 11 năm 1932, tuy giành được nhiều ghế nhất quốc hội song Đảng Quốc Xã không thiết lập được đa số, dẫn đến kết quả là không đảng nào có thể thành lập liên minh chiếm đa số trong nghị viện để ủng hộ một ứng cử viên cho chức thủ tướng. Cựu thủ tướng Franz von Papen cùng các nhà lãnh đạo bảo thủ khác đã thuyết phục Tổng thống Paul von Hindenburg bổ nhiệm Hitler làm thủ tướng vào ngày 30 tháng 1 năm 1933. Không lâu sau đó, Quốc hội thông qua Đạo luật Cho quyền, bắt đầu quá trình chuyển đổi Cộng hòa Weimar thành Đức Quốc Xã, một chế độc độc tài đơn đảng dựa trên ý thức hệ toàn trị và chuyên quyền của chủ nghĩa quốc xã. Hitler hướng tới việc loại bỏ người Do Thái khỏi nước Đức và thiết lập một Trật tự Mới để phản bác trật tự thế giới thời kỳ hậu Thế chiến thứ nhất do Anh và Pháp thống trị mà ông cho là không công bằng. Sáu năm kể từ khi Hitler lên nắm quyền, nền kinh tế Đức phục hồi nhanh chóng sau cuộc Đại suy thoái năm 1929, những hạn chế mà Hòa ước Versailles áp đặt lên nước Đức giai đoạn hậu Chiến tranh thế giới thứ nhất được bãi bỏ, các vùng lãnh thổ có hàng triệu người dân tộc Đức sinh sống được sáp nhập. Những thành tựu kể trên đã giúp Hitler giành được sự ủng hộ đáng kể từ quần chúng nhân dân.
Hitler khát khao tìm kiếm Lebensraum (n.đ. 'không gian sống') cho dân tộc Đức ở Đông Âu. Chính sách đối ngoại hung hăng của ông được xem là nguyên nhân chính dẫn tới sự bùng nổ Chiến tranh thế giới thứ hai ở Âu Châu. Ông chỉ đạo công cuộc tái vũ trang quy mô lớn của Quân đội Đức, tiến hành xâm lược Ba Lan vào ngày 1 tháng 9 năm 1939, dẫn đến việc cả Anh lẫn Pháp tuyên chiến với Đức. Tháng 6 năm 1941, Hitler phá bỏ hiệp ước Xô-Đức và ra lệnh tấn công Liên Xô. Đến cuối năm đó, quân Đức và các nước thuộc khối Trục châu Âu đã chiếm đóng gần như toàn bộ châu Âu và Bắc Phi. Tuy nhiên, cục diện chiến tranh đã đảo chiều kể từ năm 1942 và sang tới năm 1945 thì nước Đức đã bị quân Đồng Minh áp sát từ mọi phía. Ngày 29 tháng 4 năm 1945, Hitler kết hôn với người tình lâu năm Eva Braun tại Führerbunker ở Berlin. Ngay ngày hôm sau, cả hai cùng nhau tự sát để tránh bị rơi vào tay Hồng quân Liên Xô. Thi thể được hỏa thiêu theo đúng ý nguyện của Hitler.
Sử gia kiêm cây viết tiểu sử Ian Kershaw mô tả Hitler là "hiện thân của cái ác chính trị hiện đại". Dưới sự lãnh đạo của Hitler, chế độ Quốc Xã đã tàn sát khoảng 6 triệu người Do Thái và hàng triệu nạn nhân khác mà họ coi là Untermensch (người hạ đẳng) hoặc "không xứng đáng được tồn tại". Hitler và chế độ Quốc Xã trực tiếp khiến khoảng 19,3 triệu dân thường và tù nhân chiến tranh thiệt mạng. Ngoài ra, khoảng 28,7 triệu binh lính và dân thường đã thiệt mạng do các hoạt động quân sự tại chiến trường châu Âu. Với số thương vong vô tiền khoáng hậu, Thế chiến thứ hai là cuộc xung đột đẫm máu nhất trong lịch sử nhân loại.

## Thân thế
Cha của Hitler, Alois Hitler Sr. (1837–1903), sinh ra tại vùng Waldviertel ở phía tây bắc Viên và là con ngoài giá thú của bà Maria Anna Schicklgruber. Sổ rửa tội không ghi tên cha ruột của Alois nên ban đầu ông mang họ mẹ là Schicklgruber. Khi Alois lên 5 tuổi (1842), bà Maria Anna kết hôn với một công nhân tên là Johann Georg Hiedler, nhưng ông không bao giờ công nhận cậu bé Alois là con mình. Alois được anh trai của Hiedler là Johann Nepomuk Hiedler đem về nuôi dưỡng, dành quãng đời niên thiếu tại gia đình người bác. Một khoảng thời gian sau khi cha mẹ Alois qua đời, Johann Nepomuk lập lời tuyên thệ tại văn phòng công chứng, rằng em trai mình – Johann Georg – là cha ruột của Alois. Vì một lý do nào đó, thay vì ghi là Hiedler, cha xứ lại ghi họ của Alois trong sổ đăng ký khai sinh là Hitler. Kể từ đây, Alois Schicklgruber chính thức đổi thành Alois Hitler. Nguồn gốc của dòng họ Hiedler/Hitler vẫn luôn là một bí ẩn. Ngoài hai cách viết trên, họ này còn có thể viết là Hüttler, hoặc Huettler, và có lẽ có nghĩa là "một người sống trong lều" (lều trong tiếng Đức là "Hütte"). Tuy nhiên, cái tên "Hitler" cũng có thể là phiên âm từ Hidlar hoặc Hidlareek trong tiếng Tiệp Khắc, vì vùng Waldviertel không nằm cách xa biên giới với xứ Böhmen là bao.
Theo Toàn quyền Ba Lan Hans Frank thì trong khoảng thời gian làm hầu gái trong một gia đình Do Thái ở Graz, bà Schicklgruber đã dan díu với thiếu gia 19 tuổi Leopold Frankenberger (hoặc Frankenreither) và sinh ra Alois. Tuy nhiên, giả thuyết này đã bị các sử gia bác bỏ vì thời đó không có ai mang họ Frankenberger trong hồ sơ hộ khẩu ở Graz và cũng chẳng có hồ sơ nào chứng minh về sự tồn tại của người tên Leopold Frankenberger. Ngoài ra thì tại thời điểm đó, người Do Thái đã bị cấm cư trú tại Steiermark hơn 400 năm và chỉ được hợp pháp hóa nhiều thập kỷ sau khi Alois ra đời.

## Thiếu thời

### Tuổi thơ và giáo dục

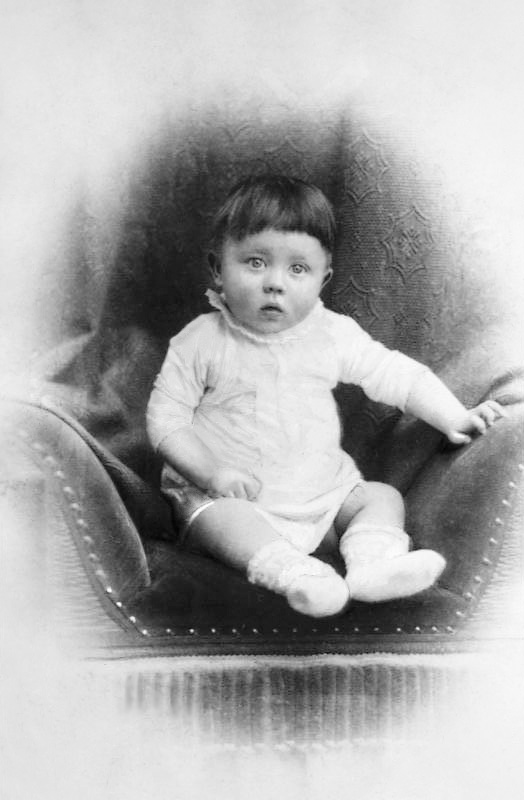
Hitler khi còn nhỏ (c. 1889–90)

Adolf Hitler sinh ngày 20 tháng 4 năm 1889 tại Braunau am Inn, một thị trấn ở Áo-Hung (thuộc Áo ngày nay) nằm gần biên giới với Đế quốc Đức và là con thứ tư trong một gia đình có sáu anh chị em. Cha của Hitler là Alois Hitler, mẹ là người vợ thứ ba đồng thời là cháu gái cột chèo thế hệ thứ hai của Alois – Klara Pölzl. Ba người anh chị em của Hitler – Gustav, Ida và Otto – đều lần lượt chết yểu khi còn bé. Sống cùng Adolf còn có hai anh chị là con của vợ hai: Alois Jr. (sinh năm 1882) và Angela (sinh năm 1883). Năm lên 3 tuổi, Hitler theo gia đình chuyển đến Passau, Đức. Lớn lên tại miền nam nước Đức, phương ngữ đặc trưng vùng Hạ Bayern, thay vì phương ngữ Áo-Đức, dần trở thành tiếng mẹ đẻ của Hitler. Ảnh hưởng từ phương ngữ này đã để lại dấu ấn đậm sâu trong những bài phát biểu sau này của ông. Gia đình Hitler quay về Áo định cư tại Leonding vào năm 1894. Tháng 6 năm 1895, sau khi về hưu, Alois cùng gia đình chuyển về sống trong một khu trang trại tại Hafeld nằm cách Linz không xa để sống bằng nghề trồng trọt và nuôi ong.
Hitler theo học tại một Volksschule (trường tiểu học công lập) gần Fischlham và gây ấn tượng tốt với thầy hiệu trưởng, được đánh giá là "một cậu học trò lanh lợi, ngoan ngoãn nhưng hiếu động". Tuy nhiên, vì gặp nhiều khó khăn trong cuộc sống, bố ông dần trở nên khó tính. Giữa hai cha con bắt đầu nảy sinh xung đột căng thẳng do Hitler không tuân thủ kỷ luật nghiêm ngặt của nhà trường. Dù vợ thường xuyên can ngăn nhưng Alois Hitler vẫn ra tay đánh con. Nỗ lực làm nông an hưởng tuổi già ở Hafeld thất bại, Alois Hitler cùng gia đình chuyển tới sống tại Lambach vào năm 1897. Cậu bé Hitler 8 tuổi học hát, tham gia đoàn hợp xướng của nhà thờ và thậm chí từng nghĩ tới việc trở thành một linh mục. Năm 1898, gia đình Hitler trở về Leonding định cư vĩnh viễn. Việc cậu em trai Edmund qua đời vì bệnh sởi hai năm sau đã ảnh hưởng sâu sắc đến Hitler. Từ một học sinh tự tin, tận tâm, hướng ngoại, Hitler trở thành một cậu bé sống lạc lõng, bất cần, thường xuyên phản kháng lại cha và giáo viên.
Alois từng có một sự nghiệp thành công ở cục hải quan và muốn con trai nối gót mình. Ông thường cố gắng truyền cảm hứng cho con bằng những câu chuyện trong đời sống công chức của mình, nhưng Hitler lại đam mê nghệ thuật và không có ý định làm theo lời cha. Về sau, khi hồi tưởng về khoảng thời gian này, Hitler nói rằng nghĩ đến việc "phải ngồi trong một văn phòng, đánh mất mọi tự do; không còn làm chủ thời gian của chính mình" khiến ông "ớn đến tận cổ". Hitler đã kịch hóa một tình tiết khi cha đưa ông đến thăm một văn phòng hải quan, nói rằng sự kiện này đã khiến sự rạn nứt giữa cha và con càng trở nên nghiêm trọng vì ai cũng tự cho rằng mình đúng. Alois không tán thành mong muốn gia nhập một trường trung học cổ điển và trở thành họa gia của con. Tháng 9 năm 1900, ông gửi Hitler vào Realschule (trường trung học) ở Linz, chuyên sâu về khoa học và kỹ thuật hơn, nhưng bị con trai phản đối kịch liệt. Trong cuốn Mein Kampf, Hitler có giải thích rằng mình cố tình học hành sa sút, rồi cuối cùng bỏ học là vì muốn chống lại ý cha: "Tôi nghĩ rằng, một ngày nào đó, cha thấy tôi chậm tiến bộ ở trường thì ông ấy sẽ để tôi được theo đuổi đam mê của mình, mặc cho ông ấy có thích hay không".
Tương tự nhiều người Đức–Áo khác, Hitler bắt đầu phát triển tư tưởng dân tộc chủ nghĩa Đức từ khi còn trẻ. Ông trung thành với nước Đức nhưng khinh miệt Đế chế Habsburg đa sắc tộc đang trên đà suy thoái. Hitler và bạn bè thường dùng lời chào "Heil" và hát vang "Deutschlandlied" (Bài ca nước Đức) thay vì quốc ca đế quốc Áo.
Sau khi Alois đột ngột qua đời vào ngày 3 tháng 1 năm 1903, Hitler học tập sa sút và được mẹ cho phép rời trường. Tháng 9 năm 1904, Hitler thuyên chuyển qua trường Realschule ở Steyr, lối hành xử và thành tích học tập của ông đều có tiến bộ. Năm 1905, sau khi vượt qua những kỳ thi cuối cùng, Hitler học hết lớp 10, ra trường mà không có tham vọng học cao hơn hay kế hoạch rõ ràng cho sự nghiệp.

### Thời niên thiếu ở Viên và München

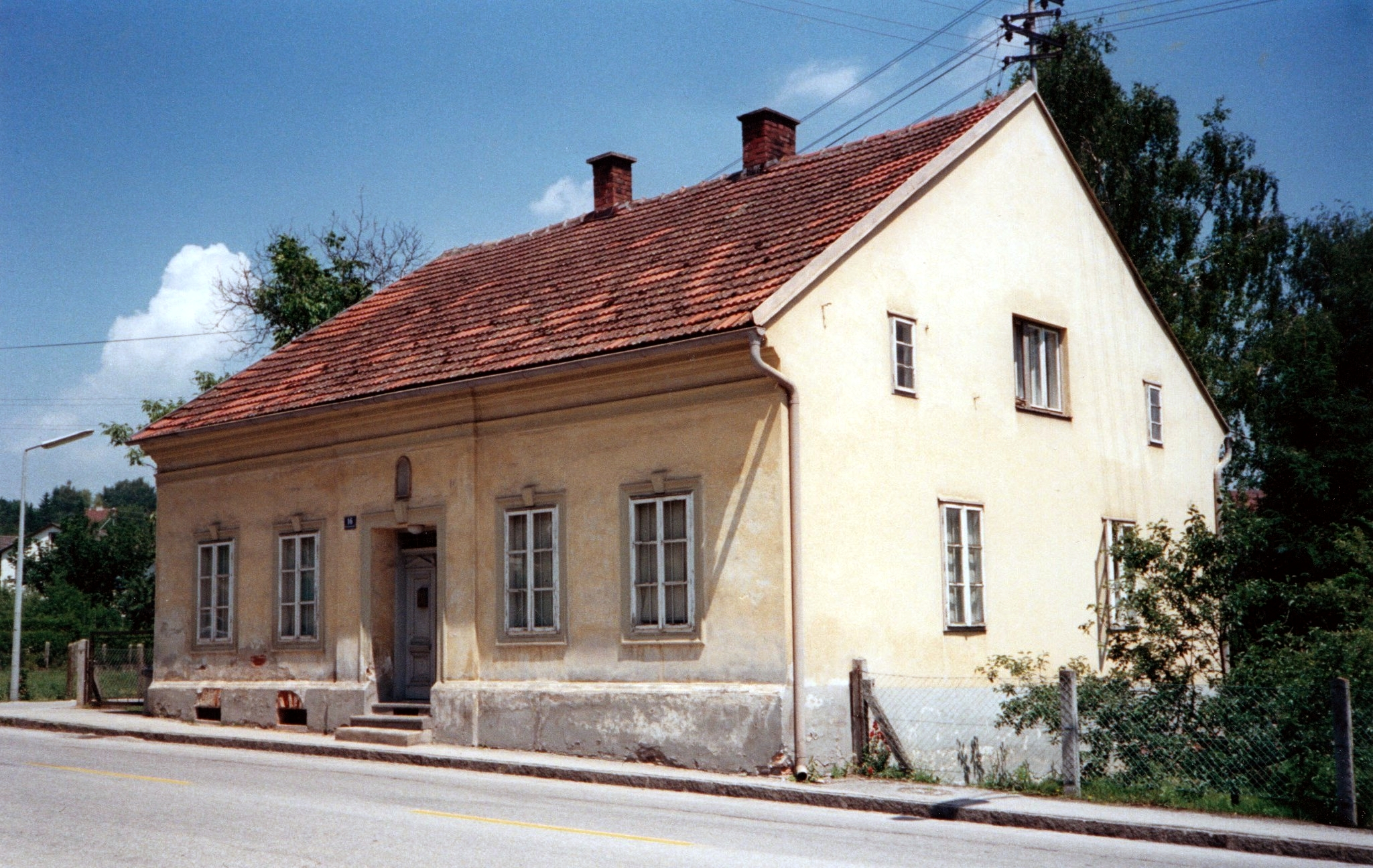
Căn nhà ở Leonding, Áo, nơi Hitler sống thời niên thiếu (ảnh chụp tháng 7 năm 2012)

Năm 1907, với một khoản tiền trợ cấp trẻ mồ côi và sự hỗ trợ từ mẹ, Hitler rời Linz đến sinh sống tại thủ đô Viên của nước Áo. Mang trong mình ước vọng trở thành họa sĩ, Hitler dò hỏi việc theo học Viện Hàn lâm Nghệ thuật Viên, dự định sẽ tham dự kỳ thi tuyển sinh năm sau. Nhưng mộng không thành khi bài dự thi của ông không đủ điểm. Hitler cố thử sức một lần nữa vào năm sau, nhưng tác phẩm của ông không gây được ấn tượng với giáo sư. Nhận thấy các tác phẩm được thực hiện với độ chính xác đặc biệt về kiến trúc, người giáo sư gợi ý chàng thanh niên này nộp đơn xin vào trường kiến trúc. Tuy nhiên Hitler không thể làm theo vì ông không có bằng tốt nghiệp trung học phổ thông.
Ngày 21 tháng 12 năm 1908, bà Klara Hitler qua đời vì bệnh ung thư vú ở tuổi 47 khi Hitler mới 18 tuổi. Năm 1909, ở tuổi 19, Hitler bước vào giai đoạn khốn khó của cuộc đời vì hết tiền và buộc phải sống một cuộc sống phóng túng trong những khu nhà dành cho người vô gia cư và khu nhà tập thể dành cho nam và phải dùng bữa ở bếp ăn từ thiện cho qua cơn đói. Ông đảm nhận những công việc thời vụ như quét tuyết, di chuyển hành lý ở ga tàu hỏa, đôi lúc xin làm công nhân xây dựng hoặc phụ hồ. Sau đó, ông hành nghề họa sĩ tự do, bán những bức tranh màu nước vẽ phong cảnh ở Viên cho du khách. Trong khoảng thời gian hành nghề bán tranh dạo tại Viên, tài nghệ hội họa Hitler đã tiến bộ rõ rệt. Ông có thể thực hiện những tác phẩm "chính xác đến nỗi có cảm giác như nó được phác họa lại từ một tấm ảnh". Tuy nhiên, các tác phẩm của Hitler cho thấy ông là một kiến trúc sư hơn là một họa sĩ vì trái hẳn với khả năng thể hiện cấu trúc thiên bẩm của mình, ông "không có kiến thức về tạo hình con người". Cũng trong quãng thời gian sống tại Viên, Hitler ngày càng tỏ rõ đam mê dành cho các môn nghệ thuật khác, đặc biệt là kiến trúc và âm nhạc. Những nhà soạn nhạc yêu thích của Hitler gồm có Schumann, Chopin, Beethoven và đặc biệt là Wagner, đến nỗi ông từng tham dự mười buổi biểu diễn Lohengrin, vở opera Wagner yêu thích của ông.

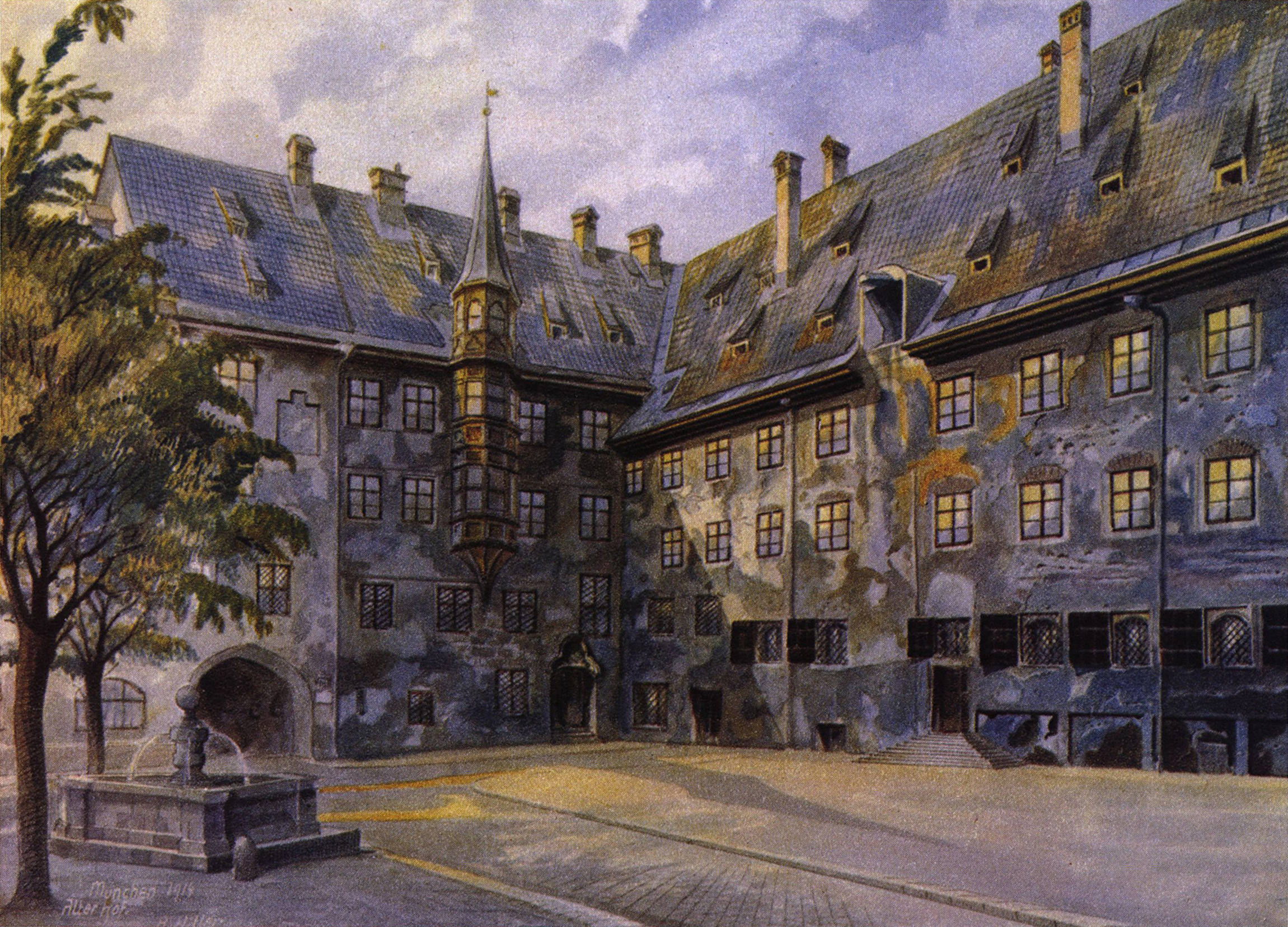
The Alter Hof in Munich. Tranh màu nước của Adolf Hitler năm 1914

Viên cũng chính là nơi Hitler lần đầu tiên tiếp xúc với những luận điệu phân biệt chủng tộc. Những người theo chủ nghĩa dân túy như thị trưởng Karl Lueger đã khai thác bầu không khí bài Do Thái và đôi khi ủng hộ các quan niệm dân tộc chủ nghĩa Đức nhằm thu lợi ích chính trị. Chủ nghĩa dân tộc Đức đặc biệt hiện hữu ở quận Mariahilf, nơi Hitler sống. Georg Ritter von Schönerer trở thành người có ảnh hưởng lớn đối với Hitler. Ảnh hưởng bởi chủ nghĩa bài Công giáo, ông dần bày tỏ sự ngưỡng mộ đối với nhà Kháng cách Martin Luther. Các tờ báo địa phương mà Hitler đọc như Deutsches Volksblatt đã thổi bùng định kiến và thường đề cập đến nỗi lo sợ bị làn sóng người Do Thái từ Đông Âu lấn áp của Kitô hữu. Ông cũng là độc giả thường xuyên của những tờ báo hoặc pamfơlê truyền tải tư tưởng chính trị chủ đạo của các triết gia và lý thuyết gia như Houston Stewart Chamberlain, Charles Darwin, Friedrich Nietzsche, Gustave Le Bon và Arthur Schopenhauer. Nguồn gốc và sự phát triển của chủ nghĩa bài Do Thái trong con người Hitler vẫn còn là một đề tài được các học giả tranh luận. Bạn của Hitler, August Kubizek, khẳng định Hitler đã là một "người bài Do Thái lâu năm" trước khi rời Linz; nhưng nữ sử gia Brigitte Hamann lại cho rằng lời tuyên bố trên "có vấn đề". Cuốn Mein Kampf viết rằng Hitler bắt đầu trở thành một người bài Do Thái khi ở Viên, nhưng một người từng giúp ông bán tranh tên Reinhold Hanisch không tán thành. Hitler được cho là từng có những bằng hữu người Do Thái hồi còn sống ở ký túc xá cùng nhiều nơi khác tại Viên. Sử gia Richard J. Evans phát biểu rằng "các sử gia hiện nay nhìn chung đồng tình rằng tư tưởng bài Do Thái của Hitler phát triển sau thất bại của Đức [trong thế chiến I] để lý giải hoang tưởng về "cú đâm sau lưng" cho thảm họa [trong Thế chiến I]".
Tháng 5 năm 1913, Hitler nhận phần tài sản cuối cùng của cha và chuyển đến München, Đức. Khi nhận được giấy gọi vào Quân đội Áo-Hung, ông lên đường đến Salzburg vào ngày 5 tháng 2 năm 1914 để tiến hành kiểm tra y tế, nhưng không đủ sức khỏe nên quay về München. Sau này Hitler tuyên bố rằng ông không muốn phục vụ Đế chế Habsburg vì quân đội đế quốc này là "một mớ chủng tộc hỗn tạp", đồng thời tin rằng đế quốc Áo-Hung sắp sụp đổ.

### Chiến tranh thế giới thứ nhất

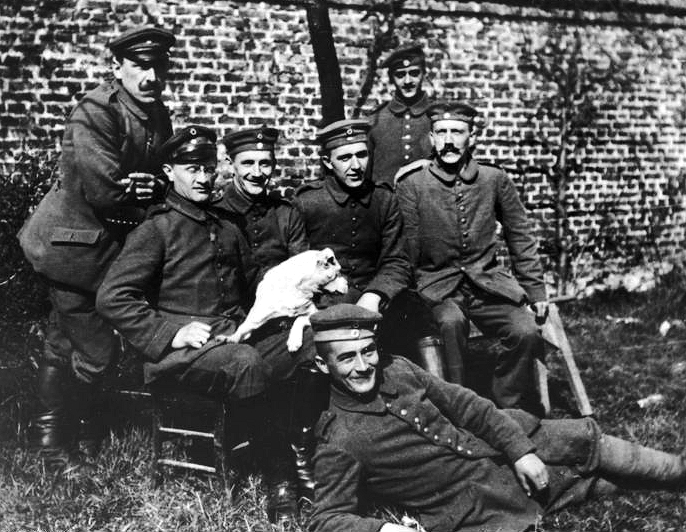
Hitler (ngồi ngoài cùng bên phải) với các chiến hữu thuộc Trung đoàn Bộ binh Dự bị Bayern số 16 (k. 1914–18)

Tháng 8 năm 1914, Chiến tranh thế giới thứ nhất bùng nổ, Hitler khi ấy đang sống ở München đã tự nguyện gia nhập quân đội Vương quốc Bayern. Theo một báo cáo năm 1924 của chính quyền bang Bayern, việc Hitler có mặt trong quân đội gần như chắc chắn là lỗi ở khâu quản lý, bởi lẽ vì là một công dân Áo thì Hitler đáng lý phải trở về Áo. Ông được gửi lên Trung đoàn Bộ binh Dự bị Bayern số 16 và làm giao liên trên Mặt trận phía Tây ở Pháp và Bỉ. Hitler dành gần một nửa thời gian để hoạt động tại trụ sở trung đoàn ở Fournes-en-Weppes, ngay phía sau chiến tuyến Pháp–Đức. Ông tham chiến trong trận Ypres lần thứ nhất, trận Somme, trận Arras và trận Passchendaele. Hitler được cấp trên khen ngợi và tặng thưởng huân chương Thập tự sắt vào năm 1914 vì tinh thần quả cảm. Theo lời giới thiệu của cấp trên – Trung úy người Do Thái Hugo Gutmann, Hitler được trao tặng huân chương Thập tự sắt hạng nhất vào ngày 4 tháng 8 năm 1918, một phần thưởng hiếm khi được trao cho người đeo lon Gefreiter (tương đương Hạ sĩ) như Hitler. Ông nhận Huy hiệu Thương tích màu Đen vào ngày 18 tháng 5 năm 1918.
Hitler tiếp tục theo đuổi đam mê nghệ thuật trong thời gian tại ngũ. Ông đảm nhiệm vẽ tranh biếm họa và chỉ dẫn cho một tờ báo quân đội. Trong trận Somme diễn ra vào tháng 10 năm 1916, ông bị thương ở đùi trái khi một viên đạn phát nổ trong hầm trú ẩn. Hitler mất gần hai tháng trị liệu tại Beelitz trước khi quay lại tiền tuyến ngày 5 tháng 3 năm 1917. Ngày 15 tháng 10 năm 1918, ông bị mù tạm thời trong một cuộc tấn công bằng khí mù tạt và được đưa đi cấp cứu ở Pasewalk. Theo lời kể của chính Hitler thì sau khi bình phục, ông bị mù lần thứ hai khi hay tin nước Đức bại trận.
Hitler mô tả cuộc chiến là trải nghiệm "vĩ đại nhất trong tất cả các trải nghiệm" và bản thân ông từng được cấp trên tán dương vì lòng dũng cảm. Trải nghiệm chiến tranh đã củng cố lòng ái quốc của Hitler. Do đó sự đầu hàng của Đức vào tháng 11 năm 1918 là một cú sốc tinh thần, một cảm giác cay đắng dần định hình ý thức hệ của ông. Tương tự những người cũng theo chủ nghĩa dân tộc Đức, Hitler tin vào Huyền thoại đâm sau lưng: quân đội Đức "không bị đánh bại trên chiến trường" mà bị "đâm sau lưng" bởi các lãnh đạo dân sự, những người Do Thái và người theo chủ nghĩa Marx tại quê nhà. Những nhân vật đại diện Đức đứng ra ký hiệp định đình chiến về sau bị người trong nước mỉa mai là "những tên tội đồ tháng 11" (Novemberverbrecher).
Hòa ước Versailles quy định nước Đức phải từ bỏ một số lãnh thổ và phi quân sự hóa vùng Rheinland, đồng thời áp đặt các biện pháp trừng phạt kinh tế kèm một khoản bồi thường chiến tranh khổng lồ. Nhiều người Đức xem hòa ước này là một sự sỉ nhục. Họ đặc biệt phản đối Điều 231, cho rằng điều khoản này tuyên bố Đức là thủ phạm gây ra Chiến tranh thế giới thứ nhất. Hòa ước Versailles cũng như tình hình kinh tế, xã hội và chính trị nước Đức thời hậu chiến đã được Hitler khai thác để phục vụ các mục tiêu chính trị.

## Bước vào chính trường

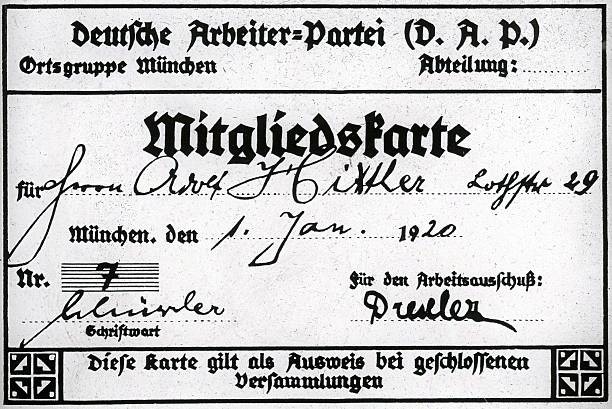
Thẻ đảng viên Đảng Công nhân Đức (DAP) của Hitler

Chiến tranh thế giới thứ nhất kết thúc, Hitler quay về München. Không có bằng cấp giáo dục chính thức cũng như triển vọng nghề nghiệp, ông chọn tiếp tục phục vụ tại ngũ. Tháng 7 năm 1919, ông được bổ nhiệm làm Verbindungsmann (mật vụ tình báo) của một Aufklärungskommando (đơn vị trinh sát) thuộc quân đội, nhận nhiệm vụ chi phối những binh sĩ khác và nằm vùng trong Đảng Công nhân Đức (DAP). Trong một buổi họp đảng DAP vào ngày 12 tháng 9 năm 1919, Chủ tịch Đảng Anton Drexler rất ấn tượng với tài diễn thuyết của Hitler, tặng cho Hitler cuốn tự truyện Mein politisches Erwachen (Sự thức tỉnh chính trị của tôi) chứa đựng những tư tưởng bài Do Thái, chủ nghĩa dân tộc, bài tư bản và bài chủ nghĩa Marx. Theo lệnh cấp trên, Hitler nộp đơn xin gia nhập đảng và trở thành đảng viên số 555.
Cũng trong khoảng thời gian đó, đây là lần đầu tiên Hitler thể hiện chính kiến của mình về dân tộc Do Thái trong một bức thư gửi Gemlich, cho rằng mục tiêu tiên quyết của chính phủ Đức "chắc chắn phải là loại bỏ hoàn toàn" dân tộc này.
Sau khi gia nhập DAP, Hitler gặp Dietrich Eckart, một trong những nhà sáng lập đảng và thành viên của Hội Thule, một nhóm Völkisch huyền bí. Eckart trở thành cố vấn của Hitler, hai người cùng trao đổi ý kiến, đồng thời giới thiệu Hitler với nhiều người trong xã hội München. Để tăng sức thu hút, DAP đổi tên thành Nationalsozialistische Deutsche Arbeiterpartei (Đảng Công nhân Đức Quốc gia Xã hội chủ nghĩa, NSDAP; gọi tắt là Đảng Quốc Xã). Hitler thiết kế cờ đảng với hình tượng một chữ vạn nằm trong hình tròn màu trắng trên nền đỏ.
Ngày 31 tháng 3 năm 1920, Hitler giải ngũ và bắt đầu dành toàn bộ thời gian cho NSDAP. Trụ sở chính của đảng nằm tại München, nơi tập trung những người theo dân tộc chủ nghĩa Đức chống chính phủ, mưu đồ bóp chết chủ nghĩa Marx và phá hoại nền dân chủ của Cộng hòa Weimar. Tháng 2 năm 1921 — vốn đã rất biết cách lôi kéo đám đông — Hitler đứng ra phát biểu trước đám đông hơn 6.000 người. Nhằm quảng bá sự kiện, đảng cho hai xe tải chạy vòng quanh München vẫy cờ chữ vạn và phân phát tờ rơi. Hitler nhanh chóng nổi tiếng nhờ những bài diễn văn luận chiến đả kích hòa ước Versailles, các chính khách đối địch và đặc biệt phản đối gay gắt những người theo chủ nghĩa Marx cũng như người Do Thái.

### Trở thành nhà lãnh đạo Đảng Quốc Xã

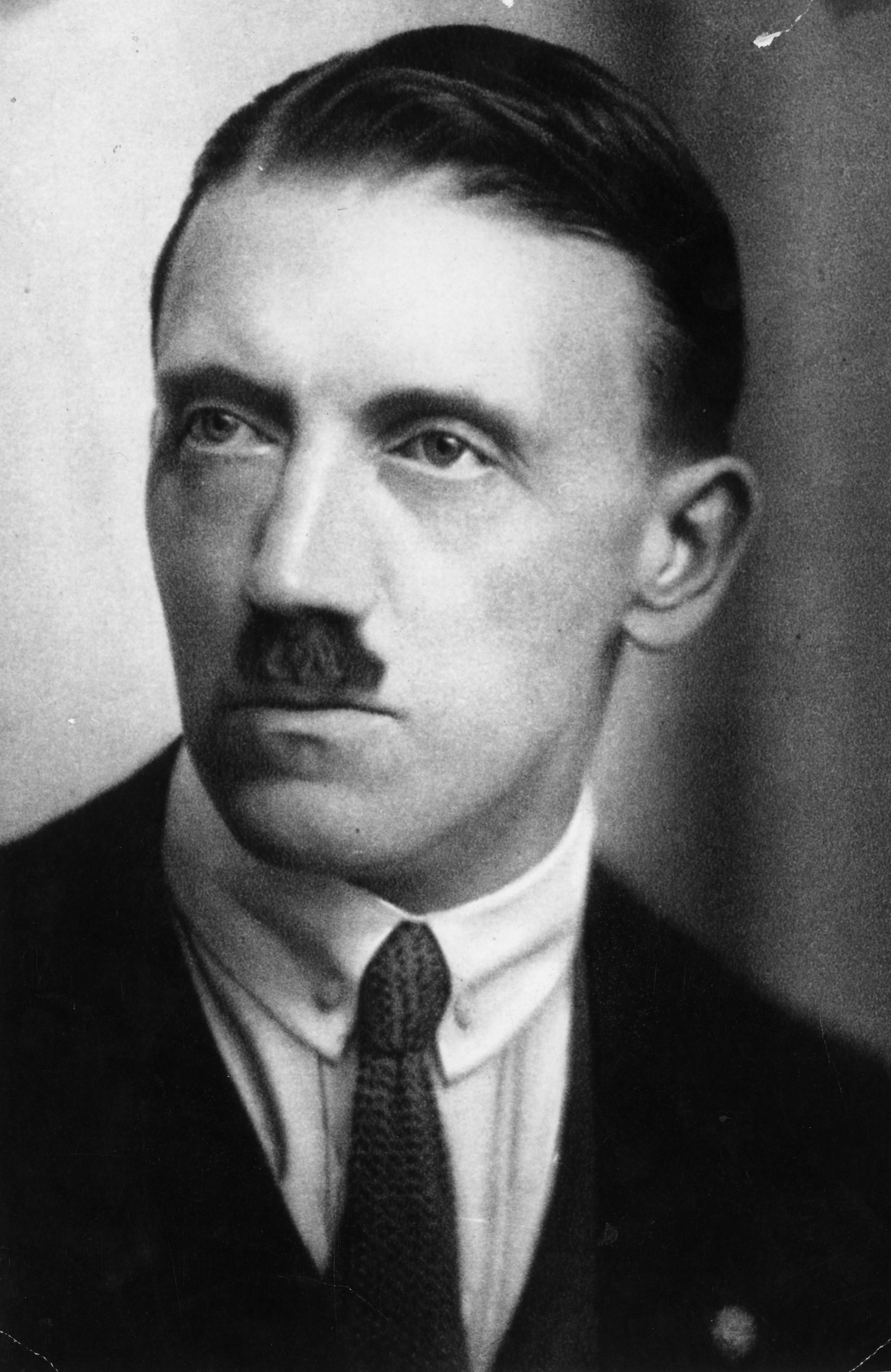
Chân dung Hitler vào nửa đầu thập niên 1920

Tháng 6 năm 1921, khi Hitler và Eckart đang trên đường tới Berlin để gây quỹ, nội bộ Đảng Quốc Xã xảy ra nội loạn. Các ủy viên ban chấp hành muốn sáp nhập với Đảng Xã hội chủ nghĩa Đức (DSP) có trụ sở ở Nürnberg. Ngày 11 tháng 7, Hitler quay về München và giận dữ đòi từ chức. Các ủy viên nhận ra rằng việc từ chức của một nhân vật quần chúng kiêm diễn giả hàng đầu của họ đồng nghĩa với dấu chấm hết của đảng. Hitler tuyên bố sẽ tái gia nhập với điều kiện ông phải làm chủ tịch đảng thay Drexler, đồng thời trụ sở chính vẫn phải ở München. Ban chấp hành đồng ý; Hitler tái gia nhập đảng vào ngày 26 tháng 7 với tư cách thành viên 3.680. Song sau đó, Hitler phải tiếp tục đối mặt với một số chống đối từ nội bộ đảng. Đấu tranh phe phái trong giới lãnh đạo khiến Hermann Esser bị khai trừ. Đối thủ của Hitler còn cho in 3.000 cuốn sách mỏng công kích gọi ông là kẻ phản bội. Những ngày sau, Hitler liên tục diễn thuyết trong các ngôi nhà chật cứng người, lên tiếng bào chữa cho bản thân và Esser trước những tiếng vỗ tay hưởng ứng vang như sấm dội. Chiến lược của ông thành công và tại kỳ đại hội đảng đặc biệt diễn ra vào ngày 29 tháng 7, Hitler được chấp thuận trao toàn quyền chủ tịch đảng thay Drexler một cách tuyệt đối, với tỉ lệ 533 phiếu thuận 1 phiếu chống.
Những bài phát biểu mang tính châm chọc tại quán bia của Hitler bắt đầu thu hút một nhóm khán giả quen thuộc. Là một kẻ mị dân, Hitler trở thành bậc thầy trong việc vận dụng các chủ đề dân túy, bao gồm cả việc sử dụng vật tế thần để đổ lỗi cho những khó khăn kinh tế mà khán thính giả phải gánh chịu. Hitler tận dụng sức hấp dẫn của bản thân cùng sự am hiểu tâm lý đám đông khi diễn thuyết trước công chúng. Theo nhiều sử gia, trước đám đông lớn, Hitler sử dụng tài hùng biện để lôi kéo, còn trước một nhóm nhỏ, ông lại sử dụng ánh mắt như một hiệu ứng thôi miên.
Trong số những người đầu tiên đi theo Hitler có thể kể tới một vài gương mặt nổi bật như Rudolf Hess, cựu phi công "Ách" Hermann Göring và Ernst Röhm. Röhm trở thành thủ lĩnh Sturmabteilung (SA, Binh đoàn bão táp) – tổ chức bán quân sự Quốc Xã có nhiệm vụ bảo vệ các cuộc hội họp và tấn công các đối thủ chính trị. Yếu tố mang tính ảnh hưởng quyết định đến tư tưởng của Hitler trong giai đoạn này là Aufbau Vereinigung (Tổ chức tái thiết), một nhóm âm mưu gồm những người Bạch vệ lưu vong của Nga cùng những người theo chủ nghĩa quốc xã thời kỳ đầu. Aufbau Vereinigung là một nhóm kín nhận tài trợ từ các nhà tư bản công nghiệp giàu có. Cũng chính họ đã giới thiệu cho Hitler về khái niệm "âm mưu Do Thái", liên kết nền tài chính quốc tế với chủ nghĩa Bolshevik.
Cương lĩnh Đảng Quốc Xã được trình bày lần đầu trong Cương lĩnh 25 điểm vào ngày 24 tháng 2 năm 1920. Cương lĩnh Đảng Quốc Xã không đại diện cho một hệ tư tưởng nhất quán, mà là sự kết hợp của các ý tưởng chủ đạo của phong trào Völkisch Liên Đức, bao gồm chủ nghĩa dân tộc cực đoan, phản đối Hòa ước Versailles, hoài nghi chủ nghĩa tư bản và một số ý tưởng xã hội chủ nghĩa khác. Tuy nhiên, đối với Hitler, khía cạnh quan trọng nhất của cương lĩnh này chính là lập trường bài Do Thái mạnh mẽ. Ông cũng xem đây là cơ sở để tuyên truyền và thu hút mọi người gia nhập đảng.

### Đảo chính quán bia và nhà tù Landsberg

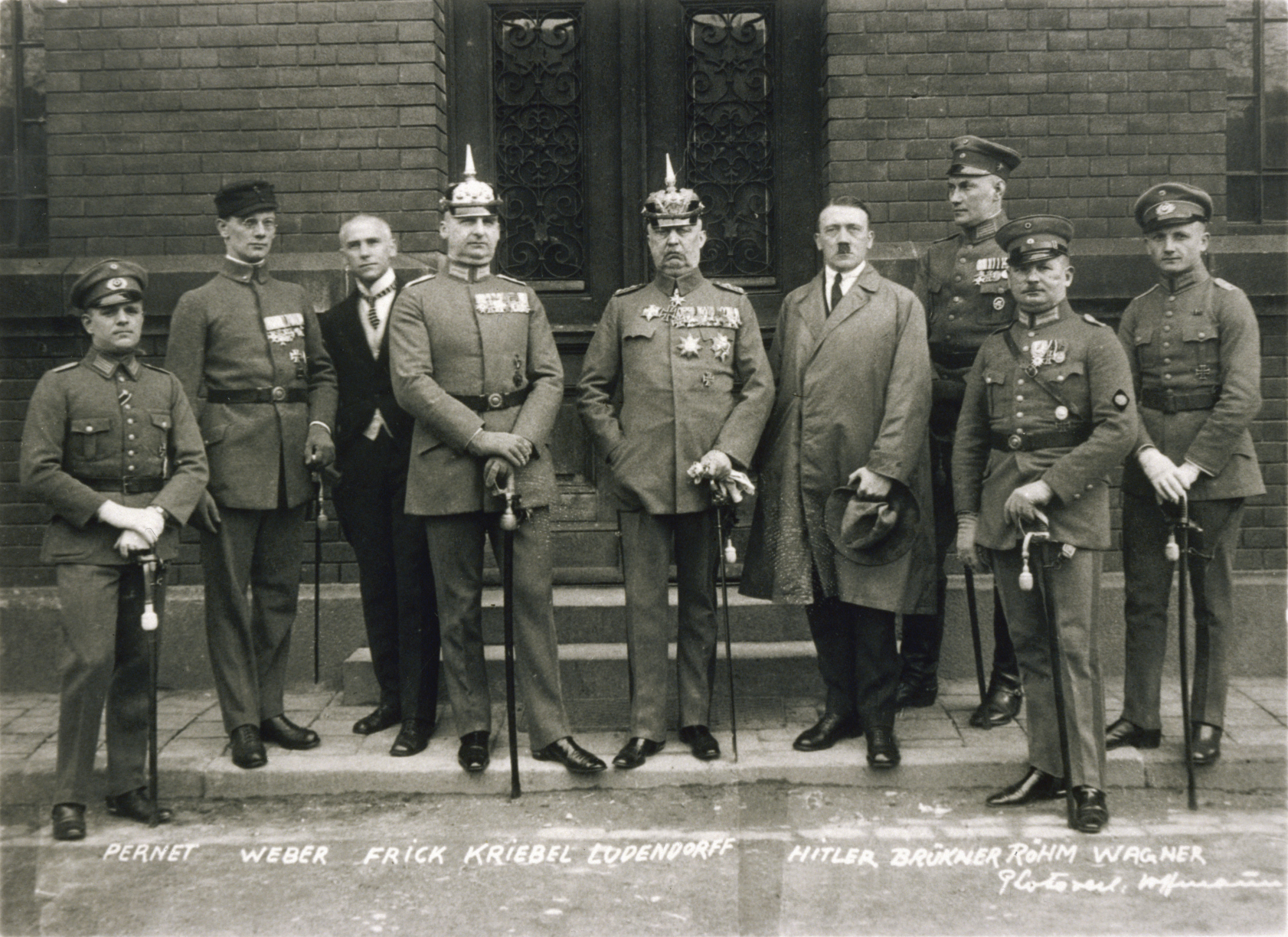
Các bị cáo trong phiên tòa xử vụ đảo chính nhà hàng bia. Từ trái sang phải: Heinz Pernet, Friedrich Weber, Wilhelm Frick, Hermann Kriebel, Erich Ludendorff, Hitler, Wilhelm Brückner, Ernst Röhm và Robert Wagner.

Năm 1923, Hitler tranh thủ sự giúp đỡ của danh tướng Đức thời Thế chiến I Erich Ludendorff để tiến hành một cuộc đảo chính có chủ đích, sử gọi là "Đảo chính quán bia". Đảng Quốc Xã lấy Chủ nghĩa Phát xít Ý làm hình mẫu cho diện mạo và chính sách của họ. Hitler muốn tái hiện "Cuộc hành quân ở Roma" năm 1922 của Benito Mussolini bằng cách dàn dựng một cuộc đảo chính tương tự để giành chính quyền Bayern trước khi thách thức chính phủ Cộng hòa Weimar ở Berlin. Hitler và Ludendorff cố gắng thuyết phục Staatskommissar (ủy viên bang) Gustav Ritter von Kahr, nhà cai trị de facto của Bayern, ủng hộ mình. Tuy nhiên 3 người Kahr, chánh cảnh sát Hans Ritter von Seisser và tướng Otto von Lossow của Reichswehr đã đồng thuận ngầm với nhau và muốn thiết lập một chế độ độc tài dân tộc chủ nghĩa mà không có Hitler.
Ngày 8 tháng 11 năm 1923, Hitler cùng lực lượng SA xông vào một hội nghị 3.000 người do Kahr tổ chức tại Bürgerbräukeller, một quán bia ở München. Cắt ngang bài phát biểu của Kahr, Hitler thông báo với đám đông rằng cuộc cách mạng quốc gia đã bắt đầu và cùng Ludendorff tuyên bố thành lập chính phủ mới. Khi lui về hậu phòng, Hitler rút súng uy hiếp Kahr, Seisser và Lossow phải ủng hộ mình. Ban đầu, lực lượng của Hitler chiếm cứ thành công trụ sở Reichswehr và cảnh sát địa phương, nhưng nhóm người của Kahr đã nhanh chóng trở mặt. Cả quân đội lẫn cảnh sát đều không hiệp lực cùng Hitler. Hôm sau, Hitler cùng những người ủng hộ diễu hành từ nhà hàng bia đến Bộ Chiến tranh Bayern ý đồ giành chính quyền, song bị cảnh sát sử dụng hỏa lực ép phải giải tán. Mười sáu thành viên Đảng Quốc Xã và bốn sĩ quan cảnh sát đã thiệt mạng trong cuộc đảo chính bất thành.

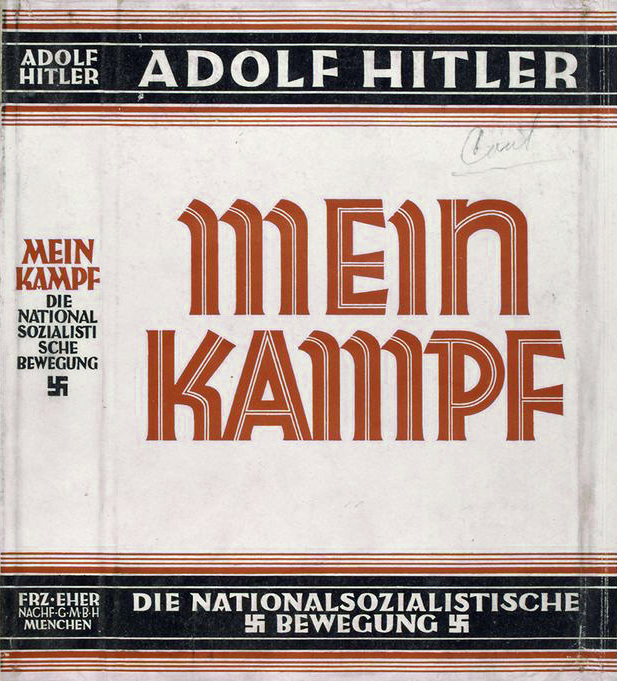
Bìa bọc sách Mein Kampf (ấn bản 1926–28)

Hitler trốn chạy đến nhà của Ernst Hanfstaengl và theo một số báo cáo là đã có ý định tự sát. Ông tỏ ra chán nản nhưng sớm lấy lại sự bình tĩnh khi bị bắt vì tội phản quốc vào ngày 11 tháng 11 năm 1923. Phiên xử Hitler tại Tòa án Nhân dân Đặc biệt ở München bắt đầu vào tháng 2 năm 1924; Alfred Rosenberg trở thành lãnh đạo tạm thời của Đảng Quốc Xã. Ngày 1 tháng 4, Hitler bị kết án 5 năm tù và được đưa tới nhà tù Landsberg. Tại đây, Hitler được các cai ngục đối xử thân thiện, được phép nhận bưu phẩm từ những người ủng hộ cũng như thường xuyên được các đồng chí trong đảng ghé thăm. Mặc cho các công tố viên bang phản đối, Hitler được Tối cao Pháp viện Bayern ân xá và chính thức được tại ngoại vào ngày 20 tháng 12 năm 1924. Tính cả thời gian tạm giam, Hitler chỉ ngồi tù có hơn một năm.
Chính trong thời gian thi hành án, Hitler đã sáng tác phần lớn đoạn đầu của Mein Kampf. Ông không đích thân viết mà đứng đọc cho Emil Maurice rồi sau đó là cấp phó Rudolf Hess chép lại. Đây là cuốn tự truyện thể hiện tư tưởng, quan điểm chính trị và được Hitler đề tặng thành viên Dietrich Eckart của Hội Thule. Mein Kampf đề ra kế hoạch biến đổi xã hội Đức thành một xã hội dựa trên thuyết chủng tộc. Xuyên suốt tác phẩm, người Do Thái bị coi là "mầm bệnh", "kẻ đầu độc quốc tế" của xã hội. Hitler cho rằng giải pháp duy nhất để giải quyết triệt để vấn đề Do Thái này chính là tiêu diệt họ. Theo Ian Kershaw, mặc dù Hitler không mô tả chính xác cách thức thực hiện, nhưng "cái suy nghĩ tận diệt [người Do Thái] hiện hữu trong con người y là không thể chối cãi".
Mein Kampf được xuất bản thành hai cuốn vào các năm 1925–1926 và bán được 228.000 bản trong giai đoạn 1925–1932. Tổng cộng có một triệu bản được bán ra vào năm 1933, năm đầu tiên Hitler nắm quyền thủ tướng. Ngay trước khi Hitler đủ điều kiện để được ân xá, chính phủ Bayern đã cố gắng trục xuất ông về Áo, nhưng Thủ tướng Liên bang Áo từ chối với lý do Hitler đã phục vụ trong Lục quân Đức nên không còn tư cách công dân Áo. Đáp trả, Hitler chính thức từ bỏ quốc tịch Áo vào ngày 7 tháng 4 năm 1925.

### Tái thiết Đảng Quốc Xã
Vào thời điểm Hitler ra tù, tình hình chính trị ở Đức đã dần mất tính cạnh tranh. Nền kinh tế và đời sống được cải thiện khiến cơ hội kích động chính trị của ông bị hạn chế. Sau thất bại của cuộc Đảo chính quán bia, Đảng Quốc Xã cùng các tổ chức liên đới bị cấm hoạt động ở Bayern. Trong cuộc gặp với Thống đốc Bayern Heinrich Held vào ngày 4 tháng 1 năm 1925, Hitler đồng ý tôn trọng thẩm quyền của nhà nước và cam kết sẽ chỉ mưu cầu quyền lực chính trị thông qua tiến trình dân chủ. Kết quả là lệnh cấm Đảng Quốc Xã được dỡ bỏ vào ngày 16 tháng 2. Tuy nhiên, sau một bài diễn văn mang tính kích động vào ngày 27 tháng 2, chính quyền Bayern đã phát lệnh cấm Hitler phát biểu trước đám đông trong vòng 2 năm. Để xúc tiến tham vọng chính trị, Hitler giao phó nhiệm vụ tổ chức và phát triển đảng ở miền bắc cho Gregor Strasser, Otto Strasser và Joseph Goebbels. Trong ba nhân vật này, Gregor Strasser đi theo đường lối chính trị độc lập hơn và thường cố gắng thúc đẩy các yếu tố xã hội chủ nghĩa của cương lĩnh đảng.
Ngày 24 tháng 10 năm 1929, thị trường chứng khoán ở Hoa Kỳ sụp đổ, ảnh hưởng nghiêm trọng tới nước Đức: hàng triệu người mất việc làm và một vài ngân hàng lớn bị phá sản. Hitler và Đảng Quốc Xã lúc bấy giờ đã sẵn sàng để khai thác tình thế nhằm thu hút sự ủng hộ của quần chúng. Họ hứa sẽ dẫn dắt nước Đức thoát khỏi xiềng xích của Hòa ước Versailles, củng cố nền kinh tế và tạo công ăn việc làm cho người dân.

## Lên nắm quyền
| Cuộc bầu cử       | Tổng số phiếu bầu | % phiếu bầu | Số ghế Reichstag | Ghi chú                                                               |
| ----------------- | ----------------- | ----------- | ---------------- | --------------------------------------------------------------------- |
| Tháng 5 năm 1924  | 1.918.300         | 6,5         | 32               | Hitler trong tù                                                       |
| Tháng 12 năm 1924 | 907.300           | 3,0         | 14               | Hitler được phóng thích                                               |
| Tháng 5 năm 1928  | 810.100           | 2,6         | 12               |                                                                       |
| Tháng 9 năm 1930  | 6.409.600         | 18,3        | 107              | Sau cuộc khủng hoảng tài chính                                        |
| Tháng 7 năm 1932  | 13.745.000        | 37,3        | 230              | Sau khi Hitler là ứng cử viên tổng thống                              |
| Tháng 11 năm 1932 | 11.737.000        | 33,1        | 196              |                                                                       |
| Tháng 3 năm 1933  | 17.277.180        | 43,9        | 288              | Chỉ được tự do một phần trong thời gian Hitler giữ chức Thủ tướng Đức |

### Chính quyền Brüning
Cuộc Đại khủng hoảng mang đến thời cơ chính trị cho Hitler. Người Đức tỏ ra mâu thuẫn với thể thức cộng hòa đại nghị vốn đang phải đối mặt với những thách thức từ những thành phần cực đoan từ cả cánh hữu lẫn cánh tả. Các đảng chính trị ôn hòa ngày càng bất lực trước làn sóng chủ nghĩa cực đoan và cuộc trưng cầu dân ý năm 1929 đã góp phần nâng tầm ý thức hệ Quốc Xã. Sau các cuộc bầu cử diễn ra vào tháng 9 năm 1930, đại liên minh cầm quyền trong quốc hội tan rã và được thay thế bởi một nội các thiểu số. Đứng đầu là thủ tướng Heinrich Brüning của Đảng Trung tâm, nội các mới điều hành thông qua các sắc lệnh khẩn cấp của tổng thống Paul von Hindenburg. Cai trị bằng sắc lệnh đã trở thành quy phạm mới, mở đường cho các dạng chính quyền chuyên chế. Từ chỗ ít tên tuổi, Đảng Quốc Xã nổi lên giành 18.3% số phiếu và 107 ghế trong cuộc bầu cử năm 1930, trở thành chính đảng lớn thứ hai Quốc hội Đức.

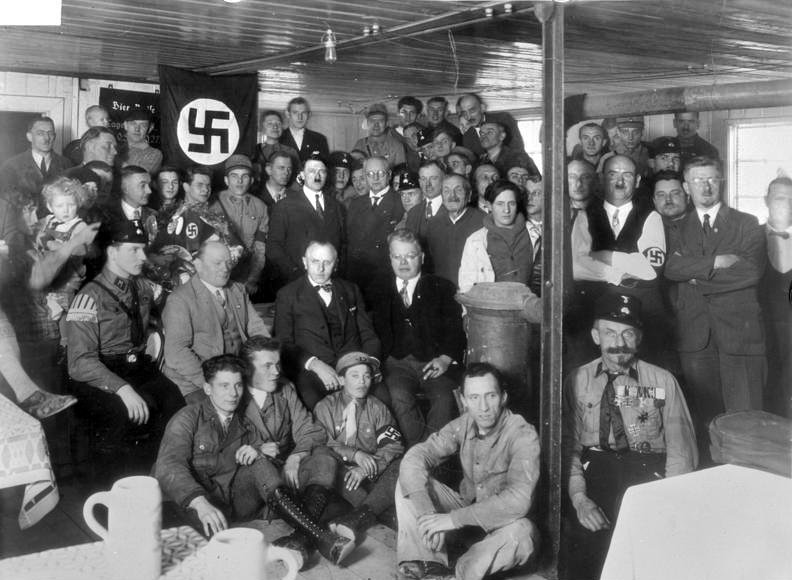
Hitler và thủ quỹ đảng Franz Xaver Schwarz tại lễ khởi công nâng cấp dinh thự Palais Barlow trên phố Brienner Straße ở München thành tổng hành dinh Nhà Nâu, tháng 12 năm 1930

Cuối năm 1930, Hitler xuất hiện nổi bật tại phiên tòa xét xử hai sĩ quan Reichswehr, trung úy Richard Scheringer và Hans Ludin. Hai người này bị buộc tội vì gia nhập Đảng Quốc Xã – một điều bất hợp pháp đối với sĩ quan quân đội tại thời điểm đó. Bên nguyên lập luận rằng Đảng Quốc Xã là một đảng cực đoan, yêu cầu luật sư bào chữa Hans Frank mời Hitler ra làm chứng trước tòa. Ngày 25 tháng 9 năm 1930, Hitler xác nhận đảng của ông sẽ chỉ theo đuổi quyền lực thông qua bầu cử dân chủ, qua đó giành được nhiều sự ủng hộ trong giới sĩ quan.
Các biện pháp thắt lưng buộc bụng của Brüning không những không cải thiện tình hình kinh tế một cách đáng kể mà còn cực kỳ không được lòng dân. Hitler đã khai thác điều này bằng cách nhắm thông điệp chính trị cụ thể tới những đối tượng chịu tác động bởi cuộc lạm phát thập niên 1920 và thời kỳ suy thoái, chẳng hạn như nông dân, cựu chiến binh và tầng lớp trung lưu.
Sau khi từ bỏ quốc tịch Áo vào năm 1925, Hitler vô quốc tịch trong gần 7 năm do không nhập tịch Đức. Tức là ông không thể ứng cử vào chức vụ nhà nước một cách hợp pháp và phải đối mặt với nguy cơ bị trục xuất. Ngày 25 tháng 2 năm 1932, Bộ trưởng Nội vụ Braunschweig đồng thời là một thành viên của Đảng Quốc Xã Dietrich Klagges bổ nhiệm Hitler làm quản lý viên phái đoàn bang tới Reichsrat ở Berlin, giúp Hitler trở thành công dân của Braunschweig, qua đó cũng là công dân Đức. Sau khi nhận quyền công dân, Hitler được đặc cách nghỉ phép vô thời hạn nhằm dành thời gian cho "mưu cầu chính trị", nhưng trên danh nghĩa vẫn là viên chức Braunschweig cho đến khi nhậm chức thủ tướng Đức.
Hitler ra tranh cử với Hindenburg trong cuộc bầu cử tổng thống năm 1932. Bài phát biểu của ông trước Hiệp hội Công nghiệp ở Düsseldorf vào ngày 27 tháng 1 giành được sự ủng hộ từ nhiều nhà tư bản công nghiệp quyền lực nhất nước Đức. Còn Hindenburg nhận sự ủng hộ từ các đảng dân tộc chủ nghĩa, quân chủ, công giáo và cộng hòa, cũng như một số đảng viên Dân chủ Xã hội. Hitler sử dụng khẩu hiệu "Hitler über Deutschland" (Hitler phía trên nước Đức), ám chỉ tới tham vọng chính trị và chiến dịch vận động tranh cử bằng máy bay của mình. Ông là một trong những chính trị gia đầu tiên sử dụng máy bay cho mục đích chính trị và đã sử dụng nó một cách hiệu quả. Hitler về nhì trong cả hai vòng bầu cử, chỉ giành được hơn 35% số phiếu ở vòng cuối so với 53% phiếu của Hindenburg. Nhiều cử tri đảng SPD đã "nhắm mắt" bỏ phiếu cho Hindenburg sau khi được Brüning thuyết phục, mục đích nhằm ngăn Hitler chiến thắng cũng như để bảo toàn nền dân chủ Weimar. Tuy tái đắc cử, Hindenburg vẫn bổ nhiệm Franz von Papen lên thay Brüning làm thủ tướng, đồng thời giải tán quốc hội một lần nữa. Dù thất bại trong cuộc bầu cử tổng thống lần này, Hitler đã xác lập được vị thế của mình như một thế lực trong giới chính trị Đức.

### Trở thành thủ tướng Đức

Phân chia ghế trong Reichstag sau cuộc bầu cử vào tháng 11 năm 1932. Tuy vẫn là đảng mạnh nhất nhưng Đảng Quốc Xã chỉ giành được 196 ghế, sụt giảm đáng kể so với 230 ghế tại cuộc bầu cử trước đó vào tháng 7.

Trong cuộc bầu cử quốc hội tháng 7 năm 1932, Đảng Quốc Xã trở thành đảng mạnh nhất với 37,3% phiếu. Tuy nhiên, vì những lục đục chính trị nên chỉ sau buổi họp quốc hội lần hai vào ngày 12 tháng 9, Hindenburg lại giải tán quốc hội và cai trị chuyên chế thông qua Nghị định khẩn cấp (Notverordnung). Tại cuộc bầu cử tháng 11 năm 1932, tuy mất đi một lượng lớn phiếu bầu và chỉ còn 33,1% nhưng Đảng Quốc Xã vẫn là đảng mạnh nhất quốc hội. Trong số các đảng đối lập, Đảng Cộng sản Đức giành thêm ghế với 16,9% số phiếu, trở thành đảng mạnh thứ ba. Việc hai đảng cực hữu và cực tả chiếm 50% số phiếu khiến các đảng có lập trường ủng hộ dân chủ, bao gồm SPD và Trung tâm, không thể tạo dựng liên minh đa số. Trước tình hình trên, Papen tuyên bố từ chức và thiết lập một chính phủ tạm quyền. Papen phát biểu trước nội các của mình rằng ông muốn áp đặt thiết quân luật và lợi dụng Nghị định khẩn cấp để biến mình thành độc tài. Song cấp dưới liền khuyên can Papen rằng đó là điều bất khả thi, bởi lẽ quân đội Đức khi đó khó có thể duy trì trật tự trước phe quốc xã và cộng sản.
Trong mắt nhiều người, mà trong đó có nhiều nhà tư bản công nghiệp quyền lực theo tư tưởng bảo thủ, thì Hitler là một người phù hợp cho vị trí thủ tướng. Hjalmar Schacht cùng nhiều nhân vật quyền lực trong ngành công nghiệp, nông nghiệp và kinh tế đã gửi "tâm thư" đề nghị Hindenburg bổ nhiệm Hitler làm người đứng đầu một chính phủ "độc lập khỏi mọi đảng phái quốc hội" – một hành động có thể "khiến hàng triệu người mê mẩn". Một trong những nguyên nhân khiến những nhân vật này ủng hộ Hitler là vì họ muốn dựa vào Đảng Quốc Xã để phục vụ cho tham vọng riêng, bao gồm "loại bỏ vĩnh viễn KPD, SPD và các tổ chức công đoàn", giải phóng nước Đức khỏi xiềng xích của Hòa ước Versailles và cuối cùng chính là tái khởi động chương trình sản xuất vũ khí để thu lợi nhuận. Họ cho rằng mình có thể "kiềm chế" và "thuần hóa" Hitler. Hindenburg không phê chuẩn lời đề nghị trên và để phòng ngừa nội chiến xảy ra, cũng như lo ngại Reichswehr sẽ không áp chế nổi các lực lượng dân quân của Đảng Quốc Xã lẫn Đảng Cộng Sản, ông bổ nhiệm Kurt von Schleicher làm thủ tướng vào ngày 3 tháng 12 năm 1932.
Schleicher định chia rẽ Đảng Quốc Xã bằng sách lược Querfront (Mặt trận chéo). Lãnh đạo phe cánh tả của Đảng Quốc Xã là Gregor Strasser đồng ý với lời đề nghị gia nhập nội các của Schleicher để trở thành phó thủ tướng. Tuy nhiên, Hitler từ chối từ bỏ yêu sách đối với chức vị thủ tướng. Trong một cuộc họp đảng, Hitler sử dụng nước mắt và dọa tự tử, qua đó thuyết phục được các thành viên trong đảng ủng hộ mình. Trước sức ép, Strasser phải từ chức vào ngày 8 tháng 12. Và như vậy các cố vấn bảo thủ của Hindenburg đã thất bại trong nỗ lực lôi kéo Đảng Quốc Xã vào chính phủ mà không trao chức vị thủ tướng cho Hitler.

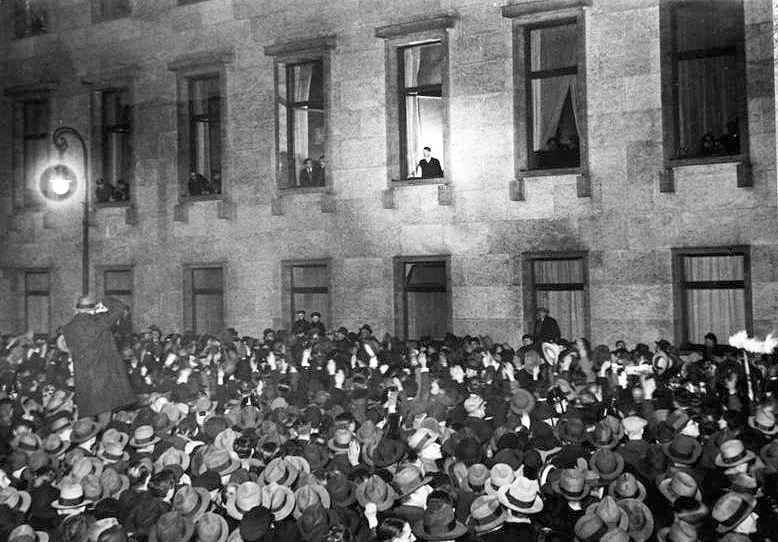
Hitler, đứng ở cửa sổ Phủ Thủ tướng, đón nhận sự tung hô từ đám đông trong buổi tối ngày nhậm chức, 30 tháng 1 năm 1933

Cuộc gặp giữa Hitler và Papen hôm 4 tháng 1 năm 1933 được xem là "giây phút khai sinh Đệ tam Đế chế". Hitler thuyết phục được Papen ủng hộ mình sau khi đề nghị ông trở thành phó thủ tướng, sở hữu đặc quyền được phép phản đối mọi đề xuất từ phía văn phòng thủ tướng đệ trình lên Hindenburg, còn các vị trí bộ trưởng cổ điển vẫn sẽ do các chính khách bảo thủ nắm giữ. Cả Papen lẫn Hugenberg của Đảng Nhân dân Quốc gia Đức (DNVP) đều tự tin rằng họ có thể "kiểm soát" và "thuần hóa" thủ tướng Hitler khi mà người của họ đều giữ các vị trí quan trọng của chính phủ. Chính quyền của Schleicher dần bị cô lập, đặc biệt là khi thiếu đi sự chống lưng từ Reichswehr sau khi Tướng Werner von Blomberg, một nhân vật thân Quốc Xã, trở thành Bộ trưởng Quân đội. Schleicher đã xin từ chức sau khi Hindenburg từ chối mở một cuộc bầu cử mới. Hết lựa chọn, Hindenburg miễn cưỡng bổ nhiệm người mà ông gọi là "Hạ sĩ xứ Böhmen" làm thủ tướng.
Ngày 30 tháng 1 năm 1933, nội các mới tuyên thệ nhậm chức trong một buổi lễ ngắn gọn tại văn phòng của Hindenburg. Theo thỏa thuận, gần như toàn bộ mọi vị trí trong nội các Hitler đều là đảng viên DNVP. Ngoài Hitler, Đảng Quốc Xã còn có Wilhelm Frick trở thành Bộ trưởng Nội vụ Đức còn Hermann Göring trở thành Bộ trưởng Nội vụ Phổ, nắm trong tay quyền chỉ huy lực lượng cảnh sát của quốc gia lớn nhất trực thuộc Cộng hòa Weimar. Sở hữu những vị trí then chốt, Đảng Quốc Xã tuy không chiếm đa số trong nội các nhưng lại nắm quyền kiểm soát nền chính trị trong nước.

### Vụ hỏa hoạn tòa nhàReichstagvà các cuộc bầu cử tháng 3
Ngay sau khi chuyển đến văn phòng phủ thủ tướng tại Alte Reichskanzlei (Phủ Thủ tướng cũ), Hitler được cho là đã tuyên bố rằng "không thế lực nào trên thế giới này có thể đưa ta sống sót ra khỏi đây", hàm ý rằng ông sẽ giữ vững chức vị này cho đến hết đời. Trên cương vị thủ tướng, Hitler dùng các biện pháp để ngăn chặn nỗ lực tạo dựng chính phủ đa số của các đảng phái đối lập. Bởi tình hình chính trị bế tắc, Hitler yêu cầu Hindenburg giải tán Reichstag (quốc hội) một lần nữa và lên kế hoạch tiến hành các cuộc bầu cử mới vào đầu tháng 3.
Ngày 27 tháng 2 năm 1933, tòa nhà Reichstag bị cháy. Göring đổ lỗi cho phe Cộng sản, vì đảng viên Cộng sản người Hà Lan Marinus van der Lubbe bị phát hiện là có mặt tại hiện trường lúc xảy ra hỏa hoạn. Cho đến những năm 1960, một số sử gia bao gồm William L. Shirer và Alan Bullock vẫn cho rằng Đảng Quốc Xã là thế lực đứng sau vụ phóng hỏa. Tuy nhiên, hầu hết các sử gia ngày nay đều nhất trí rằng van der Lubbe tự ý châm lửa chứ không bị ai giật dây. Ngày 28 tháng 2, trước sự thúc giục của Hitler, Hindenburg thông qua Nghị định Hỏa hoạn Reichstag, bãi bỏ các quyền công dân cơ bản như tự do hội họp, tự do báo chí, an toàn thư tín và cho phép bắt giữ người mà không cần qua xét xử. Nghi định này được ban hành dựa trên Điều 48 của Hiến pháp Weimar, vốn cho phép tổng thống thực hiện các biện pháp khẩn cấp để bảo vệ trật tự và an toàn công cộng, đồng thời thiết lập tình trạng khẩn cấp tại Đức (kéo dài đến tận khi chính quyền Đức Quốc Xã sụp đổ). Chính vì thế, nghị định trên được nhiều sử gia xem là "văn kiện hiến pháp của Đệ tam Đế chế".
Sau khi Nghị định Hỏa hoạn Reichstag được thông qua, Đảng Cộng sản Đức (KPD) bị đình chỉ hoạt động và khoảng 4.000 đảng viên của đảng này bị bắt giữ ngay lập tức. Ngay trong cuộc bầu cử sau, ngoài việc đẩy mạnh vận động chính trị, Đảng Quốc Xã còn tham gia vào các hoạt động bạo lực bán quân sự và tăng cường tuyên truyền chống cộng. Tại ngày bầu cử 6 tháng 3 năm 1933, tỷ lệ phiếu bầu của Đảng Quốc Xã tăng lên 43,9%, trở thành đảng nắm giữ nhiều ghế nhất trong Quốc hội. Tuy nhiên, do không thể đảm bảo đa số tuyệt đối (2/3) nên Đảng Quốc Xã buộc phải tiếp tục liên minh với Đảng Nhân dân Quốc gia Đức.

### Ngày Potsdam và Luật Trao quyền

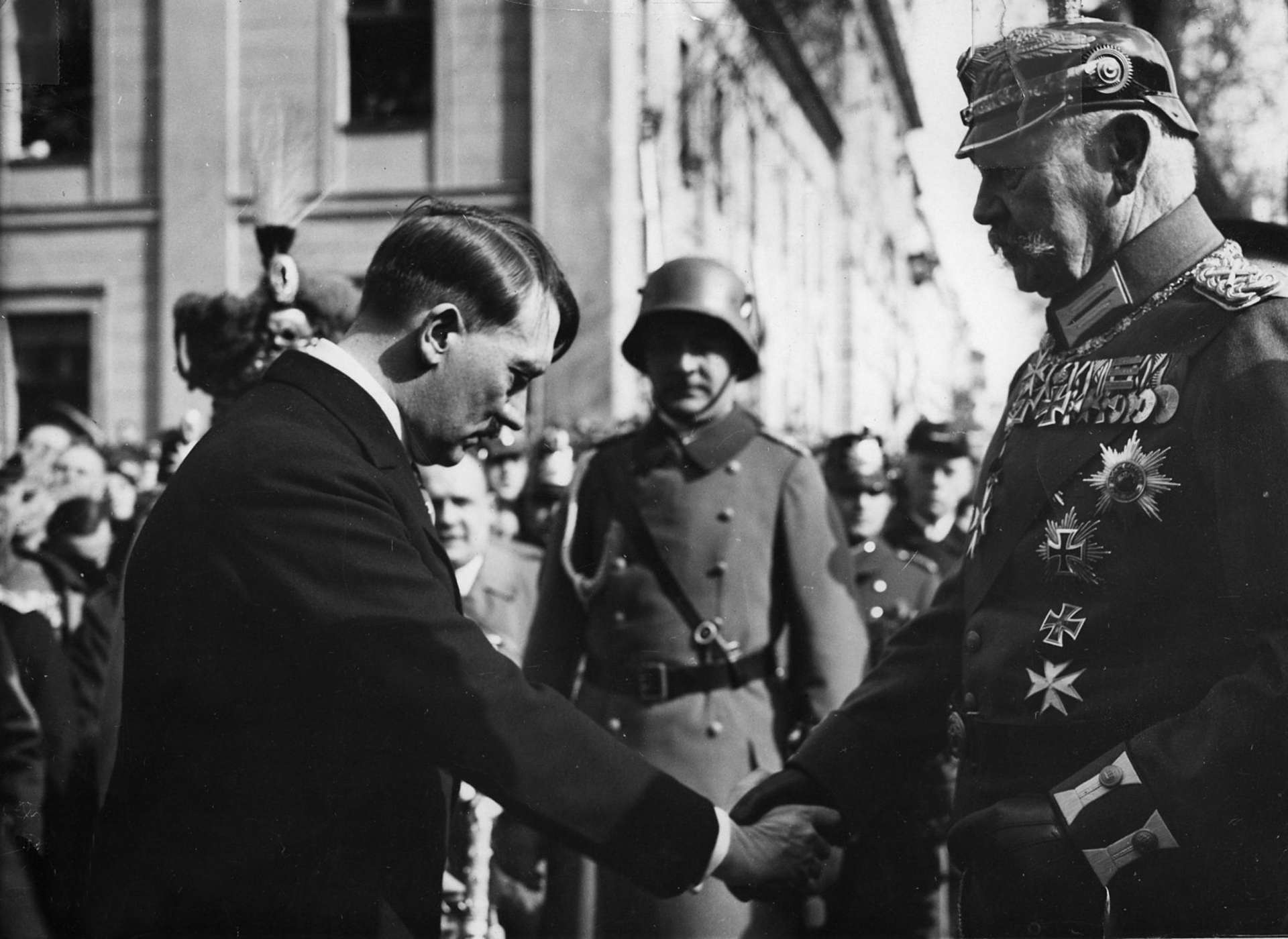
Hitler và Paul von Hindenburg trong ngày Potsdam, 21 tháng 3 năm 1933

Ngày 21 tháng 3 năm 1933, quốc hội mới được thành lập với một buổi lễ khai mạc tại Garnisonkirche (Nhà thờ Đồn lính) ở Potsdam. Ngày hôm đó, còn gọi là "ngày Potsdam", được tổ chức nhằm phô diễn sự hòa hợp giữa phong trào quốc xã với giới tinh hoa và quân đội nước Phổ cũ. Hitler xuất hiện trong áo đuôi tôm, cung kính đón tiếp Hindenburg.
Nhằm thâu tóm quyền kiểm soát chính trị dù không sở hữu đa số tuyệt đối trong quốc hội, chính phủ Hitler kiến nghị quốc hội mới bầu tiến hành bỏ phiếu cho Gesetz zur Behebung der Not von Volk und Reich (Luật khắc phục tai họa của Nhân dân và Quốc gia), còn gọi ngắn gọn là Ermächtigungsgesetz (Luật Trao quyền). Luật này trao cho nội các Hitler quyền ban hành luật mà không cần quốc hội thông qua trong vòng bốn năm. Những đạo luật trên (với một số ngoại lệ nhất định) đều ảnh hưởng tới hiến pháp nên cần phải đạt 2⁄3 số phiếu mới có thể thông qua. Để nắm chắc phần thắng, Đảng Quốc Xã lợi dụng các điều khoản của Nghị định Hỏa hoạn Reichstag để bắt giam toàn bộ 81 nghị sĩ của Đảng Cộng sản (bất chấp chiến dịch tàn bạo chống lại Đảng Cộng sản trước đó, Đức Quốc Xã vẫn cho phép họ tranh cử) và ngăn không cho một số đảng viên Dân chủ Xã hội tham dự.
Ngày 23 tháng 3 năm 1933, quốc hội nhóm họp tại Nhà hát Opera Kroll trong tình cảnh hỗn loạn. Hàng loạt lính SA canh phòng trong nhà, bên ngoài là đám đông biểu tình phản đối dự luật và đe dọa tấn công các đại biểu quốc hội đến muộn. Trong bối cảnh lúc bấy giờ, lập trường của đảng lớn thứ ba quốc hội là Đảng Trung tâm mang ý nghĩa quyết định. Sau khi Hitler thuyết phục được nhà lãnh đạo đảng Trung tâm Ludwig Kaas rằng Hindenburg vẫn sẽ giữ quyền phủ quyết, Kaas tuyên bố rằng đảng của ông sẽ ủng hộ dự luật này. Cuộc bỏ phiếu kết thúc với 441 phiếu thuận và 84 phiếu chống của Đảng Dân chủ Xã hội. Luật Trao quyền được thông qua đồng nghĩa với việc Quốc hội Đức (nhánh lập pháp) sẽ chuyển giao vai trò lập pháp cho chính phủ (nhánh hành pháp) đồng thời tước bỏ quyền hành của tổng thống. Luật này cùng Nghị định Hỏa hoạn Reichstag đã giúp chính quyền của Hitler đường đường chính chính trở thành một thể chế độc tài hợp pháp.

### Chế độ độc tài
Nghe có vẻ vô lí, nhưng tôi đảm bảo với mọi người rằng phong trào Quốc gia Xã hội Chủ nghĩa sẽ trường tồn đến 1.000 năm sau! ... Đừng quên rằng mọi người từng cười nhạo tôi 15 năm trước khi tôi tuyên bố rằng một ngày nào đó tôi sẽ thống trị nước Đức. Bây giờ họ vẫn cười ngây thơ như vậy, khi tôi tuyên bố rằng tôi sẽ tiếp tục nắm quyền!— Adolf Hitler nói với một phóng viên người Anh ở Berlin, tháng 6 năm 1934
Sau khi giành toàn quyền kiểm soát các nhánh lập pháp và hành pháp của chính phủ, Hitler cùng bè phái bắt đầu tiến hành các hoạt động trấn áp phe đối lập. Đảng Dân chủ Xã hội bị tịch thu mọi tài sản và cấm hoạt động. Trong lúc nhiều đại biểu công đoàn có mặt ở Berlin để tham gia các hoạt động nhân Ngày Quốc tế Lao động, lực lượng xung kích (Sturmtruppe) của SA tấn công, đập phá văn phòng nghiệp đoàn trên phạm vi cả nước. Ngày 2 tháng 5 năm 1933, toàn bộ công đoàn bị ép phải giải tán, các nhà lãnh đạo bị bắt giam, một số bị đưa đến giam cầm trong trại tập trung. Mặt trận Lao động Đức (DAF) được thành lập để trở thành tổ chức bảo trợ đại diện cho mọi công nhân, nhà quản lý, và chủ sở hữu công ty, qua đó phản ánh khái niệm chủ nghĩa quốc gia xã hội theo tinh thần Volksgemeinschaft (cộng đồng nhân dân) của Hitler.

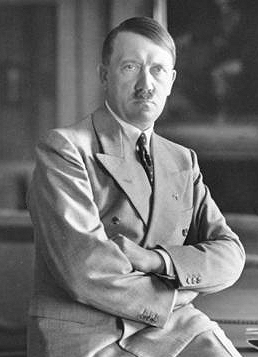
Năm 1934, Hitler trở thành người đứng đầu nước Đức với danh nghĩa Führer und Reichskanzler (Lãnh tụ và Thủ tướng Quốc gia)

Cuối tháng 6, các đảng phái khác bị đe dọa giải tán, bao gồm cả đối tác liên minh trên danh nghĩa của Đảng Quốc Xã là Đảng Nhân dân Quốc gia Đức. Với sự trợ giúp từ SA, Hitler buộc thủ lĩnh đảng này là Hugenberg từ chức vào ngày 29 tháng 6. Ngày 14 tháng 7 năm 1933, Đảng Quốc Xã tự tuyên bố là chính đảng hợp pháp duy nhất tại Đức. Các yêu sách đòi quyền lực chính trị và quân sự của SA làm dấy lên nỗi lo cho giới lãnh đạo chính trị, quân sự và công nghiệp. Để đối phó nguy cơ này, Hitler lệnh thanh trừng toàn bộ ban lãnh đạo SA trong Đêm của những con dao dài, diễn ra từ ngày 30 tháng 6 đến ngày 2 tháng 7 năm 1934. Các đối tượng rơi vào tầm ngắm bao gồm Ernst Röhm cùng các quan chức cấp cao trong hàng ngũ SA; các địch thủ chính trị khác của Hitler (như Gregor Strasser hay cựu thủ tướng Kurt von Schleicher) bị vây bắt, bỏ tù hoặc xử bắn. Trong khi cộng đồng quốc tế và một số người Đức bị sốc trước các vụ giết người thì nhiều người ở Đức lại tin rằng Hitler đang cố gắng khôi phục trật tự.
Hindenburg qua đời vào ngày 2 tháng 8 năm 1934. Ngay hôm trước, nội các đã ban hành "Luật Liên quan tới Chức vụ Nhà nước Cao nhất của Quốc gia" quy định rằng sau khi Hindenburg mất, văn phòng tổng thống sẽ bị bãi bỏ, và quyền hạn của nó được hợp nhất với quyền hạn thủ tướng. Thông qua đó, Hitler sẽ trở thành người đứng đầu nhà nước cũng như chính phủ dưới cương vị mới mang tên Führer und Reichskanzler (lãnh tụ và thủ tướng), dù chức vụ Reichskanzler về sau đã lặng lẽ bị loại bỏ và chỉ còn hư danh. Với hành động này, Hitler đã thủ tiêu biện pháp hợp pháp cuối cùng có thể lật đổ ông khỏi vị trí nguyên thủ quốc gia.
Trên cương vị nguyên thủ quốc gia, Hitler trở thành tư lệnh tối cao của các lực lượng vũ trang. Ngay sau cái chết của Hindenburg, theo sự xúi giục của giới lãnh đạo Reichswehr, lời tuyên thệ trung thành truyền thống của quân nhân được đổi thành tuyên thệ với cá nhân Hitler, chứ không phải với nhà nước hay văn phòng tổng tư lệnh (sau này được đổi tên thành Bộ Chỉ huy Tối cao). Ngày 19 tháng 8, 88% phiếu cử tri phê chuẩn việc sáp nhập các chức vụ chỉ huy thành một trong một cuộc trưng cầu.
Đầu năm 1938, nhằm chỉnh đốn quân đội, Hitler sử dụng thủ đoạn hăm dọa để mở cuộc điều tra vụ Blomberg–Fritsch. Hitler trưng ra một hồ sơ cảnh sát cho thấy vợ mới của Bộ trưởng Chiến tranh, thống chế Werner von Blomberg, từng là gái mại dâm, từ đó ép được Blomberg từ chức. Tư lệnh lục quân, Đại tá-Tướng Werner von Fritsch bị cách chức sau khi Schutzstaffel (SS) trình ra những cáo buộc cho rằng ông có quan hệ đồng tính luyến ái. Hai người này không còn được trọng dụng bởi họ phản đối ý định muốn đặt Wehrmacht vào tư thế sẵn sàng cho chiến tranh ngay từ năm 1938 của Hitler. Hitler tiếp nhận chức danh Tổng tư lệnh của Blomberg, đích thân nắm quyền chỉ huy lực lượng vũ trang. Ngày 4 tháng 2 năm 1938, ông thay Bộ Chiến tranh bằng Oberkommando der Wehrmacht (Bộ Chỉ huy Tối cao Quân lực Đức: OKW) do Tướng Wilhelm Keitel đứng đầu. Cùng ngày, 16 tướng lĩnh bị tước quyền chỉ huy và 44 người khác bị thuyên chuyển công tác vì bị nghi ngờ là không đủ thành tâm với Đảng Quốc Xã. Đến đầu tháng 2 năm 1938, có thêm 12 tướng lĩnh khác bị cách chức.
Hitler cẩn thận khoác lên cho chế độ độc tài của mình một diện mạo hợp pháp. Nhiều sắc lệnh của ông đều dùng cái mác là dựa theo Nghị định Hỏa hoạn Reichstag, tức điều 48 của Hiến pháp Weimar. Quốc hội đã gia hạn Luật Trao quyền hai lần, mỗi lần có thời hạn bốn năm. Mặc dù các cuộc tuyển cử quốc hội vẫn được tổ chức (vào các năm 1933, 1936 và 1938), cử tri tham gia bỏ phiếu chỉ được phép bầu chọn những cái tên nằm trong danh sách mà thực chất chỉ gồm đảng viên Quốc Xã và những "khách mời" của Đảng Quốc Xã. Các cuộc bầu cử này đều được tổ chức trong điều kiện "chẳng có gì bí mật" và Đảng Quốc Xã ngang nhiên đe dọa trả đũa tàn bạo bất kỳ ai không bỏ phiếu hoặc dám bỏ phiếu chống.

## Đức Quốc Xã

### Kinh tế và văn hóa

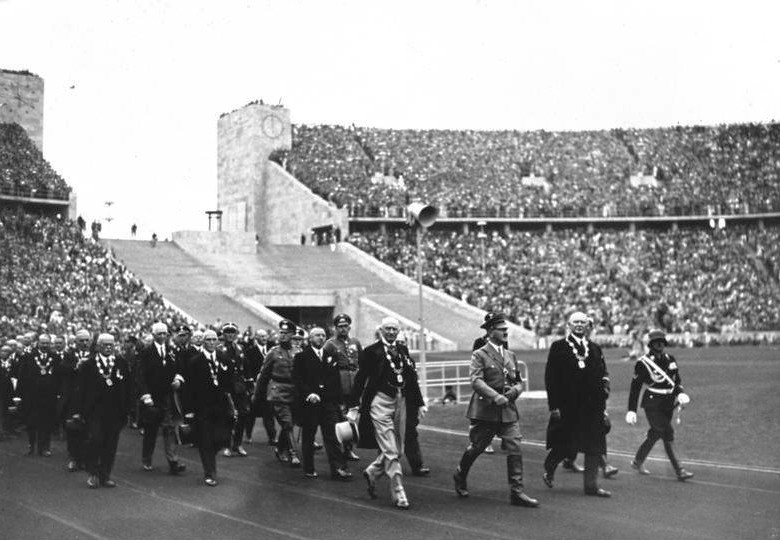
Hitler bên cạnh các thành viên của Ủy ban Olympic Quốc tế trong buổi lễ khai mạc Thế vận hội Mùa hè 1936 tổ chức tại Sân vận động Olympic Berlin

Tháng 8 năm 1934, Hitler bổ nhiệm chủ tịch Reichsbank (Ngân hàng Quốc gia) Hjalmar Schacht làm Bộ trưởng Kinh tế và Đặc mệnh toàn quyền về Kinh tế Chiến tranh trong năm kế tiếp, phụ trách việc chuẩn bị nền kinh tế cho chiến tranh. Hoạt động tái thiết và tái vũ trang được cấp vốn thông qua hối phiếu Mefo, in tiền và chiếm đoạt tài sản của những người bị bắt thuộc nhóm kẻ thù của nhà nước, trong đó có người Do Thái. Tỷ lệ thất nghiệp giảm từ 6 triệu (năm 1932) xuống còn 1 triệu (năm 1936). Hitler giám sát một trong những chiến dịch cải thiện cơ sở hạ tầng lớn nhất lịch sử Đức — xây dựng một loạt đập ngăn nước, hệ thống đường cao tốc Autobahn, đường sắt, cùng những công trình dân dụng khác. Từ giữa đến cuối thập niên 1930, mức thu nhập bình quân của người Đức đã giảm một ít so với thời Cộng hòa Weimar trong khi chi phí sinh hoạt tăng 25%. Số giờ lao động trung bình một tuần tăng lên trong giai đoạn chuyển dịch sang nền kinh tế chiến tranh. Năm 1939, người Đức trung bình làm việc từ 47 đến 50 giờ một tuần.
Bất chấp việc bị nhiều quốc gia và cộng đồng quốc tế đe dọa tẩy chay (trong đó có cộng đồng người Mỹ gốc Đức), Đức vẫn đăng cai Thế vận hội năm 1936 và lấy đây làm công cụ để quảng bá hình ảnh đất nước ra thế giới. Hitler cử hành lễ khai mạc và dự khán các môn thi đấu của cả Thế vận hội mùa đông ở Garmisch-Partenkirchen lẫn Thế vận hội mùa hè ở Berlin. Để tránh dư luận quốc tế lời ra tiếng vào, các hoạt động ngược đãi người Do Thái tạm lắng xuống trong thời gian diễn ra Thế vận hội. Sau tất cả, hai sự kiện thể thao lớn nhất thế giới này là một thắng lợi lớn về mặt ngoại giao của chính phủ Hitler vì thành công trong việc che đậy những mặt xấu và giới thiệu hình ảnh một nước Đức thân thiện, hiếu khách ra thế giới.

### Tái vũ trang và những đồng minh mới

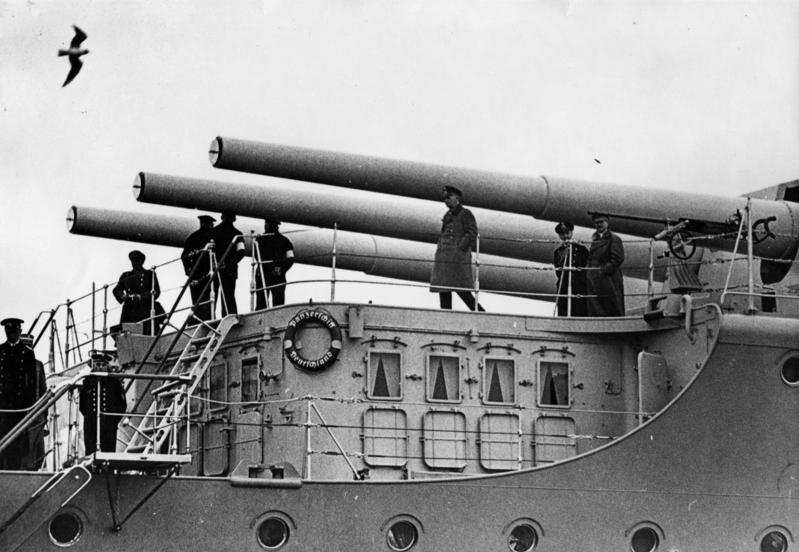
Hitler trên Tuần dương hạm Deutschland, còn được gọi "tàu chiến bọc thép" – một dạng tàu tuần dương được vũ trang rất mạnh và trong một chừng mực nào đó tuân theo những giới hạn được đặt ra bởi Hòa ước Versailles.

Trong cuộc gặp với các nhà lãnh đạo quân sự Đức vào ngày 3 tháng 2 năm 1933, Hitler làm một bài phát biểu về "cuộc chinh phục Không gian sống ở phía Đông cùng công cuộc Đức hóa tàn bạo của nó", xem đây là mục tiêu tối thượng của chính sách đối ngoại. Tháng 3 cùng năm, Thân vương Bernhard Wilhelm von Bülow, thư ký Auswärtiges Amt (Văn phòng Đối ngoại), ban hành một bản tuyên bố về các mục tiêu lớn trong chính sách đối ngoại của Đức: Anschluss đối với Áo, khôi phục lại đường biên giới quốc gia năm 1914, xóa bỏ các ràng buộc quân sự của Hòa ước Versailles, tái lập các thuộc địa cũ ở châu Phi và tạo một vùng ảnh hưởng của Đức ở Đông Âu. Hitler cho rằng những mục tiêu mà Bülow đưa ra quá khiêm tốn. Trong nhiều bài phát biểu thuộc giai đoạn này, ông nhấn mạnh mục tiêu hòa bình trong các chính sách của mình và sẵn sàng hành động trong khuôn khổ hiệp ước quốc tế. Tại cuộc họp nội các đầu tiên vào năm 1933, Hitler ưu tiên chi tiêu cho quân sự hơn là hỗ trợ thất nghiệp.
Tháng 10 năm 1933, Đức rút khỏi Hội Quốc Liên và Hội nghị Giải trừ Quân bị Thế giới. Tháng 1 năm 1935, hơn 90% dân số Saarland, khi đó nằm dưới quyền quản lý của Hội Quốc Liên, đã bỏ phiếu thống nhất với Đức. Tháng 3 năm đó, Hitler tuyên bố mở rộng Wehrmacht lên mốc 600.000 người – gấp 6 lần giới hạn Hòa ước Versailles cho phép – bao gồm cả việc phát triển không quân (Luftwaffe) và mở rộng quy mô hải quân (Kriegsmarine). Các nước Anh, Pháp, Ý và Hội Quốc Liên đều lên án những hành vi vi phạm hiệp ước của Đức, song không làm gì để ngăn chặn. Hiệp ước Hải quân Anh – Đức (AGNA) ngày 18 tháng 6 cho phép trọng tải của Hải quân Đức lên mức 35% của Hải quân Hoàng gia Anh. Hitler gọi việc ký kết AGNA là "ngày hạnh phúc nhất đời", tin rằng hiệp ước này đánh dấu sự khởi đầu của liên minh Anh – Đức mà ông từng tiên đoán trong cuốn Mein Kampf. Việc Anh ký hiệp ước mà không bàn trước với Pháp và Ý đã trực tiếp làm tổn hại Hội Quốc Liên, khiến Hòa ước Versailles dần trở nên vô hiệu.
Tháng 3 năm 1936, Đức tái chiếm khu phi quân sự ở Rheinland, vi phạm Hòa ước Versailles. Hitler còn gửi quân đến Tây Ban Nha để hỗ trợ Tướng Francisco Franco trong cuộc Nội chiến Tây Ban Nha sau khi nhận được lời kêu gọi giúp đỡ vào tháng 7 cùng năm, đồng thời tiếp tục cố gắng tạo dựng liên minh Anh – Đức. Qua tháng 8, để đối phó với cuộc khủng hoảng kinh tế đang leo thang (hậu quả của việc tái vũ trang), Hitler lệnh cho Göring triển khai thực hiện Kế hoạch Bốn Năm nhằm chuẩn bị cho nước Đức tham chiến trong vòng bốn năm tới. Kế hoạch này dự đoán một cuộc chiến toàn lực giữa chủ nghĩa "Do Thái – Bolshevik" và chủ nghĩa Quốc gia Xã hội Đức; Hitler cho rằng cuộc chiến này cần một cuộc tái vũ trang toàn diện bất chấp mọi tổn thất kinh tế.

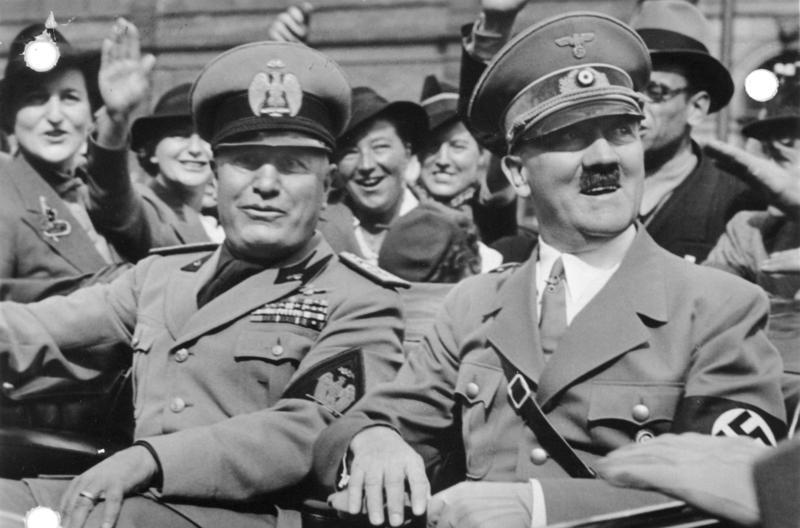
Il Duce Benito Mussolini cùng Hitler tại München vào năm 1938.

Tháng 10 năm 1936, ngoại trưởng của chính phủ Mussolini là Bá tước Galeazzo Ciano thực hiện chuyến thăm nước Đức và ký kết Nghị định thư chín điểm như một biểu hiện của "mối quan hệ hợp tác" giữa hai nước trước khi có cuộc gặp riêng với Hitler. Ngày 1 tháng 11, Mussolini đích thân tuyên bố về một liên minh giữa Đức và Ý. Ngày 25 tháng 11, Đức ký Hiệp ước chống Quốc tế Cộng sản với Nhật. Các nước Anh, Trung Quốc, Ý và Ba Lan đều được mời gia nhập hiệp ước này song chỉ có Ý đồng ý ký vào năm 1937. Hitler từ bỏ kế hoạch liên minh với Anh, chỉ trích giới lãnh đạo Anh "không xứng". Tại một cuộc họp với các ngoại trưởng và tư lệnh quân đội ở phủ thủ tướng vào tháng 11, Hitler lại phát biểu ý định chiếm đánh Không gian sống cho dân tộc Đức. Ông ra lệnh chuẩn bị để khởi động chiến tranh ở phía đông, sớm nhất là vào năm 1938 và không được muộn quá năm 1943. Trong trường hợp Hitler qua đời đột ngột, biên bản của một cuộc họp, gọi là Biên bản ghi nhớ Hossbach, được xem là "chúc thư chính trị" của ông. Hitler thấy rằng sự sụt giảm nghiêm trọng trong mức sống tại Đức do hậu quả của cuộc khủng hoảng kinh tế chỉ có thế khắc phục bằng cách xâm lược Áo và Tiệp Khắc. Hitler kêu gọi hành động nhanh chóng trước khi Anh và Pháp giành thế dẫn đầu trong cuộc chạy đua vũ trang. Đầu năm 1938, sau vụ Blomberg-Fritsch, Hitler đòi quyền kiểm soát bộ máy chính sách ngoại giao – quân sự. Ông cách chức ngoại trưởng của Neurath rồi tự bổ nhiệm mình làm Bộ trưởng Chiến tranh. Từ đầu năm 1938 trở đi, Hitler thực thi một chính sách đối ngoại hướng đến một cuộc chiến.

## Chiến tranh thế giới thứ hai

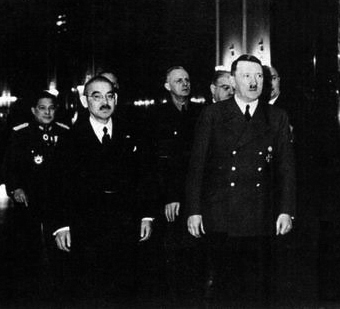
Hitler và ngoại trưởng Nhật Bản Matsuoka Yōsuke trong cuộc gặp ở Berlin vào tháng 3 năm 1941. Phía sau là Joachim von Ribbentrop.

### Những thành tựu ngoại giao ban đầu

#### Liên minh với Nhật Bản
Là một người cực kỳ thân Nhật, tân ngoại trưởng Joachim von Ribbentrop thuyết phục được Hitler chấm dứt liên minh với một Trung Hoa Dân Quốc bất ổn, chia năm xẻ bảy để bước vào một liên minh với một Đế quốc Nhật Bản hiện đại và hùng mạnh hơn. Ngày 12 tháng 5 năm 1938, Hitler tuyên bố Đức công nhận Mãn Châu quốc, quốc gia bù nhìn do cựu hoàng Phổ Nghi đứng đầu được Nhật thành lập sau khi chiếm đóng Mãn Châu, đồng thời dứt bỏ yêu sách đối với những thuộc địa trước kia của Đức ở Thái Bình Dương được chuyển giao cho Nhật sau Thế chiến I. Hitler ra lệnh chấm dứt vận chuyển vũ khí đến Trung Quốc và triệu hồi tất cả các sĩ quan Đức đang làm việc với Quốc dân Cách mệnh Quân. Đáp trả, Tưởng Giới Thạch hủy bỏ mọi hiệp ước kinh tế Trung – Đức khiến Đức mất đi nguồn nguyên liệu thô nhập khẩu từ Trung Quốc.

#### Áo và Tiệp Khắc

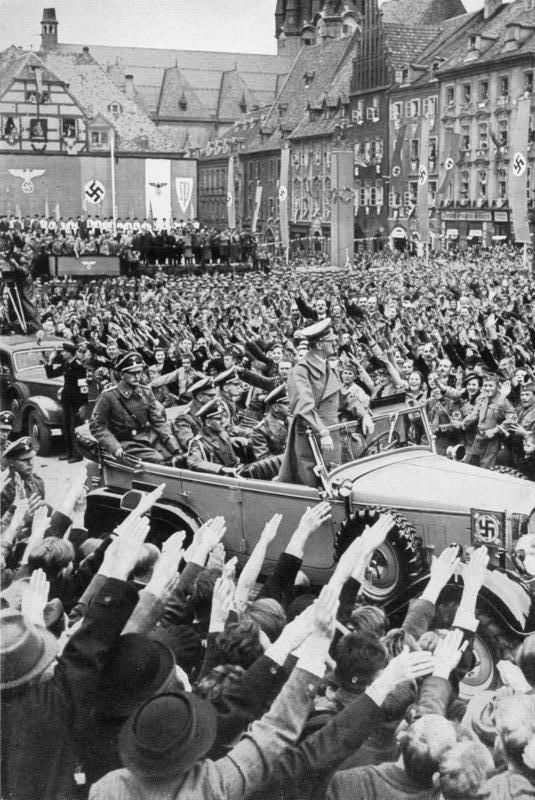
Tháng 10 năm 1938: Hitler đi qua đám đông ở Cheb (Eger), thuộc Sudetenland

Ngày 12 tháng 3 năm 1938, Hitler tuyên bố thống nhất Áo với Đức Quốc Xã. Sau đó Hitler chuyển sự chú ý sang cộng đồng dân tộc Đức ở vùng Sudetenland của Tiệp Khắc. Trong hai ngày 28 và 29 tháng 3 năm 1938, Hitler chủ trì một loạt cuộc họp bí mật tại Berlin với Konrad Henlein của Sudetendeutsche Partei (Đảng Đức Sudeten), đảng lớn nhất trong số các đảng phái của người Đức ở Sudetenland. Các bên đi đến thống nhất rằng Henlein sẽ yêu cầu tăng quyền tự trị cho người Đức Sudeten, từ đó tạo ra cái cớ để Đức động binh với Tiệp Khắc. Tháng 4 năm 1938, Henlein nói với ngoại trưởng Hungary rằng "dù chính quyền Tiệp Khắc có đưa ra đề nghị gì đi nữa, ông sẽ yêu cầu cao hơn [...] ông muốn phá thỏa thuận bằng mọi cách vì đây là phương pháp duy nhất để thổi bay Tiệp Khắc một cách nhanh chóng". Thực chất, Hitler không coi trọng vấn đề Sudetenland. Ý định thực sự của ông là sáp nhập toàn cõi Tiệp Khắc vào nước Đức.
Tháng 4, Hitler lệnh cho OKW chuẩn bị cho Fall Grün (Kế hoạch màu lục), mật danh của cuộc xâm lược Tiệp Khắc. Trước áp lực ngoại giao dữ dội của Pháp và Anh, ngày 5 tháng 9, Tổng thống Tiệp Khắc Edvard Beneš công bố "Kế hoạch Thứ tư" nhằm tái cơ cấu hiến pháp nước nhà, chấp thuận hầu hết yêu sách của Henlein đối với người Sudeten. Đảng của Henlein đáp trả lời đề nghị của Beneš bằng cách kích động một loạt những vụ xung đột ác liệt với cảnh sát Tiệp Khắc dẫn tới việc ban bố tình trạng thiết quân luật ở một số khu vực nhất định trong địa phận Sudetenland.
Nước Đức vốn phụ thuộc vào dầu nhập khẩu, mà một cuộc đối đầu với Anh vì các bất đồng xoay quanh vấn đề Tiệp Khắc có thể cắt giảm nguồn cung dầu của Đức. Điều này buộc Hitler phải hoãn lại Fall Grün vốn được lên kế hoạch vào ngày 1 tháng 10 năm 1938. Ngày 29 tháng 9, Hitler, Neville Chamberlain, Édouard Daladier và Mussolini tham dự một hội nghị kéo dài một ngày ở München, kết quả là các bên đã cùng nhau ký kết Hiệp ước München bàn giao Sudetenland cho Đức.

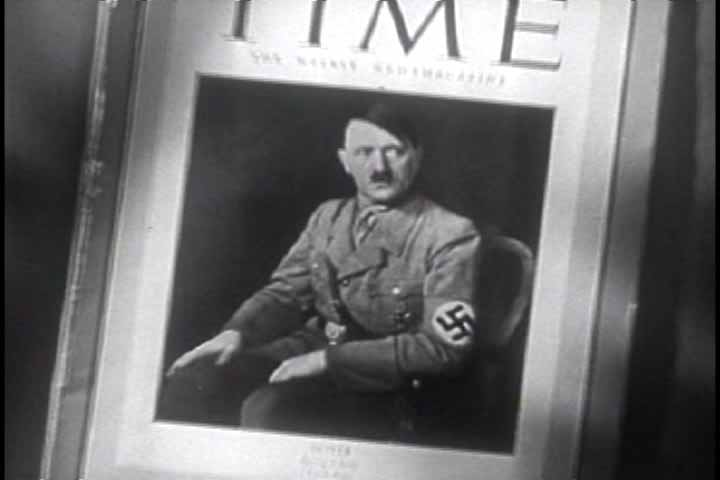
Chân dung Hitler trên trang bìa tạp chí Time. Ông được chọn làm "Nhân vật của năm 1938" vì là "mối đe dọa lớn nhất mà thế giới dân chủ, yêu tự do phải đối mặt..."

Chamberlain hài lòng với hội nghị München, gọi thành quả này là "hòa bình cho thời đại chúng ta", còn Hitler thì tỏ ra giận dữ vì đánh mất thời cơ phát động chiến tranh trong năm 1938. Ông trình bày nỗi thất vọng trong một bài phát biểu vào ngày 9 tháng 10 ở Saarbrücken. Theo quan điểm của Hitler, dù nhìn bề ngoài có vẻ có lợi cho Đức nhưng nền hòa bình do Anh trung gian lại là một thất bại ngoại giao khiến ông có ý định hạn chế quyền lực của Anh để mở đường cho kế hoạch bành trướng về phía Đông. Một hệ quả của hội nghị thượng đỉnh tại München là Hitler được tạp chí Time bình chọn là Nhân vật của năm 1938.
Ngày 14 tháng 3 năm 1939, trước mối đe dọa từ Hungary, Slovakia tuyên bố độc lập và nhận được sự bảo hộ từ Đức. Hôm sau, Hitler lệnh cho Wehrmacht tiến vào vùng lãnh thổ còn lại của Tiệp Khắc, vi phạm hiệp ước München. Nguyên nhân có thể là do những hệ quả của cuộc khủng hoảng kinh tế gây ra bởi hoạt động tái vũ trang khiến nước Đức cần gấp những nguồn của cải bổ sung. Từ lâu đài Praha, Hitler tuyên bố hai xứ Böhmen và Mähren trở thành vùng bảo hộ của Đức.

### Khởi màn cuộc chiến
Trong các cuộc thảo luận bí mật năm 1939, Hitler tuyên bố Anh là kẻ thù chính và việc xóa sổ Ba Lan là bước mở đầu cần làm. Cánh phía đông sẽ được đảm bảo và sẽ được bổ sung vào Không gian sống của dân tộc Đức. Ngày 31 tháng 3 năm 1939, khó chịu vì "sự bảo lãnh" của Anh dành cho nền độc lập Ba Lan, Hitler tuyên bố "sẽ pha cho chúng món đồ uống của quỷ". Trong bài phát biểu tại Wilhelmshaven nhân sự kiện thiết giáp hạm Tirpitz hạ thủy ngày 1 tháng 4, Hitler đe dọa hủy Hiệp ước Hải quân Anh – Đức nếu Anh vẫn tiếp tục "cố chấp" bảo lãnh nền độc lập của Ba Lan, nhìn nhận rằng đây là chính sách "bao vây". Lúc này, Hitler có hai phương án, hoặc nước này trở thành một quốc gia vệ tinh của Đức hoặc cần giữ trung lập để biên giới phía đông của Đức được đảm bảo, ngăn chặn nguy cơ bị Anh phong tỏa từ hai phía. Ban đầu, Hitler ủng hộ ý tưởng quốc gia vệ tinh, nhưng khi đề nghị này bị chính quyền Ba Lan khước từ, ông quyết định xâm lược và coi đây là mục tiêu ngoại giao chính của năm 1939. Ngày 3 tháng 4, Hitler chỉ thị quân đội chuẩn bị cho kế hoạch xâm lược Ba Lan, dự kiến sẽ tiến hành vào ngày 25 tháng 8 tới. Trong bài phát biểu trước quốc hội hôm 28 tháng 4, Hitler tuyên bố rút khỏi Hiệp ước Hải quân Anh – Đức cũng như Hiệp ước bất tương xâm Đức – Ba Lan. Các sử gia như William Carr, Gerhard Weinberg và Ian Kershaw cho rằng một trong những lý do khiến Hitler vội vã lao vào cuộc chiến là vì sợ mình chết sớm. Ông nhiều lần khẳng định phải dẫn dắt nước Đức chinh chiến trước khi trở nên quá già, vì lo ngại rằng những người kế vị có thể sẽ không có ý chí kiên cường như ông.

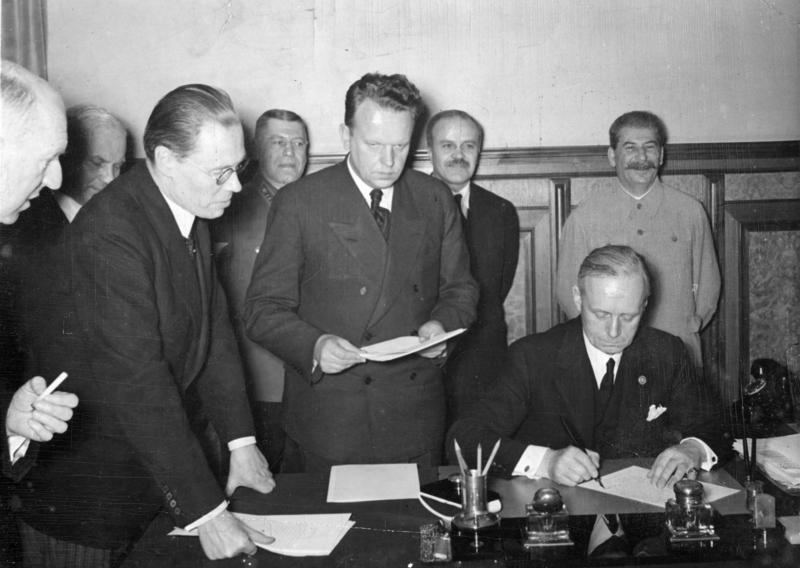
Joachim von Ribbentrop đại diện Hitler ký Hiệp ước Xô – Đức ngày 23 tháng 8 năm 1939, đứng sau là Stalin và Bộ trưởng Ngoại giao Liên Xô Vyacheslav Molotov.

Hitler lo ngại việc tấn công Ba Lan có thể gây ra một cuộc chiến tranh sớm với nước Anh. Tuy nhiên ngoại trưởng Joachim von Ribbentrop cam đoan cả Anh và Pháp sẽ không tôn trọng những cam kết của họ với Ba Lan. Theo đó, vào ngày 22 tháng 8 năm 1939, Hitler huy động quân đội chuẩn bị tấn công Ba Lan.
Để phòng ngừa tình trạng lưỡng đầu thọ địch ở cả phía Tây lẫn phía Đông như trong Thế chiến I, Đức đòi hỏi phải có được sự ủng hộ từ phía Liên Xô. Tuy có nhiều khác biệt trái ngược trong thế giới quan nhưng trên thực tế thì kể từ năm 1938, hai nước Xô – Đức đã bắt đầu tăng cường trao đổi quan hệ song phương. Trong bối cảnh căng thẳng ngoại giao năm 1939 sau sự kiên Đức chiếm đóng Tiệp Khắc và vi phạm Hiệp ước München, hai nước Anh và Pháp cũng đã bắt đầu quan tâm đến việc thành lập một liên minh chống Hitler với Liên Xô. Tuy nhiên, cuộc đàm phán giữa các nước phương Tây và Liên Xô đã đi tới chỗ bế tắc do đôi bên có nhiều bất đồng. Về phía Liên Xô, chính sách đối ngoại của họ đã đảo ngược khi Vyacheslav Molotov lên thay Maksim Litvinov làm chính ủy ngoại giao. Molotov chấp thuận lời đề nghị của Ribbentrop về một hiệp định song phương. Đêm ngày 23 tháng 8, hai người thay mặt Hitler và Stalin ký kết hiệp ước bất tương xâm tại Moskva. Kèm theo hiệp ước là một nghị định thư bí mật được ký bổ sung, đồng ý phân chia Ba Lan, theo đó vùng phía Tây là của Đức, còn vùng phía Đông là của Liên Xô. Bên cạnh điều khoản trên, nghị định thư còn quy định các nước Đông Âu thuộc "vùng ảnh hưởng của Liên Xô". Hiệp ước Xô – Đức giải tỏa mối lo của Hitler, giúp ông có thể toàn tâm toàn ý tiêu diệt Ba Lan.
Trái với dự đoán của Ribbentrop, hai nước Anh, Ba Lan đã ký kết hiệp ước liên minh vào ngày 25 tháng 8 năm 1939. Tin tức này cộng việc Mussolini tuyên bố nước Ý chưa sẵn sàng cho chiến tranh buộc Hitler phải trì hoãn cuộc tấn công Ba Lan từ ngày 25 tháng 8 tới ngày 1 tháng 9. Ngày 25 tháng 8, nhằm đưa Anh vào thế trung lập, Hitler đề nghị nước này cam kết không xâm lược Đức nhưng không thành công. Sau đó ông chỉ dẫn Ribbentrop trình bày kế hoạch hòa bình phút chót với một giới hạn thời gian cực kỳ ngắn nhằm đổ lỗi Anh và Ba Lan đã không làm gì để cứu vãn nền hòa bình.

### Chiến tranh bùng nổ
Ngày 1 tháng 9 năm 1939, Đức Quốc Xã phát động xâm lược miền Tây Ba Lan với lý do bị phía Ba Lan từ chối các yêu sách liên quan tới thành phố tự do Danzig cũng như quyền lợi đối với các tuyến đường băng qua hành lang Ba Lan, những thứ mà Đức bị buộc phải nhượng lại theo Hòa ước Versailles. Đáp trả, Anh và Pháp tuyên chiến với Đức vào ngày 3 tháng 9, khiến Hitler ngạc nhiên và giận dữ hỏi Ribbentrop: "Giờ thì sao?" Tuy nhiên, dù tuyên chiến với Đức nhưng cả Anh lẫn Pháp đều không làm gì để giúp Ba Lan. Tiếp đó, ngày 17 tháng 9, Liên Xô tiến hành xâm lược miền Đông Ba Lan.

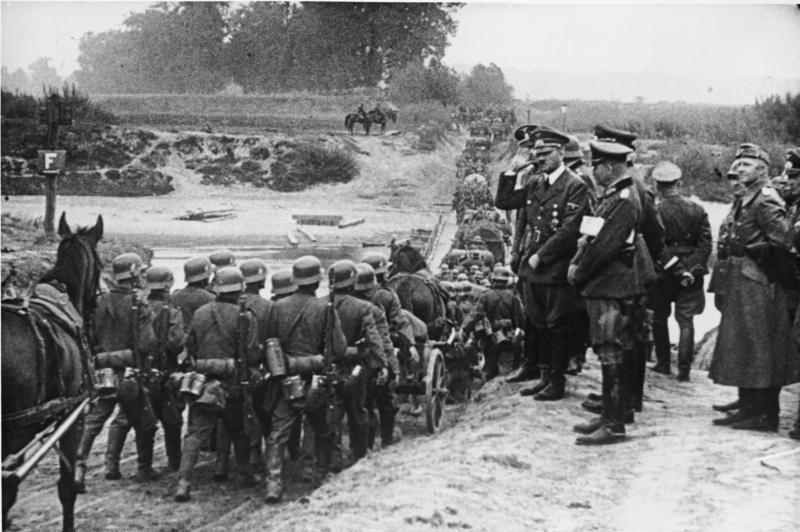
Hitler vẫy chào binh sĩ trên đường hành quân tới Ba Lan, tháng 9 năm 1939

Sự kiện Ba Lan thất thủ được tiếp nối bởi một giai đoạn mà các ký giả đương thời gọi là "Cuộc chiến tranh kỳ quặc" hay Sitzkrieg (Chiến tranh ngồi). Hitler chỉ thị hai Gauleiter (Thống đốc) mới được bổ nhiệm của vùng Tây Bắc Ba Lan, Albert Forster của Reichsgau Danzig-Tây Phổ và Arthur Greiser của Reichsgau Wartheland, tiến hành Đức hóa những khu vực do họ quản lý, nhưng không chỉ thị phải thực hiện quá trình này như thế nào. Tại địa bàn của Forster, người dân tộc Ba Lan chỉ việc ký vào đơn xác nhận rằng họ mang dòng máu Đức. Ngược lại, Greiser ủng hộ chính sách chủng tộc của Himmler và thực hiện chiến dịch thanh lọc sắc tộc đối với người Ba Lan. Greiser phàn nàn rằng Forster dễ dãi chấp nhận hàng ngàn người Ba Lan trở thành người Đức, gây nguy hại đến "sự thuần khiết chủng tộc" của người Đức. Vốn là người ra lệnh nhưng Hitler cố gắng không can dự tới vụ việc lần này. Đây là một ví dụ minh họa cho lý thuyết "làm việc theo ý lãnh tụ" khi mà Hitler ban hành những chỉ thị mơ hồ rồi mong chờ cấp dưới tự đưa ra các chính sách riêng.
Một cuộc tranh luận khác nổ ra: một bên Heinrich Himmler và Greiser ủng hộ việc thanh lọc chủng tộc ở Ba Lan, còn bên kia Göring và Toàn quyền Ba Lan Hans Frank kêu gọi biến Ba Lan thành "vựa lúa" của Đức. Đến ngày 12 tháng 2 năm 1940, tranh cãi bước đầu dịu đi nghiêng về phía Göring – Frank, giúp chấm dứt các đợt trục xuất hàng loạt gây tổn hại về kinh tế. Ngày 15 tháng 10, Himmler phát hành báo cáo "Một vài suy nghĩ về cách xử lý dân ngoại chủng ở phía đông" kêu gọi trục xuất toàn bộ số dân Do Thái châu Âu đến châu Phi và giảm dân số Ba Lan xuống chỉ còn "giai cấp lao động không có người lãnh đạo", được Hitler khen là "hay và đúng". Sau đó, Hitler phớt lờ ý kiến của Göring và Frank và cho thi hành chính sách của Himmler và Greiser ở Ba Lan.

Hitler thăm Paris với kiến trúc sư Albert Speer (trái) và nhà điêu khắc Arno Breker (phải), ngày 23 tháng 6 năm 1940

Ngày 9 tháng 4 năm 1940, quân Đức tiến hành xâm lăng Đan Mạch và Na Uy. Cùng ngày, Hitler tuyên bố khai sinh ra Đế chế Đại Đức, một đế quốc thống nhất của các dân tộc German ở châu Âu, nơi mà người Hà Lan, Vlaanderen và Scandinavia cùng gia nhập một chính thể "thuần khiết về chủng tộc" dưới sự lãnh đạo của người Đức. Tháng 5 năm 1940, Đức tấn công Pháp và chinh phạt được Luxembourg, Hà Lan, Bỉ. Những thắng lợi này đã thúc đẩy Mussolini tham chiến theo phe Hitler vào ngày 10 tháng 6. Ngày 22 tháng 6, Pháp và Đức ký hiệp định đình chiến. Kershaw lưu ý rằng sự tín nhiệm của nhân dân dành cho Hitler và sự ủng hộ của người Đức cho cuộc chiến đạt đỉnh tại thời điểm ông trở về Berlin vào ngày 6 tháng 7 sau chuyến công du Paris. Sau chiến thắng chóng vánh bất ngờ trước Pháp, Hitler thăng mười hai tướng lĩnh lên cấp thống chế trong Lễ phong chức Thống chế năm 1940.
Dù phải sơ tán binh lính khỏi Pháp từ Dunkerque bằng đường biển, Anh cùng các thuộc địa vẫn tiếp tục đối đầu với Đức trong trận Đại Tây Dương. Hitler đưa ra lời đề nghị hòa bình với vị lãnh đạo mới của nước Anh, Winston Churchill, nhưng bị khước từ. Trước sự chống trả của người Anh, Hitler ra lệnh tiến hành một loạt các cuộc không kích nhằm vào các căn cứ của Không quân Hoàng gia Anh và các trạm ra-đa ở miền Đông Nam nước này. Ngày 7 tháng 9, cuộc ném bom hàng đêm có hệ thống nhằm vào thủ đô Luân Đôn bắt đầu. Tuy nhiên, cuối cùng Luftwaffe cũng thất bại trước Không quân Hoàng gia Anh trong trận chiến nước Anh. Đến cuối tháng 9, Hitler nhận ra rằng ông không thể đạt được ưu thế trên không để phục vụ cho cuộc xâm lược Anh (trong Chiến dịch Sư tử biển) và ra lệnh hoãn chiến dịch. Các cuộc không kích ban đêm nhằm vào các thành phố lớn của Anh, bao gồm cả Luân Đôn, Plymouth và Coventry, tăng dần và tiếp diễn trong vòng nhiều tháng.
Ngày 27 tháng 9 năm 1940, nhà ngoại giao Kurusu Saburō của Đế quốc Nhật Bản, ngoại trưởng Ý Ciano và Hitler cùng ký Hiệp ước Ba bên. Về sau có thêm Hungary, Rumani, và Bulgari gia nhập tạo thành phe Trục. Nỗ lực kéo Liên Xô vào khối chống Anh của Hitler thất bại sau cuộc đàm phán bất phân thắng bại giữa Hitler và Molotov ở Berlin trong tháng 11. Không kéo được Liên Xô về phe mình, Hitler hạ lệnh cho quân đội chuẩn bị xâm lược Liên Xô.
Mùa xuân năm 1941, quân Đức được triển khai ở Bắc Phi, Balkan và Trung Đông. Tháng 2 năm 1941, quân Đức tới Libya để tăng viện cho Ý. Tháng 4, Hitler phát động cuộc xâm lược Nam Tư và một thời gian ngắn sau là Hy Lạp. Tháng 5 năm đó, Hitler xua quân chiếm đóng đảo Crete, gửi quân tới Iraq hỗ trợ lực lượng nổi dậy chống lại Anh.

### Bước ngoặt của cuộc chiến

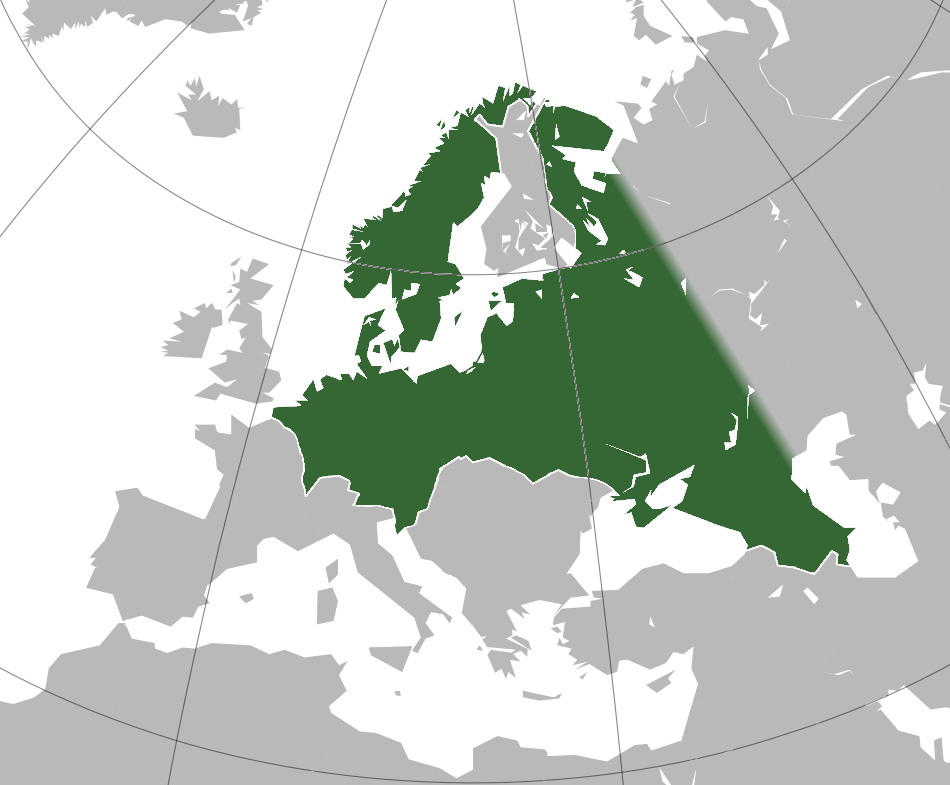
Lãnh thổ của Đế quốc Đại Đức mà Đức Quốc Xã lên kế hoạch. Mục tiêu cuối cùng của quân đội Đức là Tuyến Arkhangelsk-Astrakhan.

Ngày 22 tháng 6 năm 1941, vi phạm hiệp ước Molotov–Ribbentrop, 3 triệu quân phe Trục tấn công Liên bang Xô Viết. Cuộc tấn công này (mật danh chiến dịch Barbarossa) được phát động với ý đồ tiêu diệt Liên Xô cũng như chiếm các nguồn tài nguyên thiên nhiên để phục vụ các cuộc xâm lược sắp tới nhắm vào các nước phương Tây. Người Đức nhanh chóng chinh phục một vùng rộng lớn, bao gồm các nước cộng hòa Baltic, Belarus và miền tây Ukraina. Đến đầu tháng 8, quân đội phe Trục đã tiến sâu 500 km (310 dặm) vào lãnh thổ Liên Xô và giành chiến thắng trong trận Smolensk. Hitler lệnh Cụm tập đoàn quân Trung tâm tạm thời dừng tấn công thủ đô Moskva và điều các đội xe tăng đến hỗ trợ bao vây Leningrad và Kiev. Các tướng lĩnh phản đối sự thay đổi này, do lúc đó quân Đức chỉ còn cách thủ đô Liên Xô 400 km (250 mi). Quyết định này của Hitler đã tạo nên một cuộc khủng hoảng trong giới lãnh đạo quân đội. Sự ngưng trệ này giúp Hồng quân Liên Xô có cơ hội huy động lực lượng dự bị mới; sử gia Russel Stolfi nhận định đây là một trong những yếu tố chính dẫn đến thất bại trong cuộc tấn công Moskva được tái khởi động vào tháng 10 năm 1941 và kết thúc thảm hại trong tháng 12. Trong thời gian xảy ra cuộc khủng hoảng, Hitler tự bổ nhiệm mình làm người đứng đầu Oberkommando des Heeres (Bộ Tổng tư lệnh Lục quân).

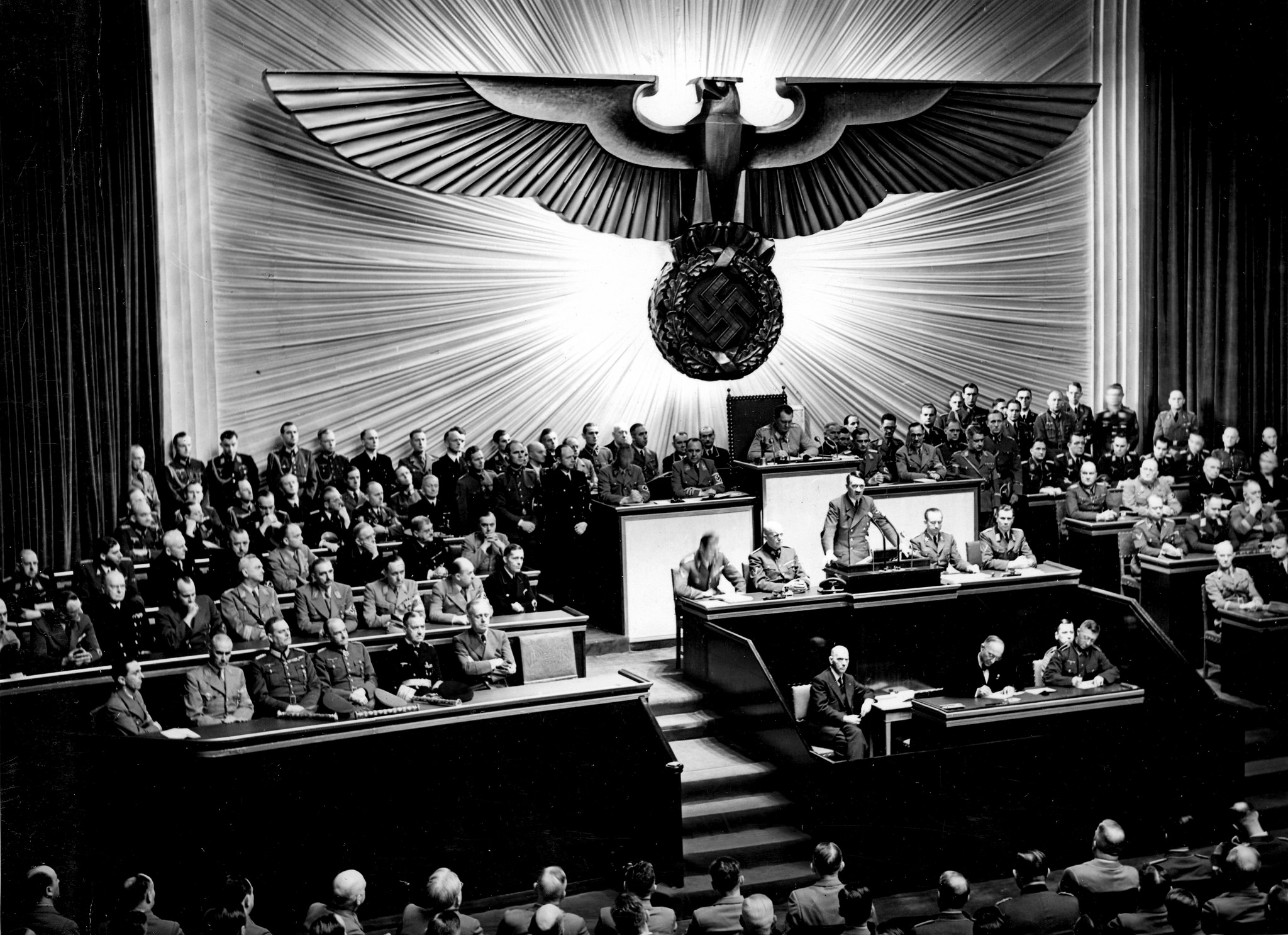
Hitler thông báo về việc tuyên chiến với Hoa Kỳ trước quốc hội vào ngày 11 tháng 12 năm 1941

Ngày 7 tháng 12 năm 1941, Hải quân Đế quốc Nhật Bản tấn công hạm đội Thái Bình Dương của Mỹ đóng tại Trân Châu Cảng, Hawaii. Bốn ngày sau, trong một bài phát biểu trước quốc hội, Hitler tuyên chiến với Hoa Kỳ. Ngày 18 tháng 12 năm 1941, Himmler hỏi Hitler: "Giờ nên làm gì với bọn Do Thái ở Nga?", Hitler trả lời: "als Partisanen auszurotten" ("tiêu diệt như bọn kháng chiến"). Sử gia người Israel Yehuda Bauer nhận xét rằng trong số những dữ kiện mà giới học giả nắm được thì câu nói này của Hitler có thể được xem là mệnh lệnh tối hậu liên quan tới cuộc diệt chủng người Do Thái.
Cuối năm 1942, quân Đức bị đánh bại trong trận El Alamein thứ hai khiến kế hoạch đánh chiếm kênh đào Suez và Trung Đông của Hitler phá sản. Quá tự tin với chuyên môn quân sự của bản thân sau những chiến thắng thần tốc trước đó vào năm 1940, Hitler dần trở nên nghi ngờ Bộ Tư lệnh Tối cao và bắt đầu tự ý can thiệp vào việc lên kế hoạch quân sự lẫn chiến thuật, dẫn tới những hậu quả tai hại. Trong các tháng 12 năm 1942 và tháng 1 năm 1943, việc Hitler liên tục từ chối không cho lui binh trong trận Stalingrad dẫn đến việc Tập đoàn quân số 6 bị tiêu diệt gần như toàn bộ, với hơn 200.000 lính phe Trục tử trận và 235.000 người bị bắt làm tù binh. Tiếp đến là một thất bại chiến lược có tính quyết định trong trận Kursk. Đầu óc phán đoán quân sự của Hitler ngày càng trở nên thất thường; tình trạng sức khỏe của ông cũng như tình hình kinh tế và quân đội Đức thì ngày một xuống dốc.

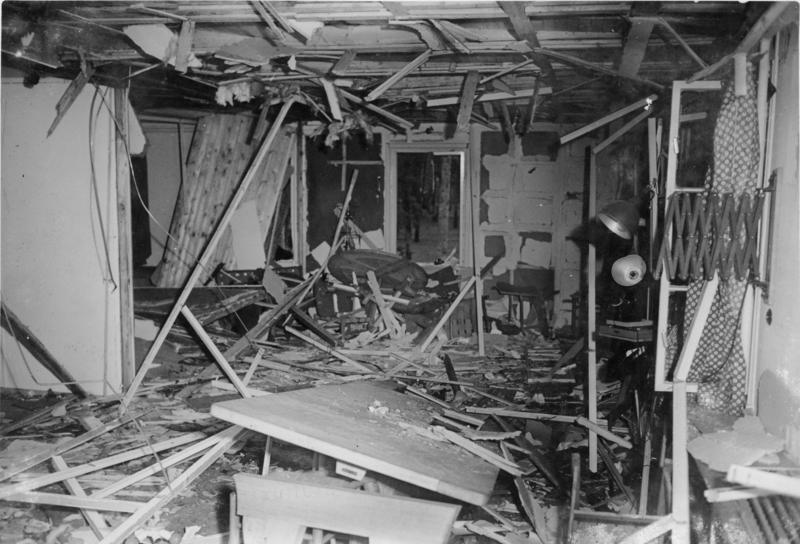
Căn phòng bản đồ tại Wolfsschanze bị phá hủy sau vụ ám sát

Sau khi quân Đồng Minh xâm lược Sicilia vào năm 1943, Mussolini bị Quốc vương Victor Emmanuel III tước bỏ quyền lực sau một cuộc bỏ phiếu bất tín nhiệm của Đại Hội đồng Ý. Thống chế Pietro Badoglio, người được giao quyền điều hành chính phủ, đã nhanh chóng đầu hàng phe Đồng Minh. Trong suốt các năm 1943 và 1944, Liên Xô đã lật ngược thế cờ và khiến quân đội của Hitler phải rút lui trên toàn mặt trận phía đông. Ngày 6 tháng 6 năm 1944, Đồng Minh phương Tây đổ bộ vào miền bắc nước Pháp trong một trong những chiến dịch đổ bộ lớn nhất lịch sử – chiến dịch Overlord. Trước tình cảnh trên, nhiều sĩ quan Đức kết luận rằng thất bại là không thể tránh khỏi và đất nước sẽ bị hủy diệt hoàn toàn nếu Hitler vẫn tiếp tục nắm quyền.
Từ năm 1939 cho đến năm 1945, Hitler trở thành mục tiêu của nhiều kế hoạch ám sát; một vài trong số đó tiến triển ở mức độ đáng kể. Vụ ám sát nổi tiếng nhất, Âm mưu 20 tháng 7, không phải do bất kỳ thế lực ngoại quốc nào giật dây mà xuất phát từ bên trong nước Đức, phần nào được thúc đẩy bởi viễn cảnh quân Đức bại trận đang ngày một rõ rệt. Trong Chiến dịch Valkyrie, Đại tá Claus von Stauffenberg đặt một quả bom trong sở chỉ huy Wolfsschanze (Hang Sói) của Hitler tại Rastenburg (nay là Kętrzyn). Hitler may mắn thoát chết trong gang tấc vì sĩ quan tham mưu Heinz Brandt đã di chuyển chiếc cặp chứa bom ra sau một chân của bàn hội thảo lớn, làm chệch hướng phần lớn vụ nổ. Sau vụ ám sát hụt này, Hitler ra lệnh trả thù tàn bạo, khiến hơn 4.900 người bị hành quyết.

### Thất bại và qua đời

Hitler trong lần xuất hiện cuối cùng trước ống kính, ông vinh danh các thành viên Đoàn Thanh niên Hitler trực thuộc Volkssturm tại khu vườn của Phủ Thủ tướng

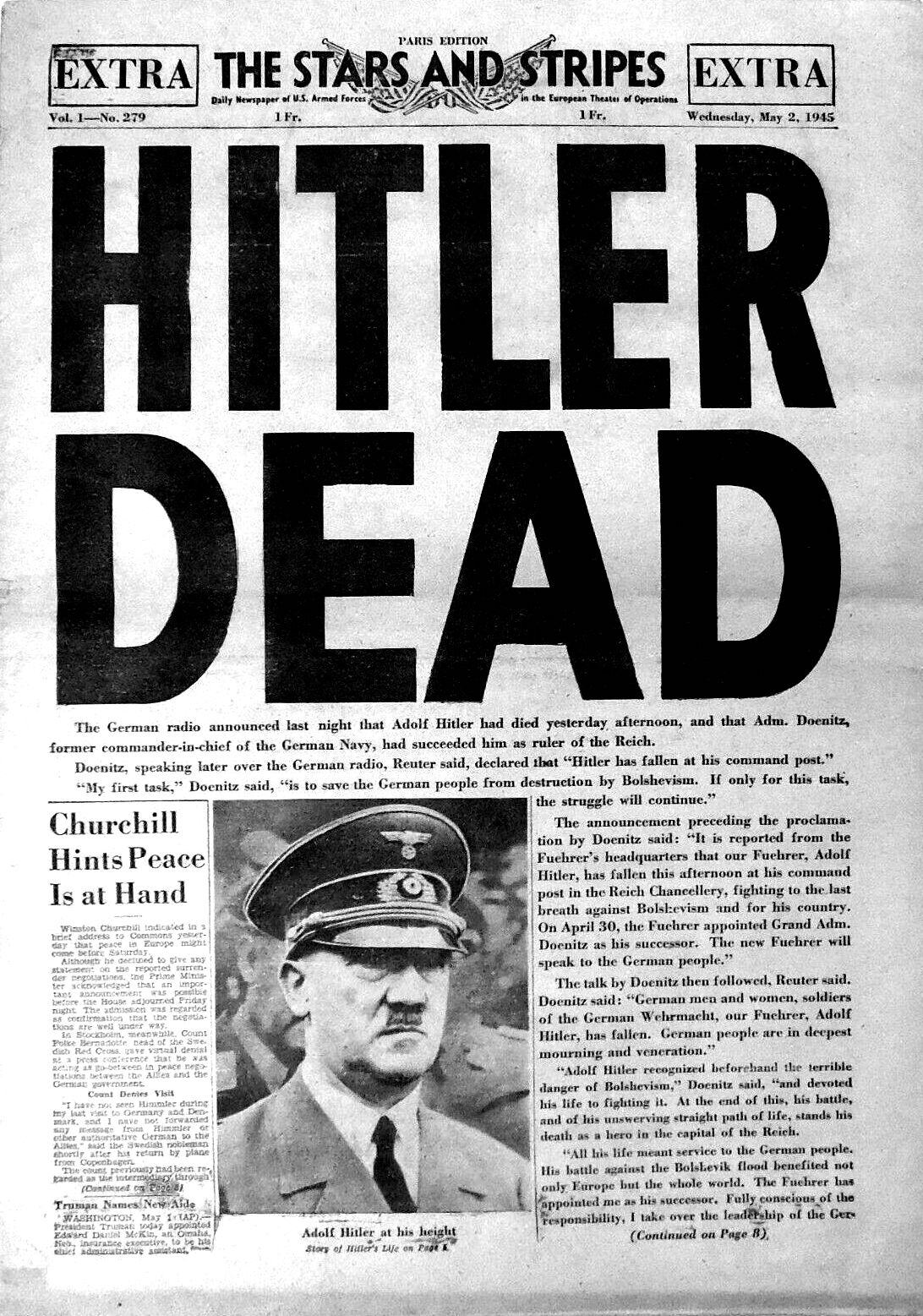
Trang nhất của báo Lực lượng vũ trang Hoa Kỳ, Stars and Stripes, số ra ngày 2 tháng 5 năm 1945, đăng tin về cái chết của Hitler

Cuối năm 1944, cả Hồng quân Liên Xô lẫn Đồng Minh phương Tây đều trên đường tiến vào lãnh thổ Đức. Nhận thấy sức mạnh và sự quyết tâm của Hồng quân, Hitler quyết định sử dụng lực lượng dự bị cơ động còn lại để đối đầu với quân Anh, Mỹ mà ông cho là yếu hơn nhiều. Ngày 16 tháng 12, Hitler phát động chiến dịch Ardennes nhằm kích động chia rẽ giữa các nước trong khối Đồng Minh phương Tây và có thể cũng thuyết phục họ tham gia cuộc chiến chống Liên Xô. Cuộc tấn công thất bại tuy có đạt được một số thắng lợi nhất thời. Tháng 1 năm 1945, trong bối cảnh toàn nước Đức chỉ còn là đống đổ nát, Hitler phát biểu trên đài phát thanh: "Dù giờ đây cuộc khủng hoảng nghiêm trọng đến nhường nào, nhưng bất chấp tất cả, [cuộc khủng hoảng] vẫn sẽ được kiểm soát bởi ý chí kiên định của chúng ta." Cho rằng thất bại quân sự đồng nghĩa với việc nước Đức sẽ không còn quyền tồn tại, Hitler ra lệnh phá hủy tất cả cơ sở hạ tầng công nghiệp trong nước trước khi nó có thể rơi vào tay quân Đồng Minh. Bộ trưởng Vũ trang Albert Speer được giao phó nhiệm vụ thực thi chính sách tiêu thổ, nhưng ông đã bí mật không tuân lệnh. Cái chết của Tổng thống Hoa Kỳ Franklin D. Roosevelt vào ngày 12 tháng 4 năm 1945 khiến Hitler hy vọng có thể đàm phán hòa bình với Anh và Mỹ. Nhưng trái với kỳ vọng của ông, sự kiện này không gây ra rạn nứt giữa các nước Đồng Minh.
Vào ngày 20 tháng 4 và cũng là sinh nhật thứ 56 của mình, Hitler rời Führerbunker (boongke của lãnh tụ) lên mặt đất lần cuối. Trong khu vườn đổ nát của Phủ thủ tướng, ông trao huân chương Thập tự Sắt cho các người lính nhỏ tuổi thuộc Đoàn Thanh niên Hitler, những người đang chiến đấu chống lại Hồng quân tại mặt trận gần Berlin. Đến ngày 21 tháng 4, Phương diện quân Belorussia 1 của Nguyên soái Georgy Zhukov đã phá vỡ tuyến phòng thủ của Cụm tập đoàn quân Vistula trong trận Đồi Seelow và tiến vào ngoại ô Berlin. Không chấp nhận tình cảnh tồi tệ, Hitler đặt hy vọng vào Armeeabteilung Steiner (Biệt đội quân Steiner), một đội quân thiếu hụt cả quân số lẫn khí tài do tướng Felix Steiner chỉ huy. Steiner được lệnh phối hợp tấn công gọng kìm với Tập đoàn quân số 9. Hitler lệnh cho Steiner tấn công sườn bắc chỗ lồi của chiến tuyến bên phía Liên Xô, còn Tập đoàn quân 9 của Đức được lệnh đánh lên phía bắc để thực hiện một cuộc tấn công gọng kìm.
Trong một hội nghị quân sự vào ngày 22 tháng 4, Hitler hỏi về cuộc tấn công của Steiner và được biết rằng cuộc tấn công chưa được phát động, còn quân Liên Xô đã tiến vào Berlin. Hitler yêu cầu tất cả mọi người ra khỏi phòng ngoại trừ Wilhelm Keitel, Alfred Jodl, Hans Krebs và Wilhelm Burgdorf, rồi cho ra một tràng các câu chửi rủa sự phản bội và bất tài của các tướng lĩnh, đỉnh điểm là khi ông lần đầu tiên chấp nhận hoàn cảnh và tuyên bố rằng "mọi thứ đã mất". Hitler thông báo rằng mình sẽ ở lại Berlin đến cùng rồi sẽ dùng súng tự sát.
Đến ngày 23 tháng 4, Hồng quân Liên Xô đã bao vây Berlin, Goebbels phát đi thông điệp kêu gọi người dân cố thủ thành phố. Cũng trong hôm đó, Göring gửi một bức điện từ Berchtesgaden, viết rằng vì Hitler đã bị cô lập ở Berlin nên Göring sẽ đảm trách cương vị lãnh đạo nước Đức. Göring đặt ra một hạn chót, sau thời hạn ấy ông sẽ coi như Hitler không còn năng lực. Hitler phản ứng bằng cách cho bắt giam Göring; đồng thời trong di chúc và tuyên cáo chính trị cuối cùng viết ngày 29 tháng 4, ông tước bỏ tất cả chức vụ chính phủ của Göring. Ngày 28 tháng 4, Hitler phát hiện ra rằng Himmler, người đã rời Berlin từ ngày 20, đang cố gắng thương thảo đầu hàng với Đồng Minh phương Tây. Ông ra lệnh bắt giữ Himmler và xử bắn Hermann Fegelein (đại diện SS của Himmler tại Bộ chỉ huy của Hitler ở Berlin).
Qua nửa đêm ngày 29 tháng 4, Hitler kết hôn với Eva Braun trong một buổi lễ dân sự nhỏ tại Führerbunker. Cuối buổi chiều hôm đó, Hitler hay tin Mussolini đã bị phong trào kháng chiến Ý hành quyết ngày hôm trước. Điều này có lẽ đã khiến ông càng có thêm quyết tâm để không bị bắt. Ngày 30 tháng 4 năm 1945, khi Hồng quân Liên Xô chỉ còn cách Phủ thủ tướng một đến hai khu nhà, Hitler dùng súng tự bắn vào đầu còn Braun thì cắn một viên nang cyanide tự tử. Thi thể của họ được đem ra khu vườn phía sau Phủ Thủ tướng, đặt vào một hố bom rồi tưới xăng lên. Hai thi thể được hỏa thiêu trong lúc Hồng quân tái khởi động các đợt pháo kích. Đại đô đốc Karl Dönitz và Joseph Goebbels lần lượt tiếp nhận vai trò nguyên thủ quốc gia và thủ tướng của Hitler.
Berlin đầu hàng vào ngày 2 tháng 5. Hồ sơ trong kho lưu trữ của Liên Xô thu được sau khi Liên bang Xô Viết sụp đổ cho thấy hài cốt của Hitler, Braun, Joseph và Magda Goebbels, sáu người con của Goebbels, tướng Hans Krebs và con chó của Hitler, đã bị chôn và khai quật lại nhiều lần. Năm 1946, hài cốt được khai quật một lần nữa và chuyển đến cơ sở mới ở Magdeburg của Tổng cục Phản gián SMERSH, rồi được chôn cất trong năm hộp gỗ vào ngày 21 tháng 2. Đến năm 1970, cơ sở này rơi vào tay KGB và dự kiến sẽ được chuyển giao cho Đông Đức. Sau khi được cấp trên cung cấp bản đồ chôn cất chi tiết, một đội KGB đã bí mật tiến hành khai quật hài cốt của mười hoặc mười một thi thể "trong tình trạng phân hủy nặng" vào ngày 4 tháng 4 năm 1970. Những hài cốt này đã bị thiêu rụi và nghiền nát hoàn toàn, tro được ném xuống sông Biederitz, một phụ lưu của sông Elbe gần đó. Theo Kershaw, lúc Hồng quân phát hiện ra, thi thể của Braun và Hitler đã thiêu rụi hoàn toàn, nhờ hàm dưới (răng được làm lại) nên mới nhận dạng được đây là Hitler.

## Holocaust
Nếu bọn tài phiệt Do Thái ở trong và ngoài châu Âu lại thành công trong việc đẩy các quốc gia vào một cuộc chiến tranh thế giới thì kết cục sẽ không phải là chủ nghĩa Bolshevik thống trị Trái Đất, cũng chẳng phải thắng lợi của lũ Do Thái, mà là sự hủy diệt giống nòi Do Thái ở châu Âu!— Adolf Hitler trong bài phát biểu trước Reichstag vào ngày 30 tháng 1 năm 1939

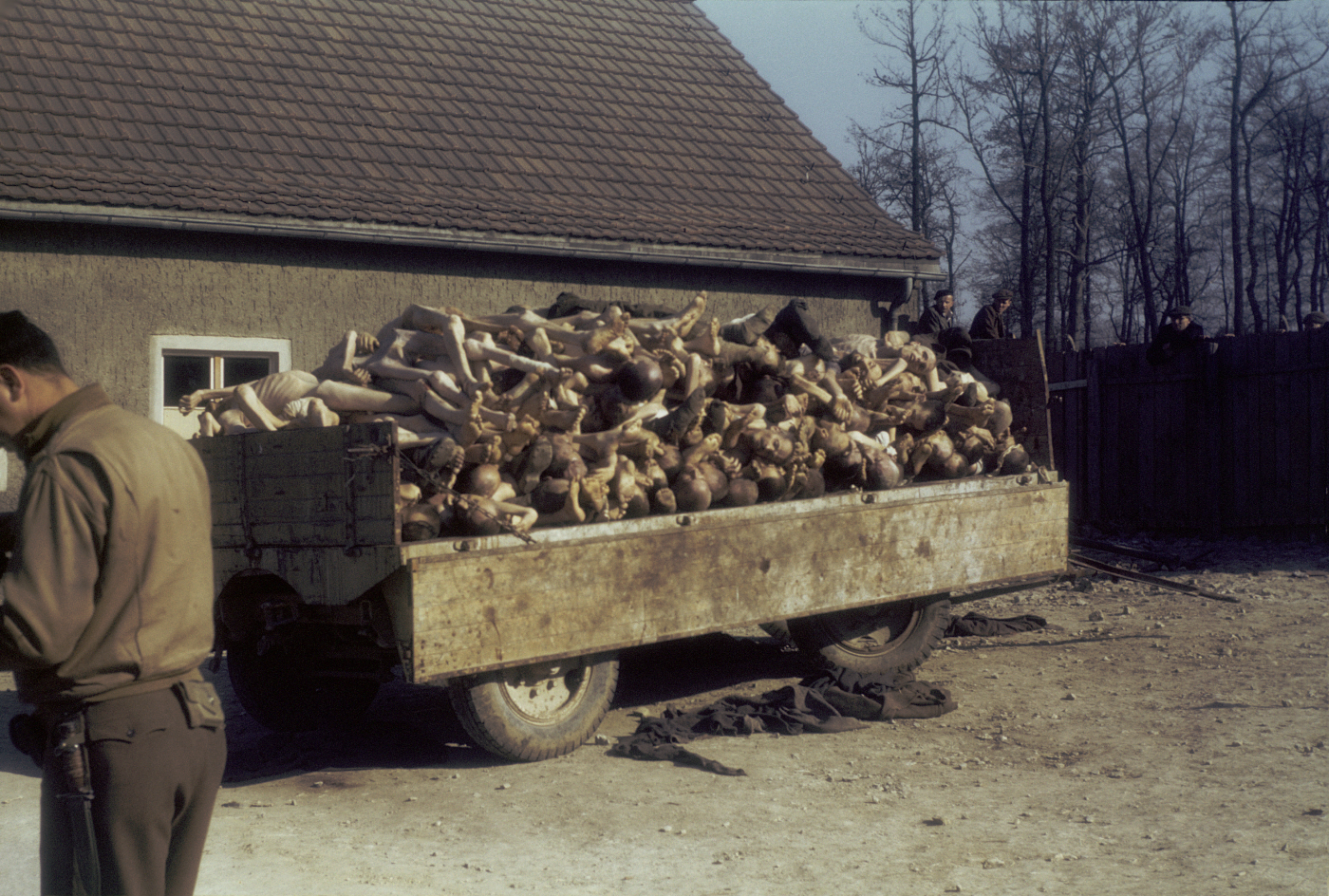
Tử thi chất đống trên một toa xe phía ngoài lò thiêu của trại tập trung Buchenwald sau khi được giải phóng, tháng 4 năm 1945

Holocaust cùng cuộc chiến của Đức Quốc Xã ở phía đông khởi nguồn từ quan điểm cố hữu của Hitler rằng người Do Thái là kẻ thù của dân tộc Đức và "Không gian sống" là mục tiêu mà nhà nước quốc xã cần phải đạt được. Mục tiêu của Hitler là đánh bại Ba Lan và Liên Xô để bành trướng sang phía Đông Âu, rồi sau đó trục xuất hoặc tàn sát các dân tộc bản địa. Generalplan Ost (Kế hoạch tổng thể phía đông) vạch định kế hoạch giết bỏ hoặc trục xuất dân cư các vùng bị chiếm đóng ở Đông Âu và Liên Xô sang miền tây Siberia làm lao động khổ sai. Những vùng đất bị chinh phạt sẽ được cải tạo thành nơi định cư mới của dân tộc Đức hoặc người đã bị Đức hóa. Ban đầu Generalplan Ost được dự kiến sẽ triển khai sau khi Đức đánh bại Liên Xô, nhưng khi việc hiện thực hóa kế hoạch trở nên bất khả thi do quân Đức liên tục bại trận, Hitler đã đẩy mạnh công tác diệt chủng. Tháng 1 năm 1942, Hitler ra quyết định rằng các sắc dân Do Thái, Slav cùng những đối tượng khác được coi là "không xứng đáng được tồn tại" phải bị tiêu diệt một cách triệt để.

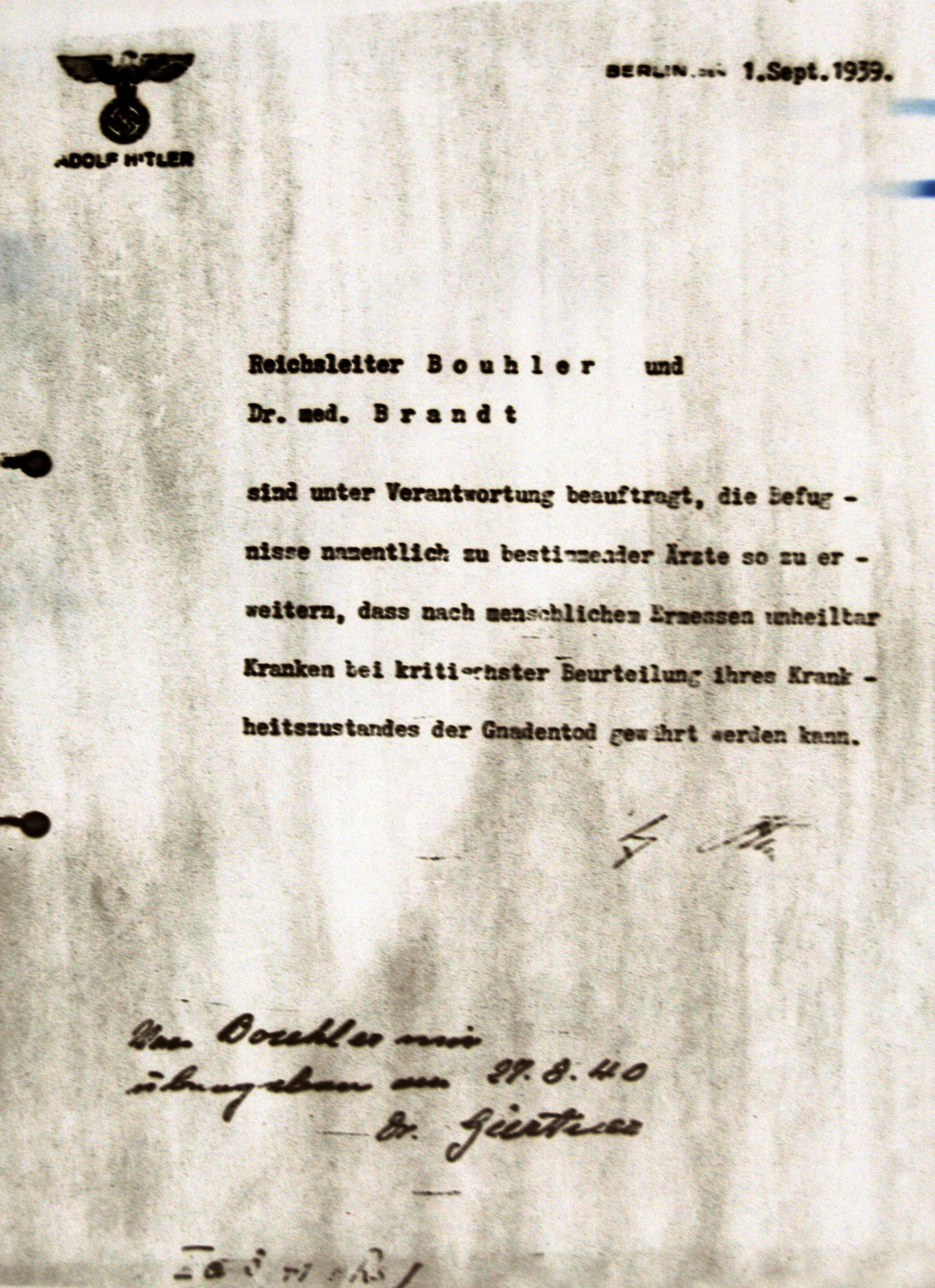
Chỉ thị của Hitler về Aktion T4 ngày 1 tháng 9 năm 1939

Himmler và Heydrich là hai người được Hitler tin tưởng giao phó nhiệm vụ tổ chức và triển khai kế hoạch diệt chủng. Những ghi chép về hội nghị Wannsee diễn ra ngày 20 tháng 1 năm 1942 do Heydrich chủ trì với sự góp mặt của 15 quan chức cấp cao là minh chứng rõ ràng nhất về kế hoạch triển khai Holocaust có hệ thống. Ngày 22 tháng 2, Hitler phát biểu: "Cách duy nhất để phục hồi sức mạnh của chúng ta là tiêu diệt bè lũ Do Thái". Tháng 7 năm 1941, trong một cuộc họp với các nhà lãnh đạo phía đông, Hitler nói cách dễ và nhanh nhất để bình định địa bàn là "bắn bỏ bất kỳ đứa nào nhìn khác" (ám chỉ ngoại hình). Tuy không có mệnh lệnh trực tiếp nào cho thấy Hitler bật đèn xanh cho việc giết người hàng loạt, song những lần phát biểu trước công chúng, những chỉ thị tới tướng lĩnh cùng ghi chép nhật ký của các quan chức quốc xã đã chứng minh rằng ông muốn diệt trừ tận gốc dân tộc Do Thái Âu châu. Trong thời chiến, Hitler liên tục phát biểu rằng lời tiên tri năm 1939 của ông đang trở thành sự thật, cụ thể là một cuộc chiến tranh thế giới sẽ đưa dân tộc Do Thái đến chỗ diệt vong. Hitler phê chuẩn cho phép các toán nã súng Einsatzgruppe theo chân Wehrmacht tiến vào lãnh thổ Ba Lan, các nước Baltic và Liên Xô để tàn sát và nhận báo cáo chi tiết về các hoạt động này. Tính đến mùa hè năm 1942, trại tập trung Auschwitz đã mở rộng quy mô để chứa được nhiều người hơn. Trong suốt cuộc chiến, có rất nhiều trại tập trung và trại vệ tinh mọc lên trên khắp lãnh thổ Đức Quốc Xã; một vài trong số đó chỉ dành riêng cho công tác diệt chủng.
Trong khoảng giai đoạn từ 1939 đến 1945, dưới sự hỗ trợ của các chính phủ hợp tác với phe Trục, Schutzstaffel (SS) đã trực tiếp hoặc gián tiếp gây ra cái chết của ít nhất 11 triệu thường dân, trong đó có 5,5 đến 6 triệu người Do Thái (tương đương khoảng 2/3 dân số Do Thái châu Âu) và từ 200.000 đến 1.500.000 người Di-gan. Rất nhiều người đã bỏ mạng trong các trại tập trung, trại hủy diệt, ghetto hoặc bị Einsatzgruppe xử bắn tập thể. Phần lớn nạn nhân Holocaust bị giết bằng khí độc, số khác thì chết vì đói, bệnh tật, hoặc do làm việc quá sức. Ngoài kế hoạch diệt chủng người Do Thái, chính quyền quốc xã còn lên kế hoạch bỏ đói 30 triệu dân Đông Âu bằng Hungerplan (Kế hoạch bỏ đói). Lương thực sẽ được phân phối cho quân đội và thường dân Đức. Thành thị sẽ bị san phẳng rồi lấy đất để trồng cây gây rừng hoặc để người Đức tới định cư. Hai kế hoạch Hungerplan và Generalplan Ost kết hợp với nhau dự kiến sẽ khiến 80 triệu dân Liên Xô chết đói. Tuy nhiên, do mới chỉ được hoàn thành một phần vào thời điểm Đức Quốc Xã đầu hàng năm 1945 nên hai kế hoạch trên mới "chỉ" khiến khoảng 19,3 triệu thường dân và tù binh thiệt mạng.
Những nạn nhân khác của các chính sách của Hitler bao gồm gần hai triệu thường dân Ba Lan không phải là người Do Thái, hơn ba triệu tù binh Liên Xô, các đối thủ chính trị, người đồng tính, người khiếm khuyết về trí tuệ và thể trạng, tín hữu Nhân chứng Jehovah, tín hữu Cơ đốc Phục lâm và thành viên công đoàn. Hitler chưa từng phát biểu công khai về hoạt động tàn sát và có lẽ cũng chưa đến thăm các trại tập trung bao giờ.
Những người quốc xã hưởng ứng và áp dụng khái niệm thanh lọc chủng tộc. Ngày 15 tháng 9 năm 1935, Hitler trình hai dự luật trước Quốc hội Đức, gọi là các luật Nürnberg. Hai luật này ngăn cấm các hành vi quan hệ tình dục và hôn nhân giữa người Do Thái và người Arya, về sau mở rộng sang các đối tượng "người Di-gan, người da đen hoặc con hoang của bọn họ". Luật còn tước bỏ tư cách công dân Đức của tất cả những người phi Arya và cấm phụ nữ phi Do Thái dưới 45 tuổi vào làm việc trong các gia đình Do Thái. Ngoài ra, Đức Quốc Xã còn thực hiện chương trình Aktion Brandt để hiện thực hóa chính sách ưu sinh nhắm vào trẻ em khuyết tật. Sau này, Hitler còn đích thân ủy quyền tiến hành một chương trình an tử gọi là Aktion T4 để kết liễu những người trưởng thành khuyết tật về mặt trí tuệ hoặc thể chất.

## Chính sách xây dựng Đức Quốc Xã

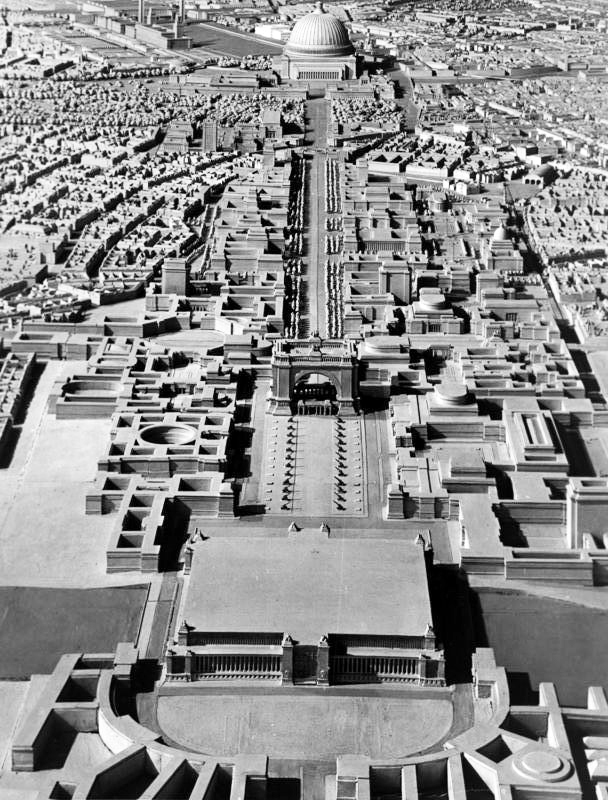
Mô hình thủ đô thế giới Germania do Albert Speer thiết kế. Xa phía sau là Hội trường Volkshalle cao 290 mét nằm bên bờ sông Spree

Kể từ năm 1933, Hitler theo đuổi tham vọng biến Berlin trở thành "Thủ đô của Đế chế German dân tộc Đức" mang tên Germania – một Welthauptstadt (Thủ đô của thế giới). Albert Speer, người có công trong việc thực hiện diễn giải lại văn hóa Đức theo chủ nghĩa cổ điển của Hitler, được giao trọng trách đề ra các phương án cải tạo kiến trúc Germania. Trong quá trình lên kế hoạch, Speer phác thảo một Führerpalast (Dinh lãnh tụ) khổng lồ nằm bên sông Spree cho Hitler, người thường thể hiện mình là một người cần kiệm liêm chính trước công chúng. Trong số những công trình được lên kế hoạch, chỉ có phủ thủ tướng hoàn thành và đi vào sử dụng năm 1939. Germania dự kiến sẽ được bao quanh bởi một vành đai Autobahn, cắt ngang bởi hai con đường thẳng tắp theo trục nam–bắc thích hợp cho các buổi duyệt binh do chúng không giao nhau với bất kỳ con đường nào khác. Hầm chui dưới hai con đường này được khởi công năm 1939 song bị ngừng vào năm 1942 do thiếu nguyên vật liệu. Hitler tự nhận mình là một "kiến trúc sư xuất sắc" đã xây dựng nên Khu Đại hội Đảng Quốc Xã ở Nürnberg. Trong quá trình lập kế hoạch, Hitler đích thân đề xuất nhiều ý tưởng, bản phác thảo và thường xuyên ghé thăm công trường, nhưng rốt cuộc ông chỉ phê duyệt sáng kiến từ các cơ quan khác của Đảng Quốc Xã.

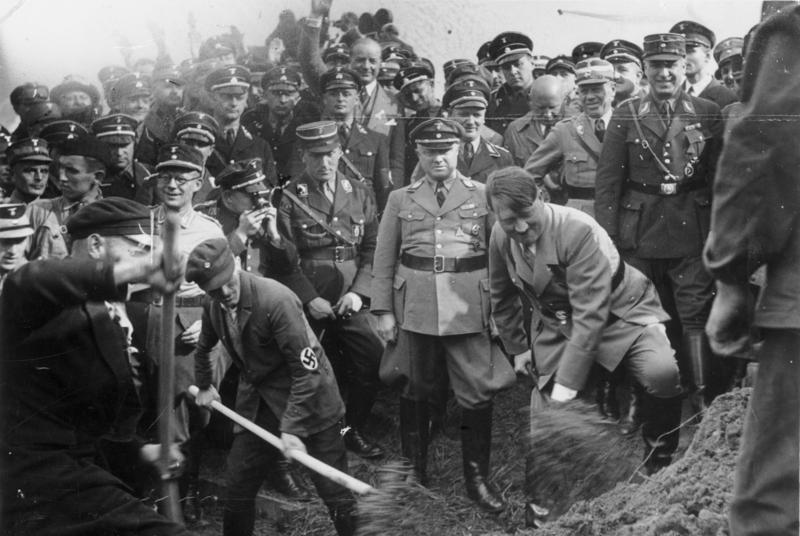
Hitler xúc đất tại lễ khởi công tuyến đường Reichsautobahn nối Frankfurt am Main và Darmstadt-Mannheim

Dưới thời Hitler, mạng lưới đường Reichsautobahn được mở rộng trên quy mô lớn trong khuôn khổ Hitler-Programm với mục tiêu xóa bỏ nạn thất nghiệp hàng loạt. Thông qua một buổi lễ khởi công tổ chức vào ngày 23 tháng 9 năm 1933, Hitler tự phong là người khai sinh ra hệ thống Autobahn. Tuy nhiên trên thực tế thì trước năm 1933, nước Đức đã có hai Autobahn đi vào hoạt động cùng nhiều tuyến đường khác được lên kế hoạch. Chính quyền quốc xã tuyên bố rằng họ đã giải quyết quốc nạn thất nghiệp vì chương trình mở rộng mạng lưới Autobahn đã tạo công ăn việc làm cho khoảng 600.000 người. Tuy nhiên phần lớn sử gia ngày nay đều đồng thuận với nhau rằng số người trong lực lượng xây dựng trên thực tế chưa bao giờ vượt ngưỡng 150.000. Phần lớn công nhân đều bị ép nhận mức lương thấp, ai từ chối tham gia sẽ bị đưa vào trại tập trung. Hitler ban đầu đặt ra chỉ tiêu phải hoàn thành 1.000 km Autobahn mỗi năm. Tuy nhiên con số này chỉ đạt được trong giai đoạn 1936 - 1938, đến năm 1942 thì hầu như mọi dự án cầu đường đều phải dừng hẳn để phục vụ cho nền kinh tế chiến tranh. Tuy không thể hoàn thành lời hứa phát triển hệ thống giao thông nhưng đến tận năm 1945, Hitler vẫn ngộ nhận rằng ông đã thành công loại bỏ nạn thất nghiệp từ năm 1938 bằng các dự án Autobahn.

## Phong cách lãnh đạo

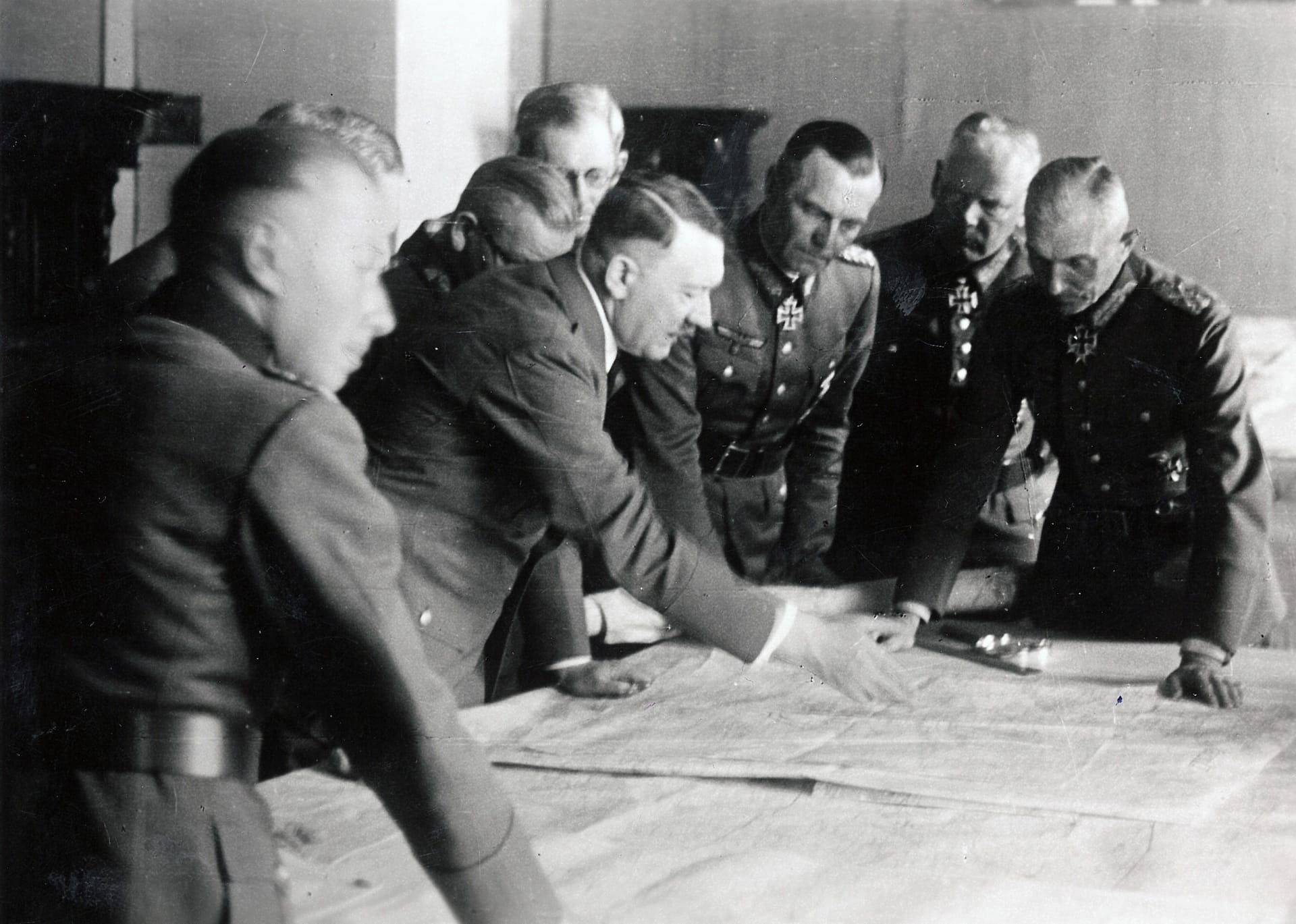
Hitler trong một buổi mít tinh tại đại bản doanh Cụm tập đoàn quân Nam vào tháng 6 năm 1942

Áp dụng Führerprinzip (Nguyên tắc lãnh tụ), Hitler cai trị Đảng Quốc Xã một cách chuyên chế. Nguyên tắc này dựa vào sự phục tùng tuyệt đối của mọi cấp dưới đối với cấp trên. Hitler xem cấu trúc chính phủ là một kim tự tháp, còn ông là lãnh tụ tối cao đứng trên đỉnh. Chức vụ trong đảng không được định hình thông qua các cuộc bầu cử, mà các vị trí đều do một cấp trên đề bạt và bổ nhiệm. Những người này phải chấp hành mọi mệnh lệnh, ý chí của Hitler trong mọi hoàn cảnh. Phong cách lãnh đạo của Hitler là đưa ra những mệnh lệnh mâu thuẫn, nghĩa vụ và trách nhiệm của các thuộc cấp ít nhiều bị trùng, để có được "người tốt nhất làm được việc". Bằng cách này, Hitler nuôi dưỡng sự ngờ vực, cạnh tranh và đấu đá nội bộ giữa các cấp dưới để củng cố và tối đa hóa quyền lực của chính mình. Sau năm 1938, Nội các Hitler không hội họp bất kỳ một lần nào nữa và bản thân ông không khuyến khích các bộ trưởng nhóm họp riêng với nhau. Hitler thường không đưa ra mệnh lệnh bằng văn bản mà trực tiếp bằng lời nói, hoặc thông qua cộng sự thân cận Martin Bormann. Ông giao cho Bormann phụ trách công việc bàn giấy, sắp xếp các cuộc hẹn và quản lý tài chính cá nhân của mình. Với vị trí này, mọi luồng thông tin và việc tiếp cận Hitler đều do một tay Bormann kiểm soát.
Trong Chiến tranh thế giới thứ hai, không một nhà lãnh đạo nào kiểm soát nỗ lực tham chiến nước nhà nhiều như Hitler. Ông giành quyền kiểm soát lực lượng vũ trang vào năm 1938 sau khi loại bỏ Thống chế Werner von Blomberg, từ đó tự đưa ra tất cả các quyết định quan trọng liên quan đến chiến lược quân sự của Đức. Nhiều quyết định của ông, bao gồm việc thực hiện một loạt các cuộc tấn công mạo hiểm vào Na Uy, Pháp và các nước Vùng đất thấp trái với lời khuyên của bộ chỉ huy quân đội, đều tỏ ra thành công. Tuy nhiên, những chiến lược ngoại giao và quân sự mà ông sử dụng nhằm giữ Anh Quốc nằm ngoài vòng chiến đều thất bại. Hitler can thiệp sâu hơn vào nỗ lực tham chiến bằng cách tự bổ nhiệm mình làm Tổng tư lệnh quân đội vào tháng 12 năm 1941. Kể từ thời điểm này, Hitler đích thân chỉ đạo cuộc chiến với Liên Xô trong khi các tướng tá quân sự vẫn giữ quyền tự quyết nhất định trong cuộc chiến với Anh và Hoa Kỳ. Mệnh lệnh của Hitler ngày càng trở nên xa rời thực tế khi cục diện của cuộc chiến đảo chiều. Việc Hitler ra quyết định chậm chạp hoặc ra lệnh cố thủ ở những vị trí bất lợi khiến chiến lược phòng thủ của quân đội Đức bị cản trở. Dẫu vậy Hitler vẫn luôn tin rằng chỉ có sự lãnh đạo của mình mới có thể mang lại thắng lợi chung cuộc cho nước Đức. Trong những ngày tháng cuối cùng của cuộc chiến, Hitler từ chối đàm phán hòa bình, cho rằng thà thấy nước Đức bị hủy diệt còn hơn đầu hàng. Quân đội Đức không những không phản đối cố gắng kiểm soát nỗ lực chiến tranh của Hitler mà các sĩ quan cấp cao còn thường ủng hộ và ban hành những mệnh lệnh của ông.

## Đời tư

### Gia đình

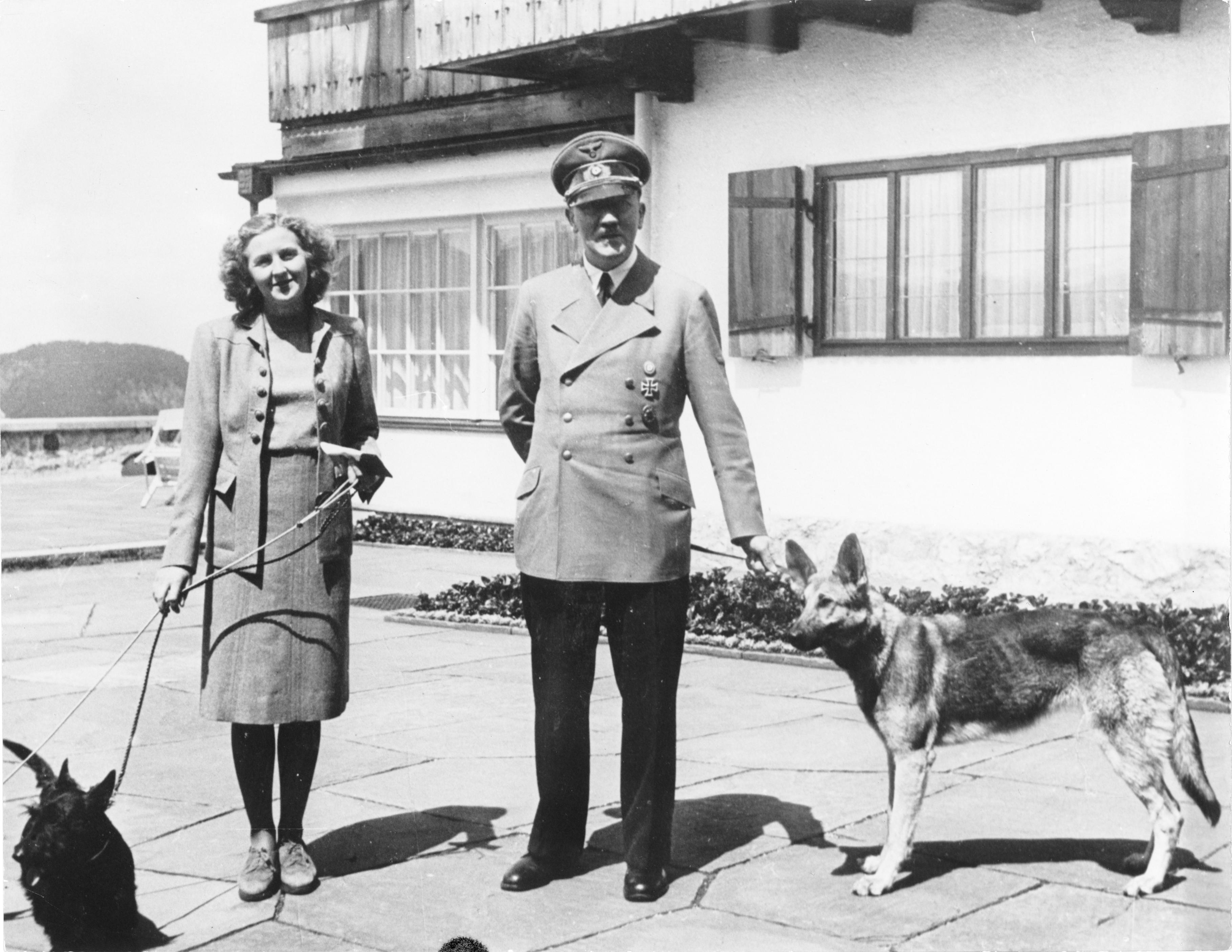
Hitler bên người tình Eva Braun vào năm 1942.

Trước công chúng, Hitler tạo dựng hình ảnh một người đàn ông độc thân không màng tới chuyện gia đình, dành cả sự nghiệp cống hiến cho sứ mệnh chính trị của bản thân và quốc gia. Giữa những năm 1926 và 1931, Hitler có mối quan hệ tốt với Maria Reiter nhưng ông đã từ chối lời tỏ tình của bà.
Năm 1928, ông thuê một căn nhà ở phường Obersalzberg thuộc thị xã Berchtesgaden và đưa chị gái cùng cha khác mẹ là Angela Raubal cùng hai người cháu gái là Geli và Elfriede tới sống. Năm 1929, Hitler chuyển Geli tới sống trong căn hộ của ông ở München và ép cô phải cắt đứt mối quan hệ yêu đương với Emil Maurice, tài xế riêng của Hitler. Tháng 9 năm 1931, Geli tự kết liễu đời mình bằng khẩu súng cá nhân của Hitler. Nhiều người đương thời cho rằng hai cậu cháu có mối quan hệ tình ái, và cái chết của cô đã khiến Hitler phải đau khổ trong suốt một quãng thời gian dài. Người em gái Paula Hitler là thành viên cuối cùng còn sống trong gia đình trực hệ của Hitler, đã qua đời vào tháng 6 năm 1960.
Hitler gặp ý trung nhân Eva Braun lần đầu vào năm 1929. Kể từ tháng 1 năm 1932, hai người được cho là bắt đầu có tình cảm với nhau. Tuy nhiên, Hitler từ chối kết hôn với Braun khiến bà trở nên đau khổ và tìm cách tự sát. Sau sự kiện đó, Hitler và Braun chính thức thành một cặp, nhưng ông vẫn giữ kín chuyện yêu đương với công chúng đến tận lúc qua đời. Hitler kết hôn với Braun vào ngày 29 tháng 4 năm 1945, chỉ một ngày trước khi cả hai tự sát.

### Quan điểm tôn giáo
Hitler sinh ra trong gia đình có mẹ là tín đồ Công giáo sùng đạo còn cha là một người chống giáo hội. Sau khi rời nhà, ông không còn dự thánh lễ hay nhận bí tích. Trong hồi ký của mình, Albert Speer kể rằng Hitler thường chê bai giáo hội khi nói chuyện với các cộng sự chính trị. Mặc dù chưa bao giờ chính thức rời khỏi giáo hội Công giáo nhưng ông không mấy mặn mà với tổ chức này. Speer nói thêm rằng Hitler có cảm giác nếu thiếu đi một tôn giáo có tổ chức thì mọi người sẽ chuyển sang chủ nghĩa thần bí, mà ông lại cho rằng đây là một bước thụt lùi. Một số ghi chép về đời sống cá nhân cho thấy Hitler ngưỡng mộ Thần đạo. Theo Speer, Hitler tin rằng tín ngưỡng tôn giáo Nhật Bản này, hoặc chí ít là Hồi giáo, sẽ hợp với người Đức hơn là Kitô giáo "nhu mì và uỷ mị".
Sử gia John S. Conway phát biểu rằng về cơ bản Hitler chống lại các giáo hội Kitô. Theo Bullock, Hitler không tin vào Chúa. Ông là một người chống giáo hội và khinh miệt đạo lý Kitô giáo vì cho rằng những thứ này đi ngược lại quan niệm "kẻ sống sót phù hợp nhất" mà ông ưa thích. Hitler ủng hộ các khía cạnh của đạo Tin Lành phù hợp với quan điểm của bản thân và chấp nhận một số yếu tố của giáo hội Công giáo, bao gồm một tổ chức có thứ bậc, sự phụng vụ và ngữ cú.

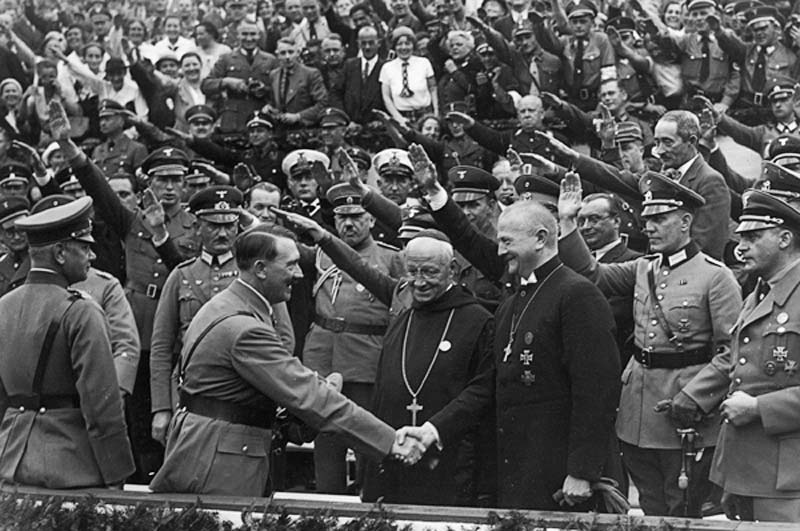
Hitler bắt tay với các chức sắc Công giáo ở Đức những năm 1930.

Đối với Hitler, giáo hội như một tác nhân chính trị bảo thủ quan trọng ảnh hưởng đến xã hội. Ông chấp nhận một mối quan hệ chiến lược giữa đôi bên, "phù hợp cho những mục tiêu chính trị trước mắt" của mình. Trước công chúng, Hitler thường ca ngợi giáo hội Kitô giáo và văn hóa Kitô giáo Đức, nhưng đồng thời vẫn muốn có một "Giê-su người Arya" chiến đấu chống lại người Do Thái. Tuy vậy, mọi lời lẽ công khai ủng hộ Kitô giáo của Hitler đều mâu thuẫn với những phát biểu riêng tư của ông mô tả tôn giáo này là "ngu xuẩn" và "nhảm nhí".
Theo bản báo cáo "The Nazi Master Plan" của Cơ quan Tình báo chiến lược Hoa Kỳ (OSS), Hitler dự định triệt tiêu ảnh hưởng của các giáo hội Kitô giáo trong phạm vi nước Đức. Mục tiêu cuối cùng mà Hitler hướng đến là xóa bỏ hoàn toàn tôn giáo này. Mục tiêu này đã định hướng những bước đi của Hitler từ rất sớm, tuy nhiên ông thấy rằng việc bày tỏ quan điểm cực đoan này một cách công khai là không thích hợp. Theo Bullock, Hitler muốn chờ chiến tranh kết thúc rồi mới thực hiện kế hoạch này.
Speer viết rằng Hitler có cái nhìn tiêu cực về ý niệm thần bí của Alfred Rosenberg và Himmler, đặc biệt đối với nỗ lực thần bí hóa SS của Himmler. Hitler thực tế hơn và chú trọng vào những vấn đề thiết thực hơn.

### Sức khỏe
Các nhà nghiên cứu đưa ra những chẩn đoán bệnh lý học khác nhau dành cho Hitler, cho rằng ông mắc phải một số loại bệnh như hội chứng ruột kích thích, bệnh da liễu, rối loạn nhịp tim, xơ vữa động mạch, bệnh Parkinson, giang mai, viêm động mạch tế bào khổng lồ và ù tai. Trong bản báo cáo sửa soạn cho Cơ quan Tình báo chiến lược Hoa Kỳ năm 1943, nhà phân tích tâm lý Walter C. Langer của Đại học Harvard mô tả Hitler là một "gã tâm thần rối loạn thần kinh". Trong cuốn The Psychopathic God: Adolf Hitler, sử gia Robert G. L. Waite cho rằng Hitler có thể bị rối loạn nhân cách ranh giới. Hai sử gia Henrik Eberle và Hans-Joachim Neumann cho rằng tuy mắc một số bệnh, bao gồm cả bệnh Parkinson, nhưng Hitler không cảm nhận ảo giác bệnh lý, luôn nhận thức đầy đủ và do đó chịu trách nhiệm về mọi hành vi của mình. Các giả thuyết về tình trạng sức khỏe của Hitler đều rất khó để chứng minh. Việc dồn sự chú ý vào chúng có thể khiến người ta cho rằng sự suy giảm sức khỏe thể chất của Hitler là tác nhân cho những sự kiện và hậu quả mà Đức Quốc Xã gây ra. Kershaw cảm thấy rằng mọi người nên nhìn nhận lịch sử nước Đức một cách bao quát hơn, bằng cách nghiên cứu các chính sách của chế độ Quốc Xã và xem xét, liệu những sức mạnh xã hội nào đã đặt nền móng cho chế độ độc tài này. Vậy sẽ tốt hơn là tìm cách lý giải hạn hẹp cho Holocaust và Chiến tranh thế giới thứ hai chỉ căn cứ vào một cá nhân duy nhất.
Tại thời điểm nào đó trong thập niên 1930, Hitler bắt đầu chuyển sang chế độ ăn mới, chủ yếu là thức ăn chay. Từ năm 1942, ông tránh tất cả các món thịt và cá. Tại các sự kiện xã hội, đôi lúc ông cho các khách mời dự tiệc xem hình chụp cảnh giết mổ, sát hại động vật nhằm khiến họ xa lánh các món thịt. Bormann có một ngôi nhà kính gần Berghof (gần Berchtesgaden) để đảm bảo nguồn cung trái cây và rau quả tươi ổn định cho Hitler.
Hitler từ bỏ thức uống có cồn vào khoảng thời gian ông chuyển sang chế độ ăn chay và sau đó chỉ thỉnh thoảng uống bia hoặc rượu vào những dịp xã giao. Thời trẻ, Hitler từng hút rất nhiều thuốc (25 đến 40 điếu mỗi ngày) nhưng về sau cũng bỏ, gọi thói quen này là "một sự lãng phí tiền bạc". Ông cũng khuyến khích các cộng sự thân cận của mình bỏ thuốc bằng cách tặng đồng hồ vàng cho những ai có thể từ bỏ được thói quen này. Hitler bắt đầu sử dụng một ít hồng phiến (amphetamin) từ sau năm 1937 và đến cuối năm 1942 thì trở nên phụ thuộc vào chất kích thích này. Speer cho rằng lối hành xử ngày một thất thường và những quyết định cứng nhắc mà Hitler đề ra (chẳng hạn ông hiếm khi cho phép quân đội rút lui) ít nhiều là do tác dụng của hồng phiến.
Trong những năm chiến tranh, Hitler được bác sĩ riêng Theodor Morell kê tới 90 loại thuốc khác nhau. Ông uống nhiều viên mỗi ngày để điều trị các bệnh mãn tính về dạ dày cũng như các chứng bệnh khác. Ông thường xuyên sử dụng các chất kích thích như hồng phiến, barbiturat, thuốc có thuốc phiện và cocain, cũng như kali bromide và atropa belladonna. Vụ đánh bom ám sát ngày 20 tháng 7 năm 1944 khiến Hitler bị vỡ màng nhĩ và bị 200 mảnh gỗ vụn găm vào chân. Các thước phim thời sự về Hitler cho thấy tay trái ông bị run và có dáng đi lê chân. Những biểu hiện này bắt đầu xuất hiện từ những năm trước chiến tranh và trầm trọng hơn vào những ngày tháng cuối đời. Ernst-Günther Schenck cũng như một số bác sĩ từng gặp Hitler trong những tuần cuối cùng trước khi chết đều chẩn đoán ông mắc bệnh Parkinson.

## Di sản
Vì hòa bình, tự do

và dân chủ

chủ nghĩa phát xít, không bao giờ nữa

hàng triệu nhân mạng nhắc [chúng ta]

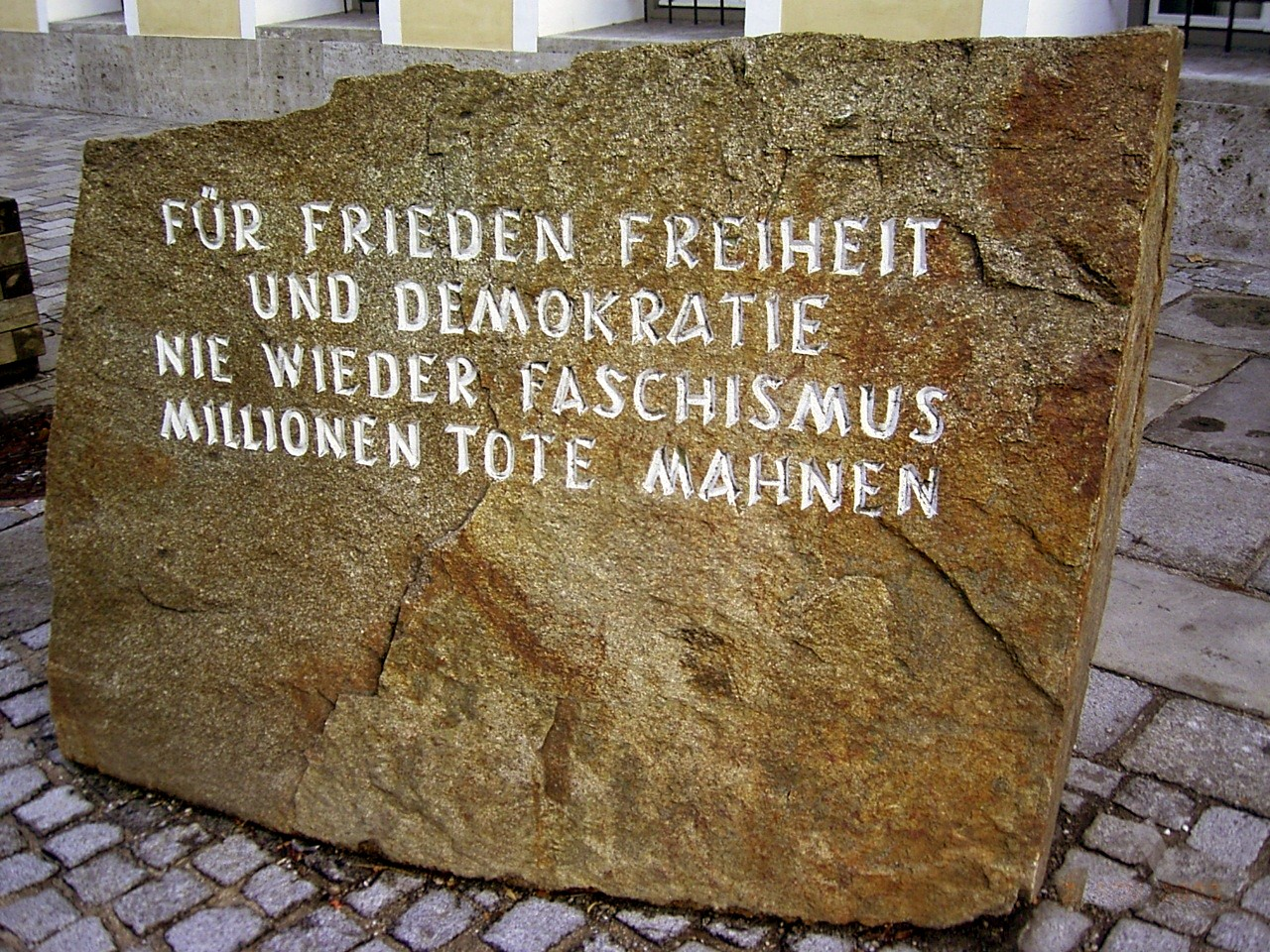
Tảng đá tưởng niệm nằm trước cửa nhà nơi Hitler sinh ra tại Braunau am Inn. Dòng chữ khắc tạm dịch như sau:
Vì hòa bình, tự do
và dân chủ
chủ nghĩa phát xít, không bao giờ nữa
hàng triệu nhân mạng nhắc [chúng ta]

Việc Hitler tự sát được người đương thời ví như "bùa mê" được giải. Sự ủng hộ của quần chúng dành cho Hitler đã sụp đổ vào thời điểm ông qua đời và không nhiều người Đức tiếc thương sự ra đi của ông. Kershaw cho rằng hầu hết thường dân và quân nhân ai cũng tối mặt tối mũi lo giải quyết hậu quả chiến tranh hoặc trốn chạy trước bom đạn, không còn thời gian để lo nghĩ đến chuyện khác. Theo sử gia John Toland, chủ nghĩa quốc gia xã hội đã "vỡ tung như bong bóng" khi mất đi người lãnh đạo.
Kershaw mô tả Hitler là "hiện thân của cái ác chính trị hiện đại" và bổ sung thêm rằng "chưa bao giờ trong lịch sử, sự hủy diệt – [về mặt] thể chất lẫn đạo đức – lại gắn liền với tên tuổi của một con người như vậy". Đường lối chính trị của Hitler đã dẫn đến một cuộc chiến tranh thế giới, để lại một vùng Đông và Trung Âu bị tàn phá và kiệt quệ. Bản thân nước Đức bị tàn phá nặng nề, thời điểm này còn được sử gọi là Stunde Null (Lúc 0 giờ). Các chính sách của Hitler mang tới cảnh đau thương tang tóc cho nhân loại ở quy mô chưa từng thấy. Theo nhà chính trị học R. J. Rummel, chế độ Quốc Xã là thủ phạm diệt chủng ước tính 19.3 triệu thường dân và tù binh. Bên cạnh đó, 28,7 triệu binh lính và dân thường đã thiệt mạng bởi tác động trực tiếp của các hoạt động quân sự ở chiến trường châu Âu của Thế chiến II. Với số thương vong vô tiền khoáng hậu, Thế chiến thứ hai là cuộc xung đột đẫm máu nhất lịch sử nhân loại. Các sử gia, triết gia, và chính trị gia thường dùng từ "ác quỷ" để mô tả chế độ quốc xã. Trong thời đại ngày nay, mọi hành vi cổ xúy chủ nghĩa quốc xã lẫn phủ nhận Holocaust đều bị nhiều nước châu Âu coi là phạm pháp và có thể bị truy tố hình sự.
Sử gia người Đức Friedrich Meinecke mô tả Hitler là "một trong những ví dụ tiêu biểu nhất về sức mạnh phi thường và khôn lường của nhân cách trong đời sống lịch sử". Sử gia người Anh Hugh Trevor-Roper xem ông là "kẻ chinh phạt có hệ thống nhất, biến thiên nhất, triết lý nhất, đồng thời cũng bất nhã nhất, hung tàn nhất, gian trá nhất mà nhân loại từng biết đến". Theo sử gia John M. Roberts, thất bại của Hitler đã đánh dấu chấm hết của một giai đoạn lịch sử châu Âu do Đức thống trị. Thế giới bước vào kỷ nguyên mới mang tên Chiến tranh Lạnh, một cuộc đối đầu giữa Khối phía Tây dẫn đầu bởi Hoa Kỳ và các nước NATO khác và Khối phía Đông do Liên Xô chi phối. Sử gia Sebastian Haffner quả quyết rằng nếu không có Hitler và hoạt động chuyển dịch dân Do Thái thì nhà nước Israel ngày nay sẽ không tồn tại. Ông cũng cho rằng nếu không có Hitler, quá trình phi thực dân hóa các vùng ảnh hưởng của châu Âu trước đây sẽ bị trì hoãn. Thêm vào đó Haffner còn khẳng định rằng ngoài Alexandros Đại đế ra, tầm ảnh hưởng của Hitler lớn hơn bất kỳ nhân vật lịch sử nào khác vì Hitler đã gây ra một loạt thay đổi trên toàn thế giới chỉ trong một quãng thời gian tương đối ngắn.

### Ấn phẩm
- Aigner, Dietrich (1985). "Hitler's ultimate aims – a programme of world dominion?". Trong Koch, H.W (biên tập). Aspects of the Third Reich [Các khía cạnh của Đế chế Thứ ba] (bằng tiếng Anh). Luân Đôn: MacMillan. ISBN 978-0-312-05726-8.
- Doyle, D (tháng 2 năm 2005). "Adolf Hitler's medical care". Journal of the Royal College of Physicians of Edinburgh (bằng tiếng Anh). Quyển 35 số 1. tr. 75–82. PMID 15825245.
- Bauer, Yehuda (2000). Rethinking the Holocaust [Suy tính lại về Holocaust] (bằng tiếng Anh). Yale University Press. tr. 5. ISBN 978-0-300-08256-2.
- Beevor, Antony (2002). Berlin: The Downfall 1945 [Berlin thất thủ 1945] (bằng tiếng Anh). Luân Đôn: Viking-Penguin Books. ISBN 978-0-670-03041-5.
- Bendersky, Joseph W (2000). A History of Nazi Germany: 1919–1945 [Lịch sử Đức Quốc Xã: 1919–1945] (bằng tiếng Anh). Rowman & Littlefield. ISBN 978-1-4422-1003-5.
- Bloch, Michael (1992). Ribbentrop (bằng tiếng Anh). New York: Crown Publishing. ISBN 978-0-517-59310-3.
- Bonney, Richard (2001). "The Nazi Master Plan, Annex 4: The Persecution of the Christian Churches" (PDF). Rutgers Journal of Law and Religion (bằng tiếng Anh). Truy cập ngày 7 tháng 6 năm 2011.
- Bracher, Karl Dietrich (1970). The German Dictatorship [Chế độ độc tài Đức] (bằng tiếng Anh). Jean Steinberg biên dịch. New York: Penguin Books. ISBN 978-0-14-013724-8.
- Bracher, Karl Dietrich; Schulz, Gerhard; Sauer, Wolfgang (1962). Die nationalsozialistische Machtergreifung: Studien zur Errichtung des totalitären Herrschaftssystems in Deutschland 1933/34 [Đức Quốc Xã lên nắm quyền: Nghiên cứu về sự thiết lập chế độ cai trị toàn trị ở Đức 1933/34] (bằng tiếng Đức) (ấn bản thứ 2). Berlin: Westdeutscher Verlag.
- Bullock, Alan (1962) [1952]. Hitler: A Study in Tyranny [Hitler: Nghiên cứu về sự cai trị của bạo chúa] (bằng tiếng Anh). Luân Đôn: Penguin Books. ISBN 978-0-14-013564-0.
- Bullock, Alan (1999) [1952]. Hitler: A Study in Tyranny (bằng tiếng Anh). New York: Konecky & Konecky. ISBN 978-1-56852-036-0.
- Butler, Ewan; Young, Gordon (1989). The Life and Death of Hermann Göring [Cuộc đời và cái chết của Hermann Göring] (bằng tiếng Anh). Newton Abbot, Devon: David & Charles. ISBN 978-0-7153-9455-7.
- Carr, William (1972). Arms, Autarky and Aggression (bằng tiếng Anh). Luân Đôn: Edward Arnold. ISBN 978-0-7131-5668-3.
- Conway, John S. (1968). The Nazi Persecution of the Churches 1933–45 (bằng tiếng Anh). Luân Đôn: Weidenfeld & Nicolson. ISBN 978-0-297-76315-4.
- Crandell, William F. (1987). "Eisenhower the Strategist: The Battle of the Bulge and the Censure of Joe McCarthy". Presidential Studies Quarterly (bằng tiếng Anh). Quyển 17 số 3. tr. 487–501. JSTOR 27550441.
- Deighton, Len (2008). Fighter: The True Story of the Battle of Britain (bằng tiếng Anh). New York: Random House. ISBN 978-1-84595-106-1.
- Del Testa, David W; Lemoine, Florence; Strickland, John (2003). Government Leaders, Military Rulers, and Political Activists (bằng tiếng Anh). Greenwood Publishing Group. tr. 83. ISBN 978-1-57356-153-2.
- Dietzfelbinger, Eckart; Liedtke, Gerhard (2004). Nürnberg - Ort der Massen: das Reichsparteitagsgelände: Vorgeschichte und schwieriges Erbe (bằng tiếng Đức). Berlin: Ch. Links Verlag. ISBN 978-3-86153-322-1. OCLC 249930143.
- Dollinger, Hans (1995) [1965]. The Decline and Fall of Nazi Germany and Imperial Japan: A Pictorial History of the Final Days of World War II (bằng tiếng Anh). New York: Gramercy. ISBN 978-0-517-12399-7.
- Dorland, Michael (2009). Cadaverland: Inventing a Pathology of Catastrophe for Holocaust Survival: The Limits of Medical Knowledge and Memory in France. Tauber Institute for the Study of European Jewry series (bằng tiếng Anh). Waltham, Mass: University Press of New England. ISBN 1-58465-784-7.
- Downing, David (2005). The Nazi Death Camps [Các trại tử thần của Đức Quốc Xã]. World Almanac Library of the Holocaust (bằng tiếng Anh). Gareth Stevens. ISBN 978-0-8368-5947-8.
- Drimmel, Heinrich (1977). Gott erhalte: Biographie einer Epoche (bằng tiếng Đức). Viên; München: Amalthea. ISBN 978-3-85002-072-5.
- Ellis, John (1993). World War II Databook: The Essential Facts and Figures for All the Combatants (bằng tiếng Anh). Luân Đôn: Aurum. ISBN 1-85410-254-0.
- Evans, Richard J. (2003). The Coming of the Third Reich (bằng tiếng Anh). Penguin Group. ISBN 978-0-14-303469-8.
- Evans, Richard J. (2005). The Third Reich in Power (bằng tiếng Anh). New York: Penguin Group. ISBN 978-0-14-303790-3.
- Evans, Richard J. (2008). The Third Reich At War (bằng tiếng Anh). New York: Penguin Group. ISBN 978-0-14-311671-4.
- Faensen, Hubert (2001). Seidel, Leo (biên tập). Hightech für Hitler: die Hakeburg - vom Forschungszentrum zur Kaderschmiede (bằng tiếng Đức). Berlin: Ch. Links Verlag. ISBN 978-3-86153-252-1. OCLC 50273087.
- Fest, Joachim C. (1970). The Face of the Third Reich (bằng tiếng Anh). Luân Đôn: Weidenfeld & Nicolson. ISBN 978-0-297-17949-8.
- Fest, Joachim C. (1974) [1973]. Hitler (bằng tiếng Anh). Luân Đôn: Weidenfeld & Nicolson. ISBN 978-0-297-76755-8.
- Fest, Joachim C. (1977) [1973]. Hitler (bằng tiếng Anh). Harmondsworth: Penguin. ISBN 978-0-14-021983-8.
- Fest, Joachim C. (2002) [1973]. Hitler: eine Biographie [Tiểu sử Hitler] (bằng tiếng Đức). Frankfurt am Main: Propyläen. ISBN 3-549-07172-8.
- Fischer, Klaus P. (1995). Nazi Germany: A New History (bằng tiếng Anh). Luân Đôn: Constable and Company. ISBN 978-0-09-474910-8.
- Fromm, Erich (1977) [1973]. The Anatomy of Human Destructiveness (bằng tiếng Anh). Luân Đôn: Penguin Books. ISBN 978-0-14-004258-0.
- Fulda, Bernhard (2009). Press and Politics in the Weimar Republic [Báo chí và chính trị thời Cộng hoà Weimar] (bằng tiếng Anh). Oxford University Press. ISBN 978-0-19-954778-4.
- Gellately, Robert (1996). "Phân tích: Vom Generalplan Ost zum Generalsiedlungsplan by Czeslaw Madajczyk. Der "Generalplan Ost". Hauptlinien der nationalsozialistischen Planungs- und Vernichtungspolitik by Mechtild Rössler; Sabine Schleiermacher". Central European History (bằng tiếng Đức). Quyển 29 số 2. tr. 270–274. doi:10.1017/S0008938900013170.
- Gellately, Robert (2001). Social Outsiders in Nazi Germany (bằng tiếng Anh). Princeton, NJ: Princeton University Press. ISBN 978-0-691-08684-2.
- Ghaemi, Nassir (2011). A First-Rate Madness: Uncovering the Links Between Leadership and Mental Illness (bằng tiếng Anh). New York: Penguin Publishing Group. ISBN 978-1-101-51759-8.
- Goeschel, Christian (2018). Mussolini and Hitler: The Forging of the Fascist Alliance [Mussolini và Hitler: Quá trình hình thành liên minh phát xít] (bằng tiếng Anh). New Haven; Luân Đôn: Yale University Press. ISBN 978-0-300-17883-8.
- Goldhagen, Daniel (1996). Hitler's Willing Executioners: Ordinary Germans and the Holocaust (bằng tiếng Anh). New York: Knopf. ISBN 978-0-679-44695-8.
- Haffner, Sebastian (1979). The Meaning of Hitler (bằng tiếng Anh). Cambridge, MA: Harvard University Press. ISBN 0-674-55775-1.
- Görtemaker, Heike B. (2010). Eva Braun: Leben mit Hitler [Eva Braun: Chung sống với Hitler] (bằng tiếng Đức). München: C.H.Beck. ISBN 978-3-406-58514-2.
- Hakim, Joy (1995). War, Peace, and All That Jazz. A History of US (bằng tiếng Anh). Quyển 9. New York: Oxford University Press. ISBN 978-0-19-509514-2.
- Halperin, Samuel William (1965) [1946]. Germany Tried Democracy: A Political History of the Reich from 1918 to 1933 (bằng tiếng Anh). New York: W.W. Norton. ISBN 978-0-393-00280-5.
- Hamann, Brigitte (2010) [1999]. Hitler's Vienna: A Portrait of the Tyrant as a Young Man [Hitler ở Viên: Thời thanh niên của vị bạo chúa] (bằng tiếng Anh). Thomas Thornton dịch. Luân Đôn; New York: Tauris Parke Paperbacks. ISBN 978-1-84885-277-8.
- Hancock, Ian (2004). "Romanies and the Holocaust: A Reevaluation and an Overview". Trong Stone, Dan (biên tập). The Historiography of the Holocaust (bằng tiếng Anh). New York; Basingstoke: Palgrave Macmillan. ISBN 978-0-333-99745-1.
- Heck, Alfons (2001) [1985]. A Child of Hitler: Germany In The Days When God Wore A Swastika (bằng tiếng Anh). Phoenix, AZ: Renaissance House. ISBN 978-0-939650-44-6.
- Hensle, Michael P. (2005). Benz, Wolfgang; Distel, Barbara (biên tập). "Die Verrechtlichung des Unrechts: Der legalistische Rahmen der nationalsozialistischen Verfolgung". Der Ort des Terrors. Geschichte der nationalsozialistischen Konzentrationslager (bằng tiếng Đức). Quyển 1. München: C.H. Beck.
- Herman, John (1980). "Soviet Peace Efforts on the Eve of World War Two: A Review of the Soviet Documents". Journal of Contemporary History (bằng tiếng Anh). Quyển 15 số 3. Sage Publications, Inc. tr. 577–602. ISSN 0022-0094. JSTOR 260419.
- Heston, Leonard L.; Heston, Renate (1980) [1979]. The Medical Casebook of Adolf Hitler: His Illnesses, Doctors, and Drugs (bằng tiếng Anh). New York: Stein and Day. ISBN 978-0-8128-2718-7.
- Hildebrand, Klaus (1973). The Foreign Policy of the Third Reich [Chính sách đối ngoại của Đệ tam Đế chế] (bằng tiếng Anh). Luân Đôn: Batsford. ISBN 978-0-7134-1126-3.
- Hitler, Adolf (1999) [1925]. Mein Kampf (bằng tiếng Anh). Ralph Manheim (dịch). Boston: Houghton Mifflin. ISBN 978-0-395-92503-4.
- ———; Trevor-Roper, Hugh (1988) [1953]. Hitler's Table-Talk, 1941–1945: Hitler's Conversations Recorded by Martin Bormann (bằng tiếng Anh). Oxford: Oxford University Press. ISBN 978-0-19-285180-2.
- Hitler, Adolf (2000) [1941–1944]. Hitler's Table Talk, 1941–1944 (bằng tiếng Anh). Luân Đôn: Enigma. ISBN 1-929631-05-7.
- Jetzinger, Franz (1976) [1956]. Hitler's Youth [Thời trai trẻ của Hitler] (bằng tiếng Anh). Westport, Conn: Greenwood Press. ISBN 978-0-8371-8617-7.
- Joachimsthaler, Anton (1999) [1995]. The Last Days of Hitler: The Legends, the Evidence, the Truth (bằng tiếng Anh). Helmut Bögler dịch. Luân Đôn: Brockhampton Press. ISBN 978-1-86019-902-8.
- Jones, Larry Eugene (1997). "Hindenburg and the Conservative Dilemma in the 1932 Presidential Elections". German Studies Review (bằng tiếng Anh). Quyển 20 số 2. tr. 235–259. doi:10.2307/1431947. JSTOR 1431947.
- Kee, Robert (1988). Munich: The Eleventh Hour (bằng tiếng Anh). Luân Đôn: Hamish Hamilton. ISBN 978-0-241-12537-3.
- Keegan, John (1987). The Mask of Command: A Study of Generalship (bằng tiếng Anh). Luân Đôn: Pimlico. ISBN 978-0-7126-6526-1.
- Keller, Gustav (2010). Der Schüler Adolf Hitler: die Geschichte eines lebenslangen Amoklaufs [Cậu học trò Adolf Hitler: Câu chuyện về một đời thịnh nộ] (bằng tiếng Đức). Münster: LIT. ISBN 978-3-643-10948-4.
- Kellogg, Michael (2005). The Russian Roots of Nazism White Émigrés and the Making of National Socialism, 1917–1945 (bằng tiếng Anh). Cambridge University Press. ISBN 978-0-521-84512-0.
- Kershaw, Ian (1999) [1998]. Hitler: 1889–1936: Hubris (bằng tiếng Anh). New York: W. W. Norton & Company. ISBN 978-0-393-04671-7.
- ——— (2000a) [1985]. The Nazi Dictatorship: Problems and Perspectives of Interpretation (bằng tiếng Anh) (ấn bản thứ 4). Luân Đôn: Arnold. ISBN 978-0-340-76028-4.
- ——— (2000b). Hitler, 1936–1945: Nemesis (bằng tiếng Anh). New York; Luân Đôn: W. W. Norton & Company. ISBN 978-0-393-32252-1.
- ——— (2008). Hitler: A Biography [Tiểu sử Hitler] (bằng tiếng Anh). New York: W. W. Norton & Company. ISBN 978-0-393-06757-6.
- ——— (2012). The End: Hitler's Germany, 1944–45 (bằng tiếng Anh) . Luân Đôn: Penguin. ISBN 978-0-14-101421-0.
- Knickerbocker, H. R. (1941). Is Tomorrow Hitler's? 200 Questions On the Battle of Mankind (bằng tiếng Anh). New York: Reynal & Hitchcock.
- Koch, H. W. (tháng 6 năm 1988). "Operation Barbarossa – The Current State of the Debate". The Historical Journal. Quyển 31 số 2. tr. 377–390. doi:10.1017/S0018246X00012930.
- Kolb, Eberhard (2005) [1984]. The Weimar Republic [Cộng hoà Weimar] (bằng tiếng Anh). Luân Đôn; New York: Routledge. ISBN 978-0-415-34441-8.
- ——— (1988) [1984]. The Weimar Republic (bằng tiếng Anh). New York: Routledge. ISBN 978-0-415-09077-3.
- Koltermann, Till Philip; Yasuko, Abe (2009). Der Untergang des Dritten Reiches im Spiegel der deutsch-japanischen Kulturbegegnung 1933–1945 [Sự sụp đổ của Đế chế Thứ ba phản ánh trong giao thoa văn hóa Đức–Nhật 1933–1945] (bằng tiếng Đức). Wiesbaden: Otto Harrassowitz Verlag. ISBN 978-3-447-06072-1. OCLC 1020290399.
- Kressel, Neil J. (2002). Mass Hate: The Global Rise Of Genocide And Terror (bằng tiếng Anh). Boulder: Basic Books. ISBN 978-0-8133-3951-1.
- Kubizek, August (2006) [1953]. The Young Hitler I Knew (bằng tiếng Anh). St. Paul, MN: MBI. ISBN 978-1-85367-694-9.
- Kurowski, Franz (2005). The Brandenburger Commandos: Germany's Elite Warrior Spies in World War II. Stackpole Military History series (bằng tiếng Anh). Mechanicsburg, PA: Stackpole Books. ISBN 978-0-8117-3250-5.
- Langer, Walter C. (1972) [1943]. The Mind of Adolf Hitler: The Secret Wartime Report (bằng tiếng Anh). New York: Basic Books. ISBN 978-0-465-04620-1.
- Larson, Erik (2011). In the Garden of Beasts: Love, Terror, and an American Family in Hitler's Berlin (bằng tiếng Anh). New York: Random House/Crown Publishing Group. ISBN 978-0-307-40884-6.
- Lichtheim, George (1974). Europe In The Twentieth Century [Châu Âu thế kỷ 20] (bằng tiếng Anh). Luân Đôn: Sphere Books. ISBN 978-0-351-17192-5.
- Linge, Heinz (2009) [1980]. With Hitler to the End: The Memoirs of Adolf Hitler's Valet [Hồi ký quản gia của Adolf Hitler] (bằng tiếng Anh). Viết tựa: Roger Moorhouse. New York: Skyhorse Publishing. ISBN 978-1-60239-804-7.
- Longerich, Peter (2019) [2015]. Hitler: Biographie [Cuộc đời Hitler] (bằng tiếng Anh). Oxford: Oxford University Press. ISBN 978-0-19-005673-5.
- ——— (2005). The Unwritten Order: Hitler's Role in the Final Solution (bằng tiếng Anh). History Press. ISBN 978-0-7524-3328-8.
- Maiolo, Joseph (1998). The Royal Navy and Nazi Germany 1933–39: Appeasement and the Origins of the Second World War (bằng tiếng Anh). Luân Đôn: Macmillan Press. ISBN 978-0-333-72007-3.
- Manvell, Roger; Fraenkel, Heinrich (2007) [1965]. Heinrich Himmler: The Sinister Life of the Head of the SS and Gestapo [Heinrich Himmler: Cuộc đời bất nhân của lãnh đạo SS và Gestapo] (bằng tiếng Anh). Luân Đôn; New York: Greenhill; Skyhorse. ISBN 978-1-60239-178-9.
- Maser, Werner (1973). Hitler: Legend, Myth, Reality (bằng tiếng Anh). Luân Đôn: Allen Lane. ISBN 978-0-7139-0473-4.
- Marrus, Michael (2000). The Holocaust in History (bằng tiếng Anh). Toronto: Key Porter. ISBN 978-0-299-23404-1.
- McGovern, James (1968). Martin Bormann (bằng tiếng Anh). New York: William Morrow. OCLC 441132.
- McKale, Donald (2011). Nazis After Hitler: How Perpetrators of the Holocaust Cheated Justice and Truth (bằng tiếng Anh). Lanham, Maryland: Rowman & Littlefield. ISBN 978-1-4422-1318-0.
- McNab, Chris (2009). The Third Reich (bằng tiếng Anh). Amber Books Ltd. ISBN 978-1-906626-51-8.
- Megargee, Geoffrey P. (2007). War of Annihilation: Combat and Genocide on the Eastern Front, 1941 (bằng tiếng Anh). Lanham, Md: Rowman & Littlefield. ISBN 978-0-7425-4482-6.
- Messerschmidt, Manfred (1990). "Foreign Policy and Preparation for War". Trong Deist, Wilhelm (biên tập). Germany and the Second World War (bằng tiếng Anh). Quyển 1. Oxford: Clarendon Press. ISBN 978-0-19-822866-0.
- Mitcham, Samuel W. (1996). Why Hitler?: The Genesis of the Nazi Reich (bằng tiếng Anh). Westport, Conn: Praeger. ISBN 978-0-275-95485-7.
- Mineau, André (2004). Operation Barbarossa: Ideology and Ethics Against Human Dignity (bằng tiếng Anh). Amsterdam; New York: Rodopi. ISBN 978-90-420-1633-0.
- Morsey, Rudolf (1960). "Hitler als Braunschweigischer Regierungsrat" [Hitler làm thành viên Hội đồng chính phủ Braunschweig] (PDF). Vierteljahrshefte für Zeitgeschichte (bằng tiếng Đức). Quyển 8 số 4. Instituts für Zeitgeschichte München–Berlin. ISSN 2196-7121.
- Murray, Williamson (1984). The Change in the European Balance of Power (bằng tiếng Anh). Princeton: Princeton University Press. ISBN 978-0-691-05413-1.
- Murray, Williamson; Millett, Allan R. (2001) [2000]. A War to be Won: Fighting the Second World War (bằng tiếng Anh). Cambridge, MA.: Belknap Press of Harvard University Press. ISBN 978-0-674-00680-5.
- Naimark, Norman M. (2002). Fires of Hatred: Ethnic Cleansing in Twentieth-Century Europe (bằng tiếng Anh). Harvard University Press. ISBN 978-0-674-00994-3.
- Nicholls, David (2000). Adolf Hitler: A Biographical Companion (bằng tiếng Anh). University of North Carolina Press. ISBN 0-87436-965-7.
- Niess, Wolfgang (1982). Machtergreifung 33: Beginn einer Katastrophe (bằng tiếng Đức). Stuttgart: Poller. ISBN 3-87959-185-7.
- Niewyk, Donald L.; Nicosia, Francis R. (2000). The Columbia Guide to the Holocaust (bằng tiếng Anh). New York: Columbia University Press. ISBN 978-0-231-11200-0.
- O'Donnell, James P. (2001) [1978]. The Bunker (bằng tiếng Anh). New York: Da Capo Press. ISBN 978-0-306-80958-3.
- Overy, Richard; Wheatcroft, Andrew (1989). The Road To War (bằng tiếng Anh). Luân Đôn: Macmillan. ISBN 978-0-14-028530-7.
- ——— (1999). "Germany and the Munich Crisis: A Mutilated Victory?". Trong Lukes, Igor; Goldstein, Erik (biên tập). The Munich Crisis, 1938: Prelude to World War II (bằng tiếng Anh). Luân Đôn; Portland, OR: Frank Cass. OCLC 40862187.
- ——— (1999). "Misjudging Hitler". Trong Martel, Gordon (biên tập). The Origins of the Second World War Reconsidered (bằng tiếng Anh). Luân Đôn: Routledge. tr. 93–115. ISBN 978-0-415-16324-8.
- ——— (2005). The Dictators: Hitler's Germany, Stalin's Russia (bằng tiếng Anh). Penguin Books. ISBN 978-0-393-02030-4.
- ——— (2005). Hitler As War Leader (bằng tiếng Anh). Oxford: Oxford University Press. ISBN 978-0-19-280670-3.
- Payne, Robert (1990) [1973]. The Life and Death of Adolf Hitler (bằng tiếng Anh). New York: Hippocrene Books. ISBN 978-0-88029-402-7.
- Plating, John D. (2011). The Hump: America's Strategy for Keeping China in World War II. Williams-Ford Texas A&M University military history series, no. 134 (bằng tiếng Anh). College Station: Texas A&M University Press. ISBN 978-1-60344-238-1.
- Proctor, Robert (1999). The Nazi War on Cancer (bằng tiếng Anh). Princeton, New Jersey: Princeton University Press. ISBN 0-691-07051-2.
- Read, Anthony (2004). The Devil's Disciples: The Lives and Times of Hitler's Inner Circle (bằng tiếng Anh). Luân Đôn: Pimlico. ISBN 0-7126-6416-5.
- Redlich, Fritz R. (tháng 9 năm 2000). Hitler: Diagnosis of a Destructive Prophet (bằng tiếng Anh). Oxford University Press. ISBN 978-0-19-513631-9.
- Rees, Laurence (1997). The Nazis: A Warning from History (bằng tiếng Anh). New York: New Press. ISBN 978-0-563-38704-6.
- Rißmann, Michael (2001). Hitlers Gott. Vorsehungsglaube und Sendungsbewußtsein des deutschen Diktators (bằng tiếng Đức). Zürich München: Pendo. ISBN 978-3-85842-421-1.
- Roberts, G. (2006). Stalin's Wars: From World War to Cold War, 1939–1953 (bằng tiếng Anh). New Haven: Yale University Press. ISBN 0-300-11204-1.
- Roberts, J. M. (1996). A History of Europe (bằng tiếng Anh). Oxford: Helicon. ISBN 978-1-85986-178-3.
- Roberts, Martin (1975). The New Barbarism – A Portrait of Europe 1900–1973 (bằng tiếng Anh). Oxford University Press. ISBN 978-0-19-913225-6.
- Robertson, Esmonde M. (1963). Hitler's Pre-War Policy and Military Plans: 1933–1939 (bằng tiếng Anh). Luân Đôn: Longmans. OCLC 300011871.
- Robertson, E. M. (1985). "Hitler Planning for War and the Response of the Great Powers". Trong H.W, Koch (biên tập). Aspects of the Third Reich (bằng tiếng Anh). Luân Đôn: Macmillan. ISBN 978-0-312-05726-8.
- Rosenbaum, Ron (1999). Explaining Hitler: The Search for the Origins of His Evil (bằng tiếng Anh). Harper Perennial. ISBN 978-0-06-095339-3.
- Rosmus, Anna Elisabeth (2004). Out of Passau: Leaving a City Hitler Called Home (bằng tiếng Anh). Columbia, S.C: University of South Carolina Press. ISBN 978-1-57003-508-1.
- Rothwell, Victor (2001). The Origins of the Second World War (bằng tiếng Anh). Manchester: Manchester University Press. ISBN 978-0-7190-5957-5.
- Rummel, Rudolph (1994). Death by Government (bằng tiếng Anh). New Brunswick, NJ: Transaction. ISBN 978-1-56000-145-4.
- Ryschka, Birgit (ngày 29 tháng 9 năm 2008). Constructing and Deconstructing National Identity: Dramatic Discourse in Tom Murphy's the Patriot Game and Felix Mitterer's in Der Löwengrube (bằng tiếng Anh). Peter Lang. ISBN 978-3-631-58111-7.
- Pyta, Wolfram (2004). "Gescheiterte Zähmung: Von den Präsidialkabinetten Papen und Schleicher zur Regierung Hitler". Die Weimarer Republik (bằng tiếng Đức). VS Verlag für Sozialwissenschaften. tr. 135–155. doi:10.1007/978-3-322-91383-8_7.
- ——— (2009). Hindenburg: Herrschaft zwischen Hohenzollern und Hitler [Hindenburg: Cai trị giữa Hohenzollern và Hitler] (bằng tiếng Đức). München: Siedler. ISBN 978-3-88680-865-6.
- Schildt, Axel (1995). "Das Kabinett Kurt von Schleicher" [Nội các Kurt von Schleicher] (PDF). Die Weimarer Republik. Band 3: Das Ende der Demokratie. (bằng tiếng Đức). München: Bayerische Landeszentrale für politische Bildungsarbeit. tr. 391–443. Bản gốc (PDF) lưu trữ ngày 29 tháng 1 năm 2007. Truy cập ngày 30 tháng 7 năm 2022.
- Schulz, Gerhard (1992). Von Brüning zu Hitler: der Wandel des politischen Systems in Deutschland 1930 – 1933 [Từ Brüning đến Hitler: dịch chuyển hệ thống chính trị Đức 1930 – 1933] (bằng tiếng Đức). Berlin: Walter de Gruyter. ISBN 3-11-013525-6.
- Schütz, Erhard H.; Gruber, Eckhard (1996). Mythos Reichsautobahn: Bau und Inszenierung der "Strassen des Führers" 1933–1941 (bằng tiếng Đức). Berlin: Ch. Links Verlag. ISBN 978-3-86153-117-3. OCLC 1073983096.
- Schulz, Günther (1999). Geschäft mit Wort und Meinung: Medienunternehmer seit dem 18. Jahrhundert. Büdinger Forschungen zur Sozialgeschichte 1996 und 1997 [Kinh doanh bằng ngôn từ và quan điểm: Các doanh nghiệp truyền thông từ thế kỷ 18. Nghiên cứu Büding về lịch sử xã hội 1996 và 1997.] (bằng tiếng Đức). Oldenbourg. ISBN 3-486-56370-X.
- Sereny, Gitta (1996) [1995]. Albert Speer: His Battle With Truth (bằng tiếng Anh). New York; Toronto: Vintage. ISBN 0-679-76812-2.
- Shirer, William L. (1960). The Rise and Fall of the Third Reich (bằng tiếng Anh). New York: Simon & Schuster. ISBN 978-0-671-62420-0.
- Snyder, Timothy (2010). Bloodlands: Europe Between Hitler and Stalin (bằng tiếng Anh). New York: Basic Books. ISBN 978-0-465-00239-9.
- Speer, Albert (1971) [1969]. Inside the Third Reich (bằng tiếng Anh). New York: Avon. ISBN 978-0-380-00071-5.
- Stackelberg, Roderick (2007). The Routledge Companion to Nazi Germany (bằng tiếng Anh). New York: Routledge. ISBN 978-0-415-30860-1.
- Steigmann-Gall, Richard (2003). The Holy Reich: Nazi Conceptions of Christianity, 1919–1945 (bằng tiếng Anh). Cambridge; New York: Cambridge University Press. doi:10.2277/978-0-521-82371-5. ISBN 978-0-521-82371-5.
- Steinberg, Jonathan (tháng 6 năm 1995). "The Third Reich Reflected: German Civil Administration in the Occupied Soviet Union, 1941-4". The English Historical Review (bằng tiếng Anh). Quyển 110 số 437. tr. 620–651. doi:10.1093/ehr/CX.437.620. OCLC 83655937.
- Steiner, John Michael (1976). Power Politics and Social Change in National Socialist Germany: A Process of Escalation into Mass Destruction (bằng tiếng Anh). The Hague: Mouton. ISBN 978-90-279-7651-2.
- Stolfi, Russel (tháng 3 năm 1982). "Barbarossa Revisited: A Critical Reappraisal of the Opening Stages of the Russo-German Campaign (June–December 1941)". The Journal of Modern History (bằng tiếng Anh). Quyển 54 số 1. tr. 27–46. doi:10.1086/244076.
- Tames, Richard (2008). Dictatorship (bằng tiếng Anh). Chicago: Heinemann Library. ISBN 978-1-4329-0234-6.
- Le Tissier, Tony (2010) [1999]. Race for the Reichstag (bằng tiếng Anh). Pen & Sword. ISBN 978-1-84884-230-4.
- Toland, John (1992) [1976]. Adolf Hitler (bằng tiếng Anh). New York: Anchor Books. ISBN 978-0-385-42053-2.
- ——— (2015). Adolf Hitler – Chân dung một trùm Phát xít. Nguyễn Hiền Thu, Nguyễn Hồng Hải dịch . Nhà xuất bản Khoa học xã hội. OCLC 952190655.
- Tucker, Spencer C.; Roberts, Priscilla Mary (2005). World War II: A Student Encyclopedia [5 volumes] (bằng tiếng Anh). Santa Barbara: ABC-CLIO. ISBN 978-1-85109-858-3. OCLC 1048616769.
- Ullrich, Volker (2013). Adolf Hitler: Die Jahre des Aufstiegs 1889 - 1939 (bằng tiếng Đức). Frankfurt am Main: S. Fischer. ISBN 978-3-10-086005-7.
- Vinogradov, V. K. (2005). Hitler's Death: Russia's Last Great Secret from the Files of the KGB (bằng tiếng Anh). Chaucer Press. ISBN 978-1-904449-13-3.
- Waite, Robert G. L. (1993) [1977]. The Psychopathic God: Adolf Hitler (bằng tiếng Anh). New York: Da Capo Press. ISBN 0-306-80514-6.
- Weber, Thomas (2010). Hitler's First War: Adolf Hitler, The Men of the List Regiment, and the First World War (bằng tiếng Anh). Oxford; New York: Oxford University Press. ISBN 978-0-19-923320-5.
- Weinberg, Gerhard (tháng 12 năm 1955). "Hitler's Private Testament of ngày 2 tháng 5 năm 1938". The Journal of Modern History (bằng tiếng Anh). Quyển 27 số 4. tr. 415–419. doi:10.1086/237831. OCLC 482752575.
- Weinberg, Gerhard (tháng 12 năm 1964). "Hitler's Image of the United States". The American Historical Review (bằng tiếng Anh). Quyển 69 số 4. tr. 1006–1021. doi:10.2307/1842933. JSTOR 1842933.
- Weinberg, Gerhard (1970). The Foreign Policy of Hitler's Germany Diplomatic Revolution in Europe 1933–1936 (bằng tiếng Anh). Chicago, Illinois: University of Chicago Press. ISBN 978-0-226-88509-4.
- Weinberg, Gerhard (1980). The Foreign Policy of Hitler's Germany Starting World War II (bằng tiếng Anh). Chicago, Illinois: University of Chicago Press. ISBN 978-0-226-88511-7.
- Weinberg, Gerhard (1995). "Hitler and England, 1933–1945: Pretense and Reality". Germany, Hitler, and World War II: Essays in Modern German and World History (bằng tiếng Anh). Cambridge: Cambridge University Press. ISBN 978-0-521-47407-8.
- Weinberg, Gerhard (2010) [2005]. Hitler's Foreign Policy 1933–1939: The Road to World War II (bằng tiếng Anh). New York: Enigma. ISBN 978-1-929631-91-9.
- Welch, David (2001). Hitler: Profile of a Dictator (bằng tiếng Anh). Routledge. ISBN 978-0-415-25075-7.
- Wheeler-Bennett, John (1967). The Nemesis of Power (bằng tiếng Anh). Luân Đôn: Macmillan. ISBN 978-1-4039-1812-3.
- Wilt, Alan (tháng 12 năm 1981). "Hitler's Late Summer Pause in 1941". Military Affairs (bằng tiếng Anh). Quyển 45 số 4. tr. 187–191. doi:10.2307/1987464. JSTOR 1987464.
- Winkler, Heinrich August (2007). Germany: The Long Road West. Vol. 2, 1933–1990 (bằng tiếng Anh). Sager, Alexander dịch. New York: Oxford University Press. ISBN 978-0-19-926598-5.
- Winkler, Heinrich August (ngày 4 tháng 2 năm 2021). "Deutsches Kaiserreich: War Hitler doch ein Betriebsunfall?" [Đế quốc Đức: Liệu Hitler có phải một 'tai nạn nghề nghiệp'?]. Die Zeit (bằng tiếng Đức). Số 6. Berlin. Truy cập ngày 20 tháng 3 năm 2021.
- Ziemke, Earl F. (1969). Battle for Berlin: End of the Third Reich. Ballantine's Illustrated History of World War II (bằng tiếng Anh). Quyển Battle Book #6. Ballantine Books. OCLC 23899.

### Trực tuyến
- "1933 – Day of Potsdam" (bằng tiếng Anh). Thành phố Potsdam. Bản gốc lưu trữ ngày 6 tháng 6 năm 2012. Truy cập ngày 13 tháng 6 năm 2011.
- Anz, Thomas (ngày 10 tháng 5 năm 1991). "Gespenster. Wie der Futurismus vom Faschismus verstoßen wurde: Peter Demetz' Dokumentation" [Bóng ma. Chủ nghĩa phát xít đã loại bỏ chủ nghĩa vị lai như thế nào: Phim tài liệu của Peter Demetz]. Die Zeit (bằng tiếng Đức). Truy cập ngày 12 tháng 3 năm 2021.
- Bazyler, Michael J. (ngày 25 tháng 12 năm 2006). "Holocaust Denial Laws and Other Legislation Criminalizing Promotion of Nazism" (bằng tiếng Anh). Yad Vashem. Bản gốc (PDF) lưu trữ ngày 10 tháng 3 năm 2018. Truy cập ngày 7 tháng 1 năm 2013.
- Bell, Bethany (ngày 11 tháng 3 năm 2013). "Chia rẽ trên quê hương Stalin và Hitler". BBC Tiếng Việt. Truy cập ngày 30 tháng 3 năm 2021.
- "Der Hitler-Prozeß vor dem Volksgericht in München" [Phiên tòa xử Hitler tại Tòa án Nhân dân München] (bằng tiếng Đức). 1924. {{Chú thích tạp chí}}: Chú thích magazine cần |magazine= (trợ giúp)
- Diver, Krysia (ngày 4 tháng 8 năm 2005). "Journal reveals Hitler's dysfunctional family". The Guardian (bằng tiếng Anh). Truy cập ngày 23 tháng 5 năm 2018.
- "Documents: Bush's Grandfather Directed Bank Tied to Man Who Funded Hitler" (bằng tiếng Anh). Fox News. ngày 17 tháng 10 năm 2003. Truy cập ngày 1 tháng 12 năm 2014.
- Driessen, Christoph (ngày 1 tháng 8 năm 2012). "80 Jahre A555: Konrad Adenauer eröffnete am 6. August 1932 die erste deutsche Autobahn" [80 năm A555: Konrad Adenauer khánh thành tuyến Autobahn đầu tiên của Đức vào ngày 6 tháng 8 năm 1932]. General-Anzeiger Bonn (bằng tiếng Đức). Truy cập ngày 23 tháng 3 năm 2021.
- "Eingabe der Industriellen an Hindenburg vom November 1932" [Thư các nhà công nghiệp gửi Hindenburg, tháng 11 năm 1932] (bằng tiếng Đức). Glasnost–Archiv. Truy cập ngày 16 tháng 10 năm 2011.
- Evans, Richard J. (ngày 22 tháng 6 năm 2011). "How the First World War shaped Hitler". The Globe and Mail (bằng tiếng Anh). Phillip Crawley. Truy cập ngày 23 tháng 9 năm 2012.
- Frauenfeld, A. E (tháng 8 năm 1937). "The Power of Speech" (bằng tiếng Anh). Calvin College. Truy cập ngày 1 tháng 12 năm 2014.
- "Germany: Second Revolution?". Time Magazine (bằng tiếng Anh). Time. ngày 2 tháng 7 năm 1934. Bản gốc lưu trữ ngày 17 tháng 4 năm 2008. Truy cập ngày 15 tháng 4 năm 2013.
- Glantz, David (ngày 11 tháng 10 năm 2001). "The Soviet‐German War 1941–45: Myths and Realities: A Survey Essay" (bằng tiếng Anh). Clemson, South Carolina: Strom Thurmond Institute of Government and Public Affairs, Clemson University. Bản gốc (PDF) lưu trữ ngày 18 tháng 2 năm 2015. Truy cập ngày 12 tháng 12 năm 2012.
- Goebbels, Joseph (1936). "The Führer as a Speaker" (bằng tiếng Anh). Calvin College. Truy cập ngày 1 tháng 12 năm 2014.
- "NS-Regime: Historischer Kontext" [Chế độ Đức Quốc Xã: Ngữ cảnh lịch sử]. Freie Universität Berlin (bằng tiếng Đức). ngày 24 tháng 9 năm 2019. Truy cập ngày 12 tháng 3 năm 2021.
- Gunkel, Christoph (ngày 4 tháng 2 năm 2010). "Medicating a Madman: A Sober Look at Hitler's Health". Spiegel Online International (bằng tiếng Anh). Truy cập ngày 12 tháng 12 năm 2013.
- Heid, Ludger (ngày 1 tháng 8 năm 2016). "Olympische Spiele 1936: "Wenn die Olympiade vorbei, schlagen wir die Juden zu Brei!"". Die Zeit (bằng tiếng Đức). Truy cập ngày 16 tháng 3 năm 2021.
- Hinrichs, Per (ngày 10 tháng 3 năm 2007). "Des Führers Pass: Hitlers Einbürgerung" [Hộ chiếu của Führer: Hitler nhập tịch] (bằng tiếng Đức). Spiegel Online. Truy cập ngày 1 tháng 12 năm 2014.
- "Hitler ersucht um Entlassung aus der österreichischen Staatsangehörigkeit" [Hitler đệ đơn từ bỏ quốc tịch Áo] (bằng tiếng Đức). NS-Archiv. ngày 7 tháng 4 năm 1925. Truy cập ngày 13 tháng 4 năm 2012.
- "Hitler's Last Days". mi5.gov.uk (bằng tiếng Anh). MI5 Security Service. Truy cập ngày 5 tháng 1 năm 2012.
- Hoffman, David (tác giả, viết kịch bản) (1989). How Hitler Lost the War (phim tài liệu). US: Varied Directions. Truy cập ngày 27 tháng 8 năm 2014.
- "Introduction to the Holocaust" (bằng tiếng Anh). Bảo tàng Tưởng niệm Holocaust Hoa Kỳ. Truy cập ngày 1 tháng 12 năm 2014.
- Haltiwanger, John (ngày 11 tháng 12 năm 2019). "5 of the most controversial choices for Time magazine's Person of the Year". Business Insider (bằng tiếng Anh).
- Jones, Bill (tác giả, đạo diễn) (1989). The Fatal Attraction of Adolf Hitler (phim tài liệu truyền hình). England: BBC. Truy cập ngày 6 tháng 6 năm 2014.
- Kellerhoff, Sven Felix (ngày 11 tháng 8 năm 2019). "Weimarer Republik: Die drei tödlichen Fehler der Verfassung". Die Welt (bằng tiếng Đức).
- Kloth, Hans Michael (ngày 11 tháng 10 năm 2007). "NS-Erbe: Der Wahn von der Autobahn" [Di sản quốc xã: Sự điên rồ của Autobahn]. Spiegel Online (bằng tiếng Đức). Truy cập ngày 12 tháng 3 năm 2021.
- Kotanko, Florian. "House of Responsibility" (bằng tiếng Anh). HRB News. Bản gốc lưu trữ ngày 17 tháng 4 năm 2018. Truy cập ngày 8 tháng 1 năm 2013.
- Langer, Michael (ngày 19 tháng 7 năm 2007). "Hitlers Kampf gegen die Moderne" [Cuộc chiến chống lại sự hiện đại của Hitler]. Deutschlandfunk Kultur (bằng tiếng Đức). Truy cập ngày 12 tháng 3 năm 2021.
- "Leni Riefenstahl". The Daily Telegraph. Luân Đôn: Telegraph Media Group. ngày 10 tháng 9 năm 2003. ISSN 0307-1235. OCLC 49632006. Truy cập ngày 10 tháng 5 năm 2013.
- Longerich, Heinz Peter (2003). "Hitler's Role in the Persecution of the Jews by the Nazi Regime". Atlanta: Emory University. 15. Hitler and the Mass Shootings of Jews During the War Against Russia. Bản gốc lưu trữ ngày 22 tháng 7 năm 2012. Truy cập ngày 31 tháng 7 năm 2013. {{Chú thích tạp chí}}: Chú thích magazine cần |magazine= (trợ giúp)
- ——— (2003). "Hitler's Role in the Persecution of the Jews by the Nazi Regime". Atlanta: Emory University. 17. Radicalisation of the Persecution of the Jews by Hitler at the Turn of the Year 1941–1942. Bản gốc lưu trữ ngày 9 tháng 7 năm 2009. Truy cập ngày 31 tháng 7 năm 2013. {{Chú thích tạp chí}}: Chú thích magazine cần |magazine= (trợ giúp)
- "Man of the Year". Time Magazine. Time. ngày 2 tháng 1 năm 1939. Bản gốc lưu trữ ngày 7 tháng 6 năm 2008. Truy cập ngày 22 tháng 5 năm 2008.
- Martin, Jonathan (tác giả, viết kịch bản) (2008). World War II In HD Colour (phim tài liệu). US: World Media Rights. Bản gốc lưu trữ ngày 28 tháng 2 năm 2015. Truy cập ngày 27 tháng 8 năm 2014.
- McMillan, Dan (tháng 10 năm 2012). "Review of Fritz, Stephen G., Ostkrieg: Hitler's War of Extermination in the East" (bằng tiếng Anh). H-Genocide, H-Net Reviews. Truy cập ngày 16 tháng 10 năm 2012.
- Cục Tình báo Chiến lược Hoa Kỳ (1945). "The Nazi Master Plan: The Persecution of the Christian Churches". Rutgers Journal of Law and Religion. Ithaca, NY: Cornell Law Library. tr. 6–7. OCLC 320083040. Bản gốc lưu trữ ngày 8 tháng 7 năm 2010. Truy cập ngày 30 tháng 7 năm 2022.
- "Parkinson's part in Hitler's downfall". BBC News. ngày 29 tháng 7 năm 1999. Truy cập ngày 13 tháng 6 năm 2011.
- Phayer, Michael (2000). "The Response of the Catholic Church to National Socialism" (PDF). The Churches and Nazi Persecution (bằng tiếng Anh). Yad Vashem. Bản gốc (PDF) lưu trữ ngày 20 tháng 1 năm 2019. Truy cập ngày 15 tháng 1 năm 2016.
- "Poles: Victims of the Nazi Era: The Invasion and Occupation of Poland". ushmm.org (bằng tiếng Anh). Bảo tàng Tưởng niệm Holocaust Hoa Kỳ. Bản gốc lưu trữ ngày 3 tháng 3 năm 2013. Truy cập ngày 1 tháng 12 năm 2014.
- Porter, Tom (ngày 24 tháng 8 năm 2013). "Adolf Hitler 'Took Cocktail of Drugs' Reveal New Documents". IB Times (bằng tiếng Anh). Truy cập ngày 22 tháng 11 năm 2015.
- Redlich, Fritz C. (ngày 22 tháng 3 năm 1993). "A New Medical Diagnosis of Adolf Hitler: Giant Cell Arteritis—Temporal Arteritis". Arch Intern Med. Quyển 153 số 6. tr. 693–697. doi:10.1001/archinte.1993.00410060005001. PMID 8447705. Truy cập ngày 22 tháng 11 năm 2015.
- Rees, Laurence (đạo diễn, viết kịch bản) Kershaw, Ian (chuyên gia tư vấn, viết kịch bản) (2012). The Dark Charisma of Adolf Hitler (phim tài liệu). Liên hiệp Anh: BBC. Truy cập ngày 6 tháng 9 năm 2014.
- Richter, Micha (ngày 17 tháng 9 năm 2008). "Hitlers gescheiterte Baupläne" [Kế hoạch xây dựng bất thành của Hitler]. Spiegel Online (bằng tiếng Đức). Truy cập ngày 12 tháng 3 năm 2021.
- Prinz, Claudia (2001). "Die XI. Olympischen Sommerspiele in Berlin 1936" [Thế vận hội mùa hè lần thứ XI, Berlin 1936]. LeMO (bằng tiếng Đức). Stiftung Deutsches Historisches Museum. Truy cập ngày 16 tháng 3 năm 2021.
- Schmidt, Volker (ngày 23 tháng 9 năm 2013). "Als Hitler die Autobahn stahl" [Khi Hitler đánh cắp Autobahn]. Die Zeit (bằng tiếng Đức). Truy cập ngày 23 tháng 3 năm 2021.
- Sharkey, Joe (ngày 13 tháng 1 năm 2002). "Word for Word/The Case Against the Nazis; How Hitler's Forces Planned To Destroy German Christianity". The New York Times (bằng tiếng Anh). Truy cập ngày 7 tháng 6 năm 2011.
- Sturm, Reinhard (ngày 13 tháng 12 năm 2011). "Zerstörung der Demokratie 1930–1933" [Phá hủy dân chủ 1930–1933]. Informationen zur politischen Bildung 261: Weimarer Republik (bằng tiếng Đức). Bonn: Bundeszentrale für politische Bildung. Truy cập ngày 9 tháng 3 năm 2021.
- Walther, Lutz (ngày 25 tháng 8 năm 2015). "NS-Architektur" [Kiến trúc Đức quốc Xã]. LeMo (bằng tiếng Đức). Stiftung Deutsches Historisches Museum. Truy cập ngày 12 tháng 3 năm 2021.
- Weber, Thomas (2010a). "New Evidence Uncovers Hitler's Real First World War Story" [Bằng chứng mới hé lộ câu chuyện thật sự về Thế chiến thứ nhất của Hitler]. Immediate Media Company (bằng tiếng Anh). Liên hiệp Anh: BBC History Magazine. Bản gốc lưu trữ ngày 21 tháng 11 năm 2012. Truy cập ngày 27 tháng 8 năm 2014.{{Chú thích web}}:  Quản lý CS1: bot: trạng thái URL ban đầu không rõ (liên kết)
- Wilson, Bee (ngày 9 tháng 10 năm 1998). "Mein Diat – Adolf Hitler's diet" [Chế độ ăn của Hitler]. New Statesman (bằng tiếng Anh). UK: Questia. Lưu trữ bản gốc ngày 13 tháng 12 năm 2013. Truy cập ngày 22 tháng 5 năm 2008. (cần đăng ký mua)
- Widmann, Arno (ngày 23 tháng 8 năm 2019). "Hitler-Stalin-Pakt: Den Weg ebenen für einen Krieg" [Hiệp ước Hitler–Stalin: Mở đường cho chiến tranh]. Frankfurter Rundschau (bằng tiếng Đức). Truy cập ngày 13 tháng 3 năm 2021.
- "Wo Hitler Heerschau hielt: Nürnberg, die "Stadt der Reichsparteitage"" [Nơi Hitler duyệt binh: Nürnberg, "thành phố của các cuộc đại hội đảng"]. Donaukurier (bằng tiếng Đức). ngày 20 tháng 1 năm 2003. Bản gốc lưu trữ ngày 5 tháng 5 năm 2021. Truy cập ngày 12 tháng 3 năm 2021.